# ミケランジェロ・メリージ・ダ・カラヴァッジオ

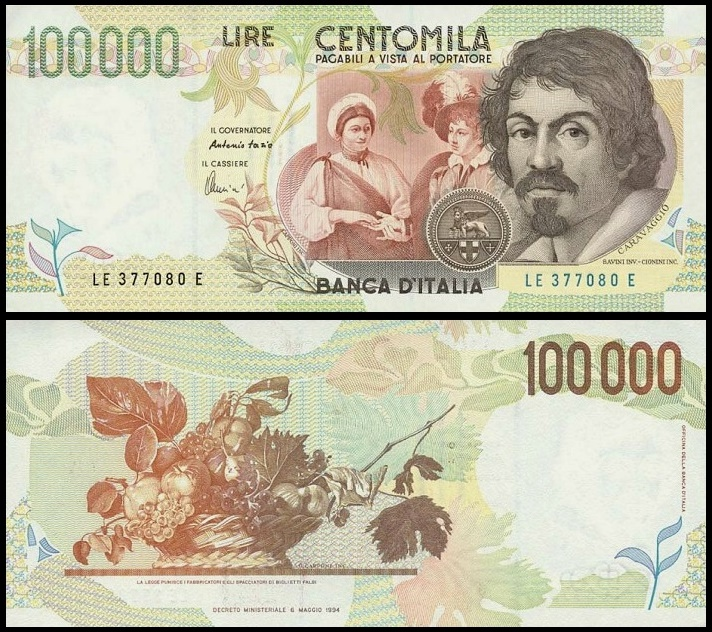
カラヴァッジオと『女占い師』がデザインされていた10万リラ紙幣

ミケランジェロ・メリージ・ダ・カラヴァッジオ（伊: Michelangelo Merisi da Caravaggio、1571年9月29日 - 1610年7月18日）は、バロック期のイタリア人画家。一般には単にカラヴァッジオ（カラヴァッジョ、カラバッジオ、カラバッジョとも）の名で呼ばれる。
ルネサンス期の後に登場し、1593年から1610年にかけてローマ、ナポリ、マルタ、シチリアで活動した。あたかも映像のように人間の姿を写実的に描く手法と、光と陰の明暗を明確に分ける表現は、バロック絵画の形成に大きな影響を与えた。

## 概要
カラヴァッジョはティツィアーノの弟子だった師匠のもと、ミラノで画家の修行を積んだ。その後、ミラノからローマへと移っているが、当時のローマは大規模な教会や邸宅が次々と建築されており、それらの建物を装飾する絵画が求められている都市だった。対抗宗教改革のさなか、ローマカトリック教会はプロテスタントへの対抗手段の一つとして自分たちの教義を補強するようなキリスト教美術品を求めるようになる。しかしながら、盛期ルネサンス以降、およそ1世紀にわたって美術界の主流となっていたマニエリスムは、もはや時代遅れの様式であると見なされていた。このような状況の中、カラヴァッジョは1600年に枢機卿に依頼された作品『聖マタイの殉教』と『聖マタイの召命』とを完成させ、一躍ローマ画壇の寵児となった。極端ともいえる自然主義に貫かれたカラヴァッジョの絵画には印象的な人体表現と演劇の一場面を髣髴とさせるような、現在ではテネブリズムとも呼ばれる、強烈な明暗法のキアロスクーロの技法が使用されている。
カラヴァッジョは画家としての生涯で絵画制作の注文不足やパトロンの欠如などは経験しておらず、金銭面で困ったことはなかった。しかしながらその暮らしは順風満帆なものではなく、自宅で暴れて拘置所に送られたことが何回かあり、ついには当時のローマ教皇から死刑宣告を受けるほどだった。カラヴァッジョについての記事が書かれた最初の出版物が1604年に発行されており、1601年から1604年のカラヴァッジョの生活について記されている。それによるとカラヴァッジョの暮らしは「2週間を絵画制作に費やすと、その後1か月か2か月のあいだ召使を引きつれて剣を腰に下げながら町を練り歩いた。舞踏会場や居酒屋を渡り歩いて喧嘩や口論に明け暮れる日々を送っていたため、カラヴァッジョとうまく付き合うことのできる友人はほとんどいなかった」とされている。1606年には乱闘で若者を殺して懸賞金をかけられたため、ローマを逃げ出している。1608年にマルタで、1609年にはナポリでも乱闘騒ぎを引き起こし、乱闘相手の待ち伏せにあって重傷を負わされたこともあった。翌年カラヴァッジョは熱病にかかり、トスカーナ州モンテ・アルジェンターリオにて38歳で死去する。人を殺してしまったことへの許しを得るためにローマへと向かう旅の途中でのことだった。
存命中のカラヴァッジョはその素行から悪名高く、その作品から評価の高い人物だったが、その名前と作品はカラヴァッジョの死後まもなく忘れ去られてしまった。しかし20世紀になってからカラヴァッジョが西洋絵画に果たした大きな役割が再評価されることになる。それまでのマニエリスムを打ち壊し、後にバロック絵画として確立する新しい美術様式に与えた影響は非常に大きなものだった。ルーベンス、ホセ・デ・リベーラ、ベルニーニそしてレンブラントらバロック美術の巨匠の作品は、直接的、間接的にカラヴァッジョの影響が見受けられる。カラヴァッジョの次世代の画家で、その影響を強く受けた作品を描いた画家たちのことを「カラヴァジェスティ」あるいはカラヴァッジョが使用した明暗技法から「テネブリスト」と呼ぶこともある。現代フランスの詩人ポール・ヴァレリーの秘書をつとめたアンドレ・ベルネ＝ジョフロワはカラヴァッジョのことを「いうまでもなくカラヴァッジョの作品から近現代絵画は始まった」と評価している。

## 生涯

### 前半生（1571年 - 1592年）
カラヴァッジョは1571年にミラノで三人兄弟の長男として生まれた。父フェルモ・メリージは、スフォルツァ家一族でベルガモ近郊にある、カラヴァッジョ侯爵家の邸宅管理人かつ室内装飾担当で、母ルチア・アレトーリは、同地方の地主階級の娘だった。1576年にはペストで荒廃したミラノを離れ、一家でカラヴァッジョ村へと移住したが、その翌年の1577年には父フェルモと祖父が死去している。カラヴァッジョは幼年期をこの村で送ったと考えられている。
カラヴァッジョの母も1584年に死去し、この年からカラヴァッジョはティツィアーノの弟子だったという記録が残っているミラノの画家シモーネ・ペテルツァーノ (Simone Peterzano) のもとで4年間徒弟として修行している。カラヴァッジョは徒弟の年季が終了した後もミラノ近辺に在住していたが、ヴェネツィアを訪れて、後年フェデリコ・ツッカリがカラヴァッジョの絵画はこの画家の作品を真似ただけだと非難したジョルジョーネやティツィアーノらの絵画を目にした可能性はある。カラヴァッジョはレオナルド・ダ・ヴィンチの『最後の晩餐』などミラノに保管されていた貴重な作品や、ロンバルディア地方の絵画に親しんでいった。硬直化し、大げさな表現に陥っていたローマ風のマニエリスム様式ではなく、飾り気なくありのままを表現するドイツの自然主義絵画様式に傾倒していった。

### ローマ時代前期（1592年 - 1600年）

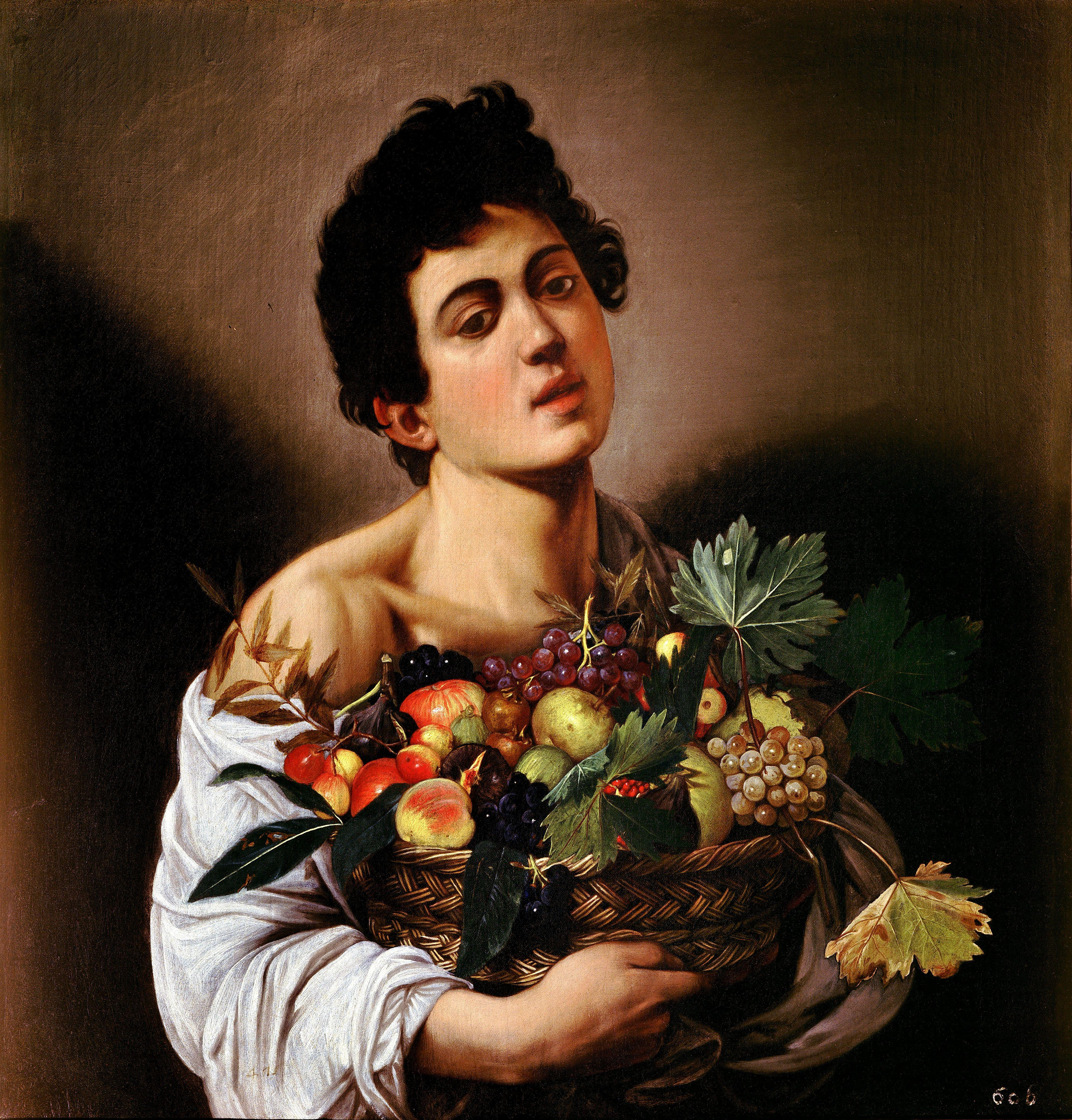
『果物籠を持つ少年』（1593年 - 1594年）67 × 53 cm
ボルゲーゼ美術館（ローマ）

1592年半ばにカラヴァッジョは「おそらく喧嘩」で役人を負傷させ、ミラノを飛び出し「着の身着のままで…行く宛ても食料もなく…ほとんど無一文の状態で」ローマへと逃げ込んだ 。その数ヵ月後カラヴァッジョは、ローマ教皇クレメンス8世のお気に入りの画家だったジュゼッペ・チェーザリの工房で助手を務め、「花と果物の絵画」で画家としての技量を知られるようになる。このころのカラヴァッジョの作品として知られているのは『果物の皮を剥く少年 (Boy Peeling Fruit)』（ロンギ財団所蔵、1592年ごろ）、『果物籠を持つ少年』（ボルゲーゼ美術館所蔵、1593年 - 1594年）、『病めるバッカス』（ボルゲーゼ美術館所蔵、1593年ごろ）などがある。『病めるバッカス』は自画像ではないかと言われており、ひどい病気に罹患してチェーザリの工房から解雇された後の回復しつつある自分自身を描いたとされている。これら3点の絵画は精密な写実的表現で描かれており、カラヴァッジョの画家としての名声を高めることになった。『果物籠を持つ少年』に描かれた果物は園芸の専門家によればそれぞれの種類を言い当てることが可能で、例えば籠の右下に垂れ下がっているのは「菌類による病変に侵されて斑に枯れた大きなイチジクの葉」である。

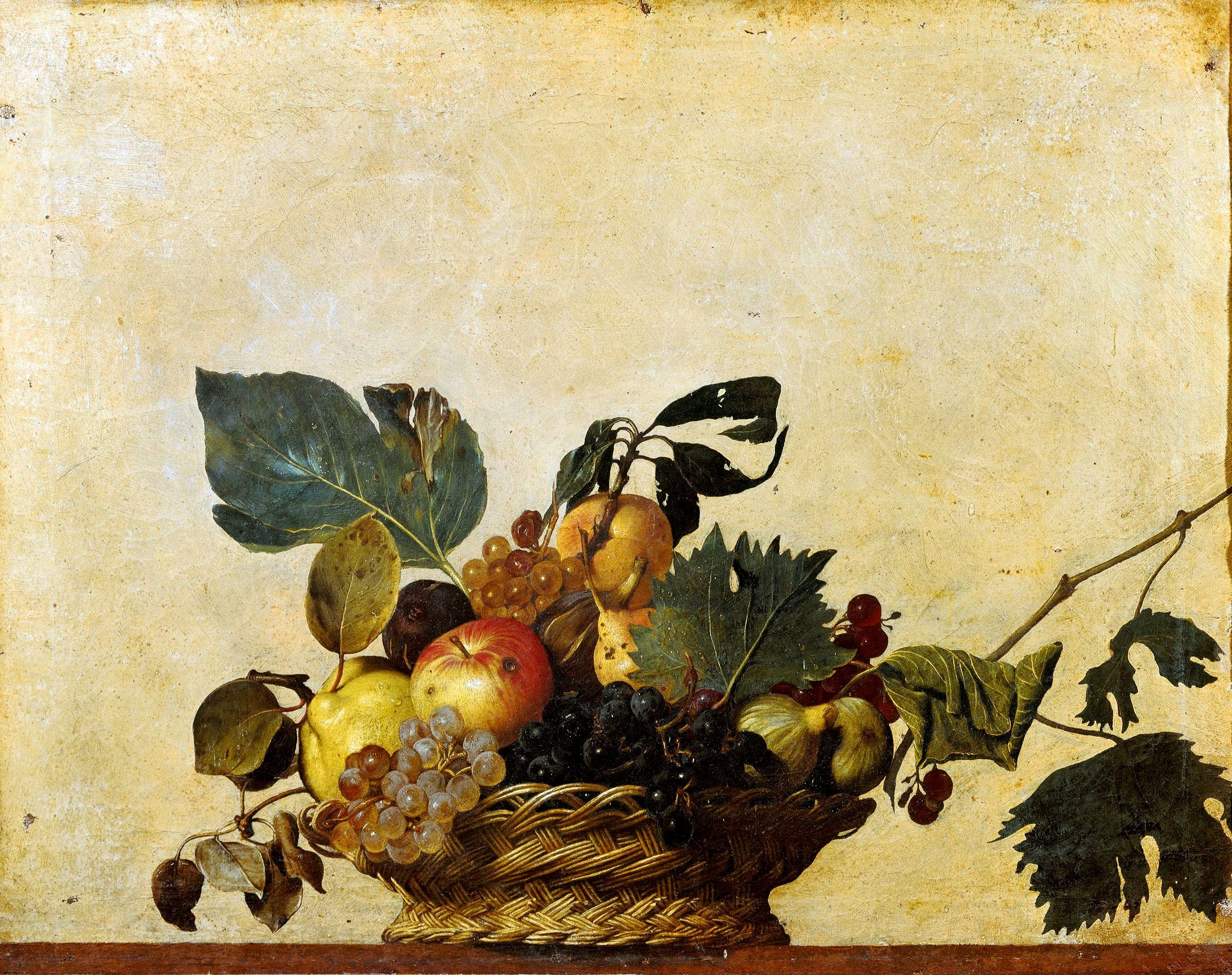
『果物籠』（1597年 - 1600年頃）
アンブロジアーナ絵画館（ミラノ）

カラヴァッジョは1594年にジュゼッペ・チェーザリの工房から解雇され、独立した画家として生計を立てることを決意した。このころがカラヴァッジョの生涯でもっとも底辺にあった時期だが、画家プロスペロ・オルシ、建築家オノーリオ・ロンギ、当時まだ16歳だったシチリア出身の芸術家マリオ・ ミンニーティら、カラヴァッジョにとって非常に重要な存在となる人々と友人になっている。オルシはすでに成功していた画家で、多くの影響力がある収集家をカラヴァッジョに引き合わせた。一方ロンギはカラヴァッジョに悪い影響を与えた人物で、喧騒に満ちたローマの裏の世界をカラヴァッジョに教えた。ミンニーティはカラヴァッジョのモデルをつとめ、数年後にシチリアでの重要な絵画制作に大きな役割を果たすことになった。
『女占い師』（カピトリーノ美術館所蔵、1594年ごろとルーブル美術館所蔵、1595年ごろの2点のヴァージョンが現存）はカラヴァッジョの作品の中で最初に二人以上の人物が描かれた絵画で、モデルになっているのはミンニーティである。ミンニーティ扮する少年がジプシー娘に欺かれている様子が描かれており、このような題材の絵画はそれまでのローマでは見られず、この作品を嚆矢としてその後数世紀にわたって描かれるようになった題材である。しかしながら、この題材で描かれた絵画に人気が出たのは後年になってからのことで、カラヴァッジョ自身はただ同然の価格でしかこの作品を売却できなかった。

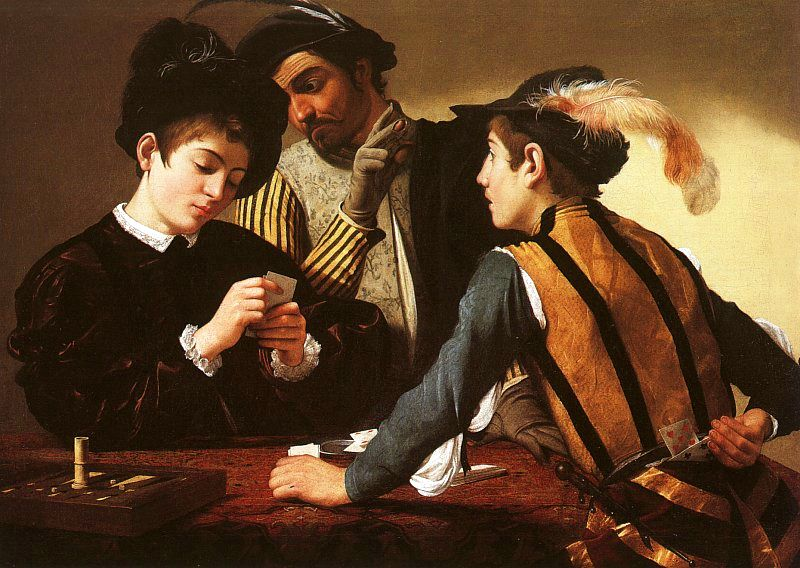
『トランプ詐欺師』（1594年頃）
キンベル美術館（フォートワース）

『トランプ詐欺師』（キンベル美術館所蔵、1594年ごろ）は、トランプ詐欺に引っかかる純朴な少年を描いた作品で、題材としては『女占い師』と同様のものである。しかしながら心理的描写はより優れており、カラヴァッジョの作品で最初の傑作とされている。『女占い師』と同じく後世になって人気が出た題材で、50点以上の模写が現存している。さらにこの作品を通じて、カラヴァッジョは当時のローマでもっとも優れた美術鑑定家の一人といわれていた枢機卿フランチェスコ・マリア・デル・モンテに認められ、後援を受けることに成功した。そして、デル・モンテと取巻きの裕福な美術愛好家たちに依頼され、多数の室内装飾用絵画を描いた。『奏楽者たち』（メトロポリタン美術館所蔵、1595年 - 1596年）、『リュート奏者』（ウィルデンスタイン・コレクション所蔵、1596年ごろ、バドミントン・ハウス所蔵、1596年ごろ、エルミタージュ美術館所蔵、1600年ごろの3点のヴァージョンが現存）、『バッカス』（ウフィツィ美術館所蔵、1595年ごろ）や、寓意に満ちているが写実的な『トカゲに噛まれた少年』（ロンドン・ナショナル・ギャラリー所蔵、1593年 - 1594年とロベルト・ロンギ財団所蔵、1594年 - 1596年の2点のヴァージョンが現存）などである。これらの作品にモデルとなって描かれているのはミンニーティのほか、数人の青少年である。

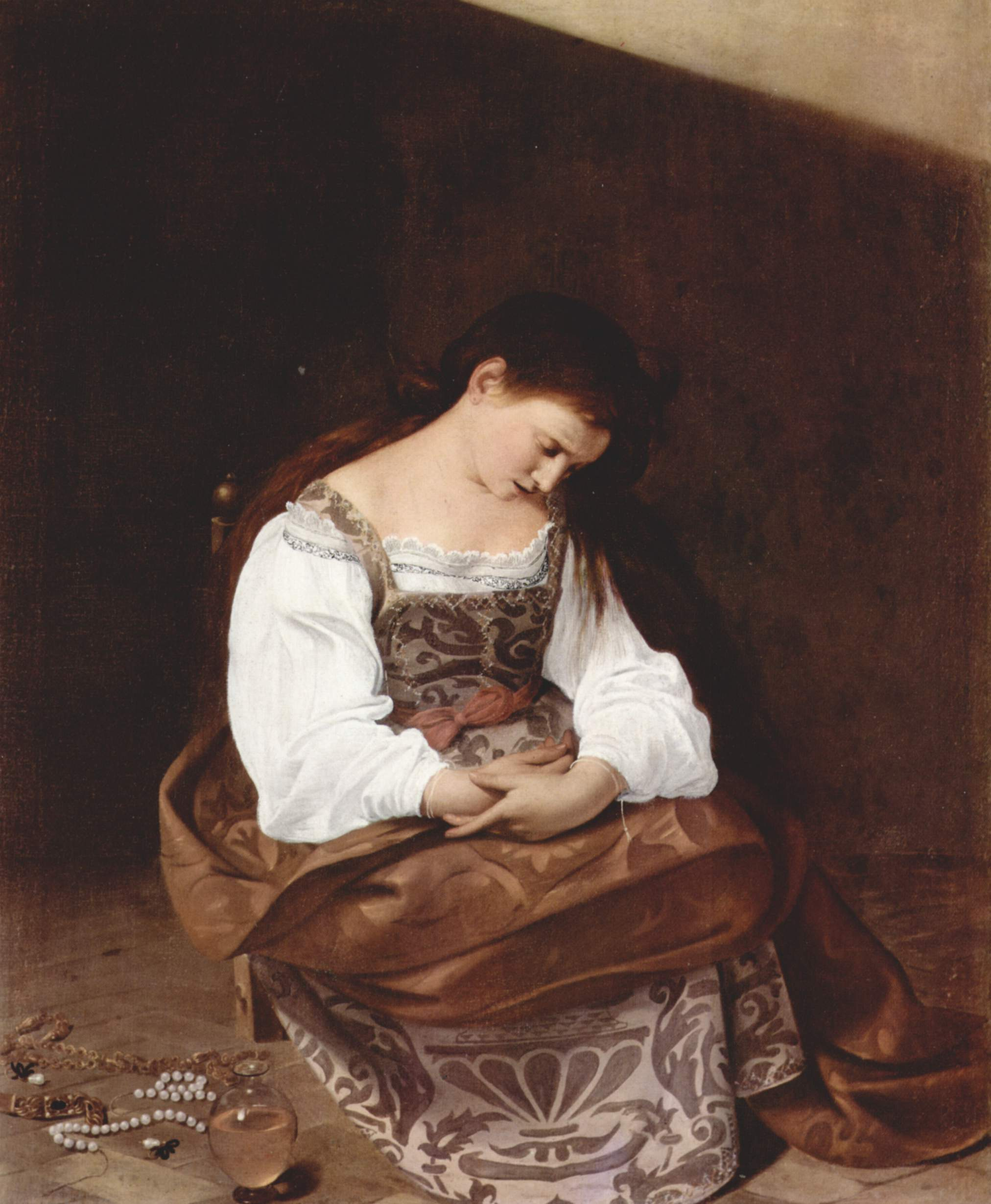
『悔悛するマグダラのマリア』（1594年 - 1595年頃）
ドリア・パンフィリ美術館（ローマ）

カラヴァッジョが最初に描いた宗教画は写実的で、高い精神性をもったものだった。宗教を題材とした最初期の作品として『悔悛するマグダラのマリア』（ドーリア・パンフィーリ美術館所蔵、1594年 - 1595年ごろ）があり、描かれているマグダラのマリアはそれまでの娼婦としての生活を悔やんで座り込み、あたりには虚飾を示す宝飾品が散乱している。「宗教的な絵画にはとても見えないかもしれない…濡れた髪の少女が低い椅子に座り込み…良心の呵責に苛まれ…救済を求めているのだろうか」

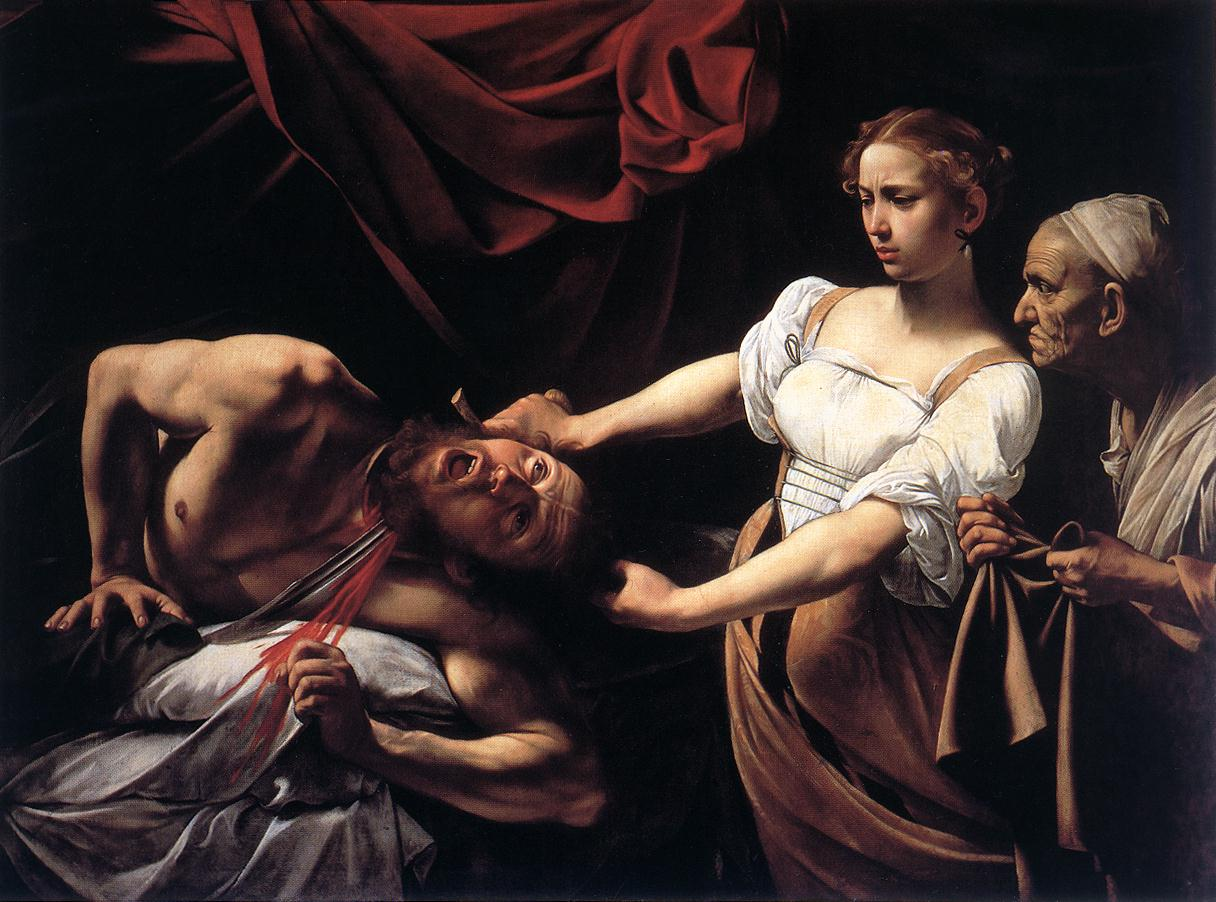
『ホロフェルネスの首を斬るユーディット』（1598年 - 1599年）
国立古典絵画館（ローマ）

この作品はロンバルド風の絵画で、当時のローマ風の気取った作風ではないと考えられていた。同様の作風で描かれた宗教絵画に『アレクサンドリアの聖カタリナ』（ティッセン＝ボルネミッサ美術館所蔵、1598年ごろ）、『マルタとマグダラのマリア』（デトロイト美術館所蔵、1598年ごろ）、『ホロフェルネスの首を斬るユーディット』（ローマ国立古典絵画館所蔵、1598年 - 1599年）、『イサクの犠牲 (Sacrifice of Isaac)』（ピエセッカ・ジョンソン・コレクション所蔵、1598年ごろ）、『法悦の聖フランチェスコ 』（ワズワース・アテネウム美術館、1595年ごろ）、『エジプト逃避途上の休息 』（ドーリア・パンフィーリ美術館所蔵、1597年ごろ）などがある。これらの作品は広く公開されていたわけではなく、比較的限られた人にのみ目にする機会があったものだが、カラヴァッジョの名声は美術愛好家や友人の芸術家の間で高まっていった。しかし一般からの評価を決定付けるためには、教会の装飾絵画のように広く大衆が目にする作品が必要だった。
極端なまでの写実主義と自然主義の作品によって、現代のカラヴァッジョの評価はゆるぎないものになっている。カラヴァッジョは題材を目に見えるとおりに表現し、描く対象を理想化することなく欠点や短所すらもありのままに描き出した。このことはカラヴァッジョが非常に高い絵画技術を有していたことを示している。ミケランジェロのような古典的理想表現こそが絵画のあるべき姿だと認識されていた当時において、カラヴァッジョの作風は大きな反響を呼んだ。この時期のカラヴァッジョの作品は写実主義だけが最大の特徴というわけではなく、当時の中央イタリアで長期にわたって受け継がれてきたルネサンス様式を否定したところに大きな意義がある。カラヴァッジョは対象をそのまま油彩画へと描きだした、ヴェネツィア風の半身肖像画や静物画を特に好んでいた。このような作風がもっともよく表れている当時の作品に『エマオの晩餐』（ロンドン・ナショナル・ギャラリー所蔵、1601年）があげられる。

#### ギャラリー

『聖パウロの回心』（1600年頃） オデスカルキ・バルビ・コレクション
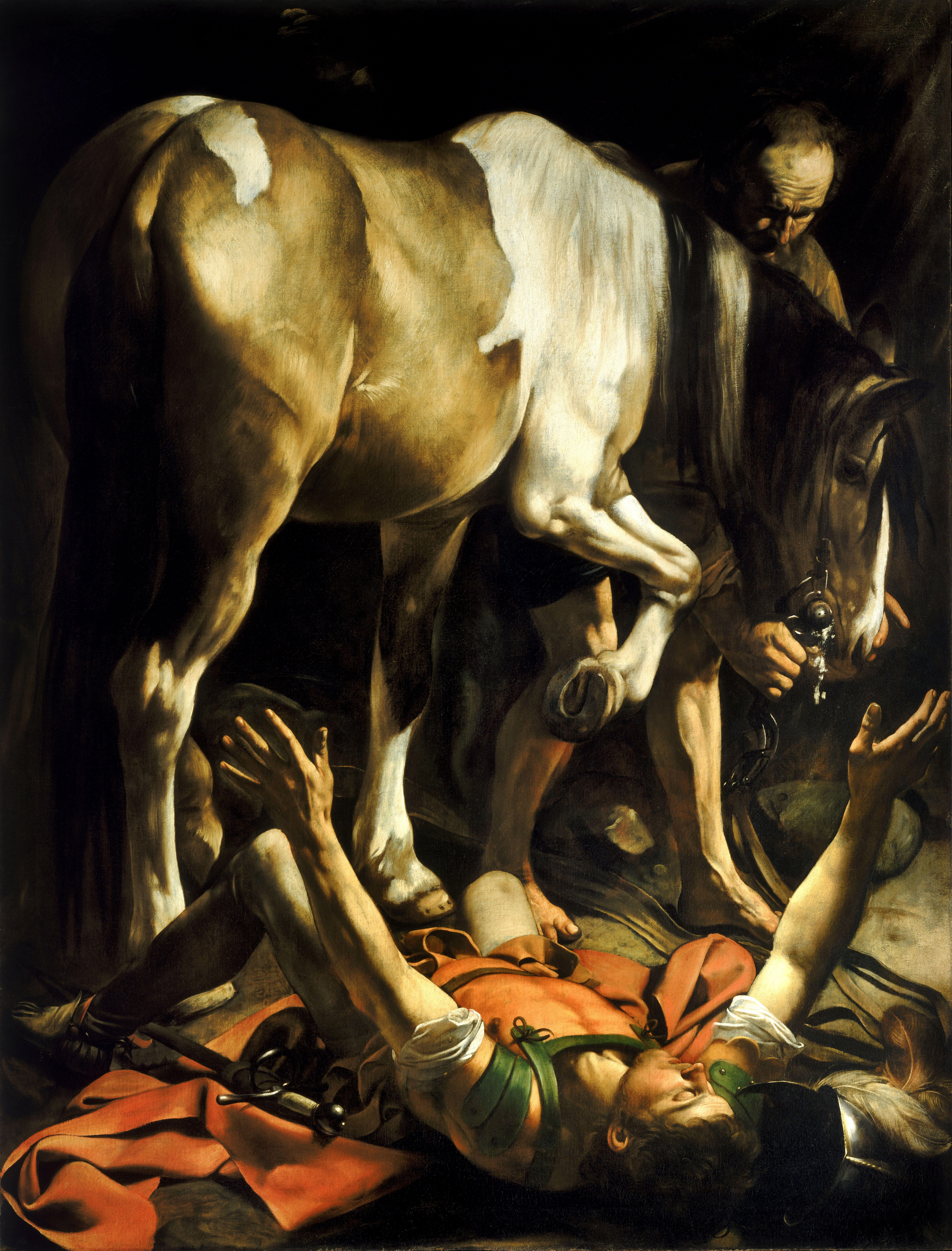
『聖パウロの回心』（1601年） サンタ・マリア・デル・ポポロ教会（ローマ）
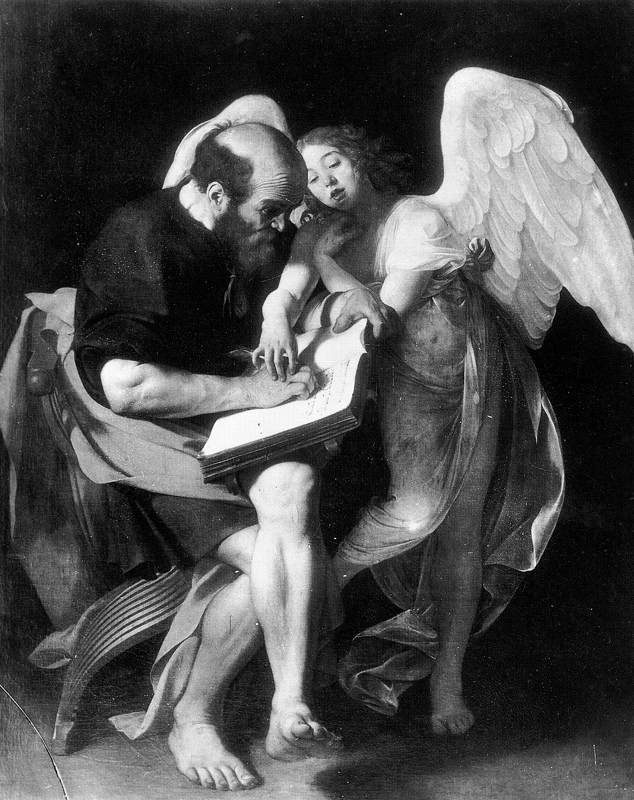
『聖マタイと天使』（1602年） 第二次世界大戦で消失
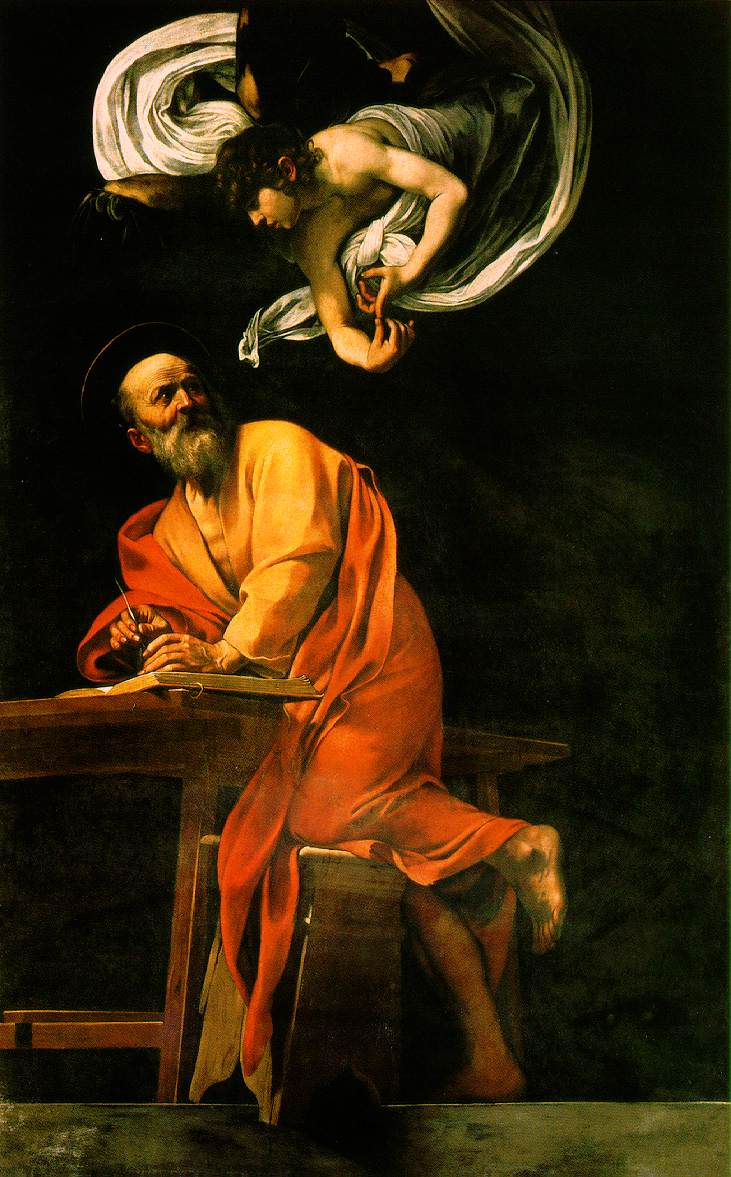
『聖マタイと天使』（1602年） サン・ルイジ・デイ・フランチェージ教会コンタレッリ礼拝堂（ローマ）
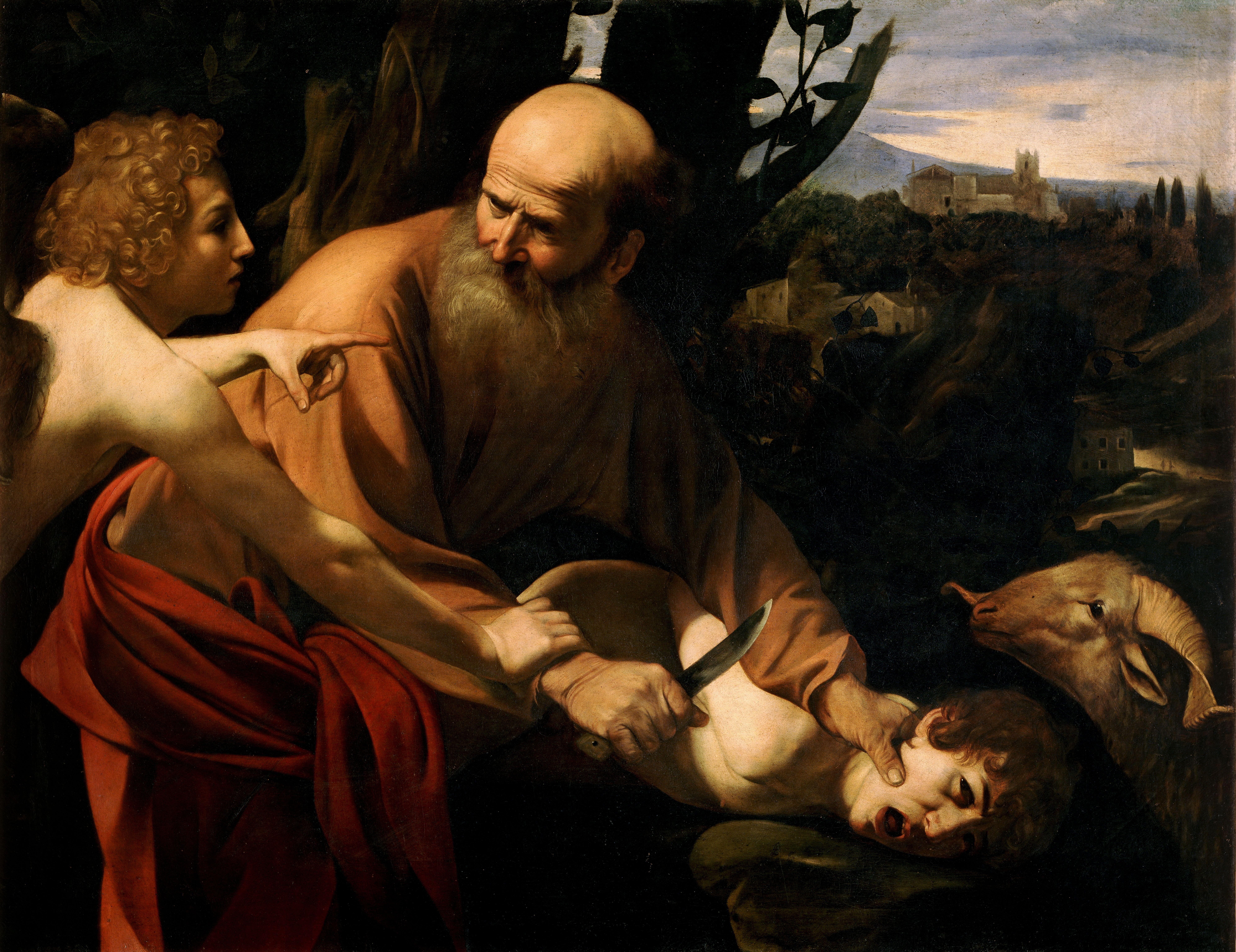
『イサクの犠牲』 (1603年頃) ウフィツィ美術館 (フィレンツェ)
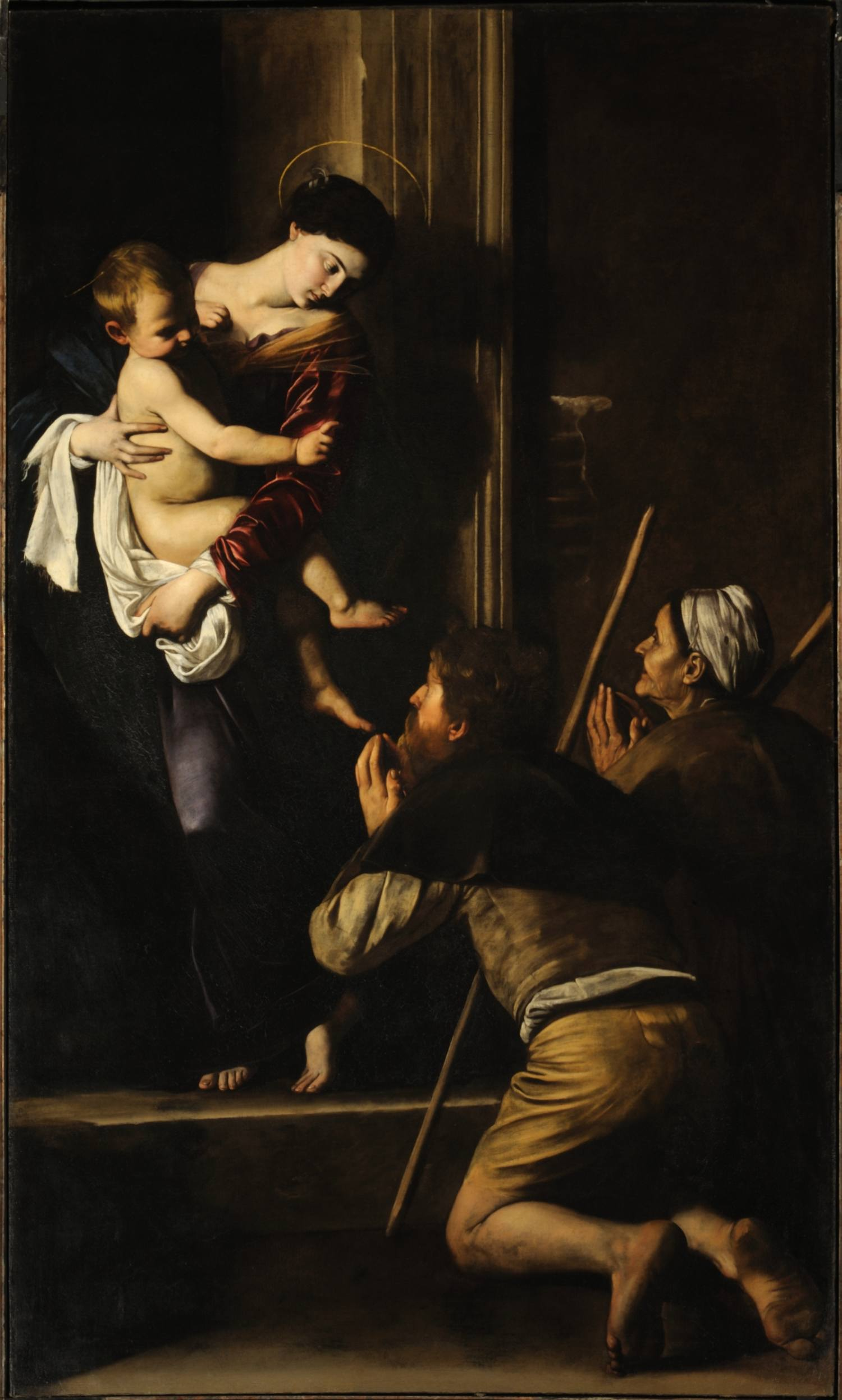
『ロレートの聖母』（1604年 - 1606年頃） サン・タゴスティーノ聖堂 (ローマ）
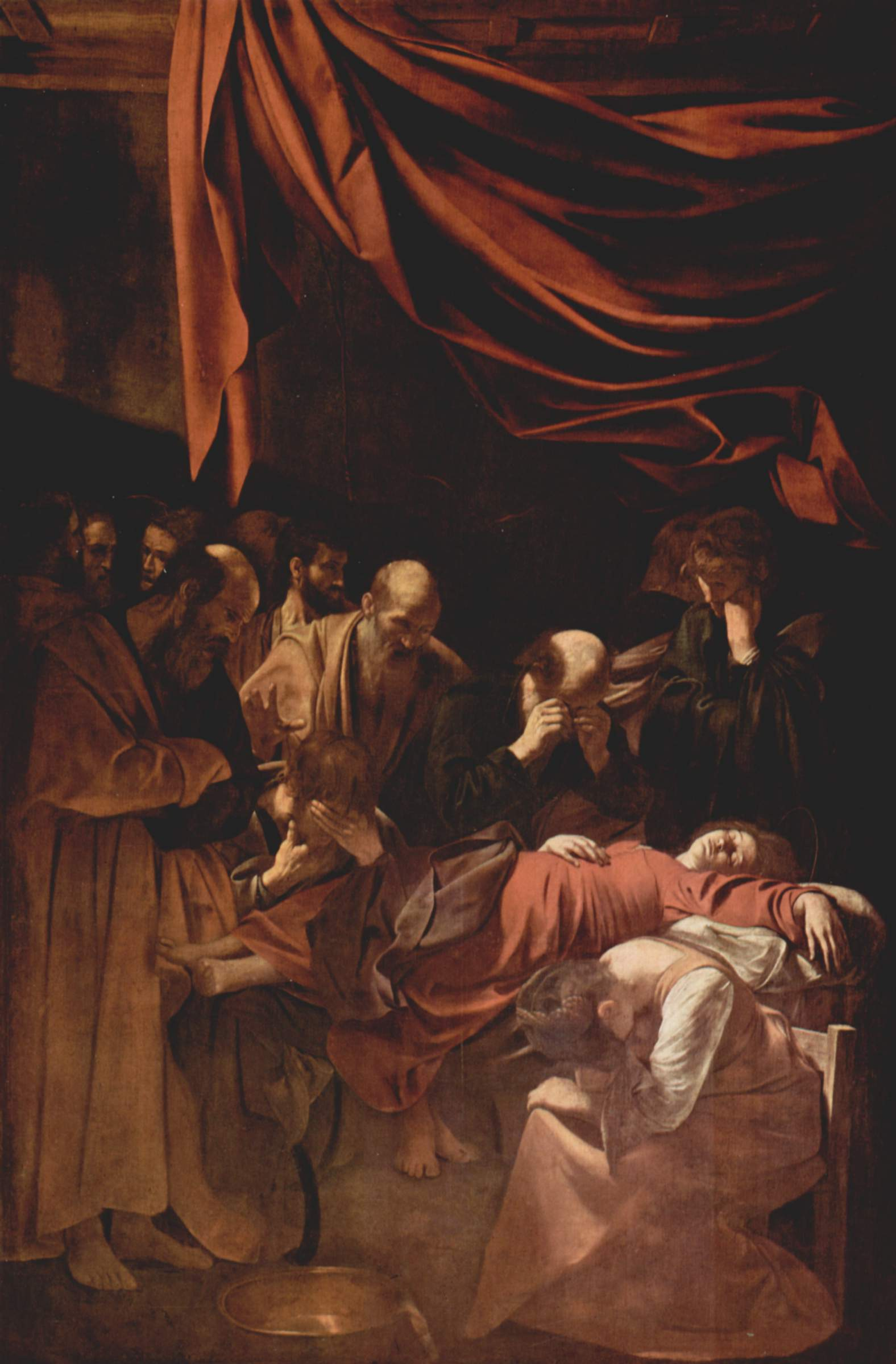
『聖母の死』（1604年 - 1606年頃） ルーブル美術館（パリ）
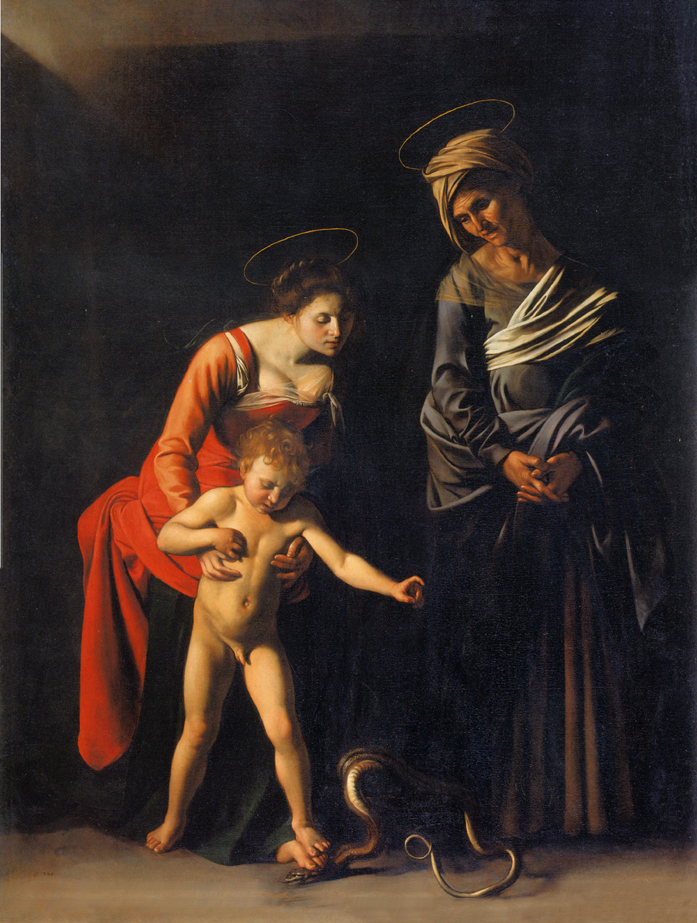
『聖アンナと聖母子』（1605年 - 1606年頃） ボルゲーゼ美術館（ローマ）
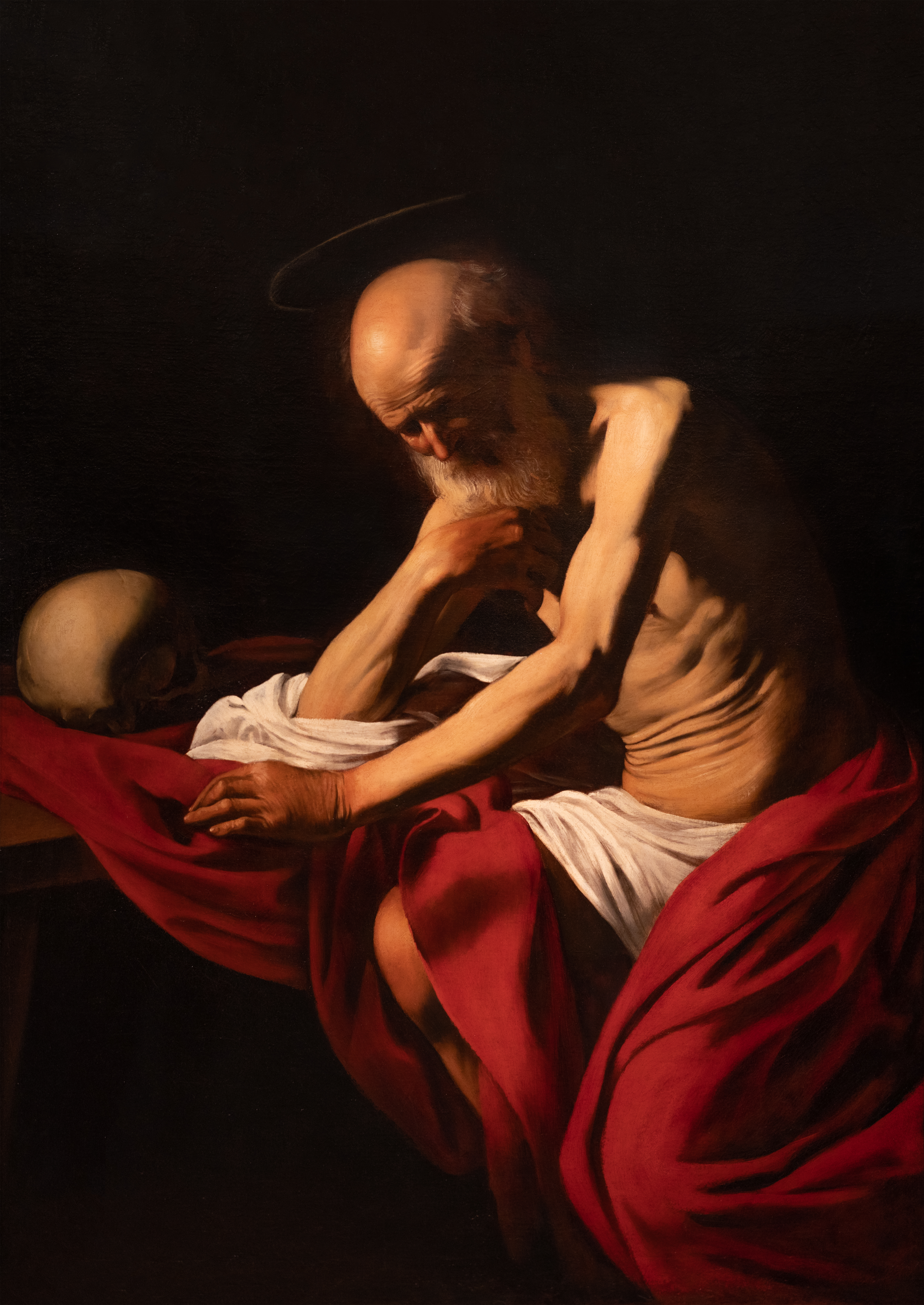
『瞑想する聖ヒエロニムス』（1605年） モンセラート美術館 (モンセラート)
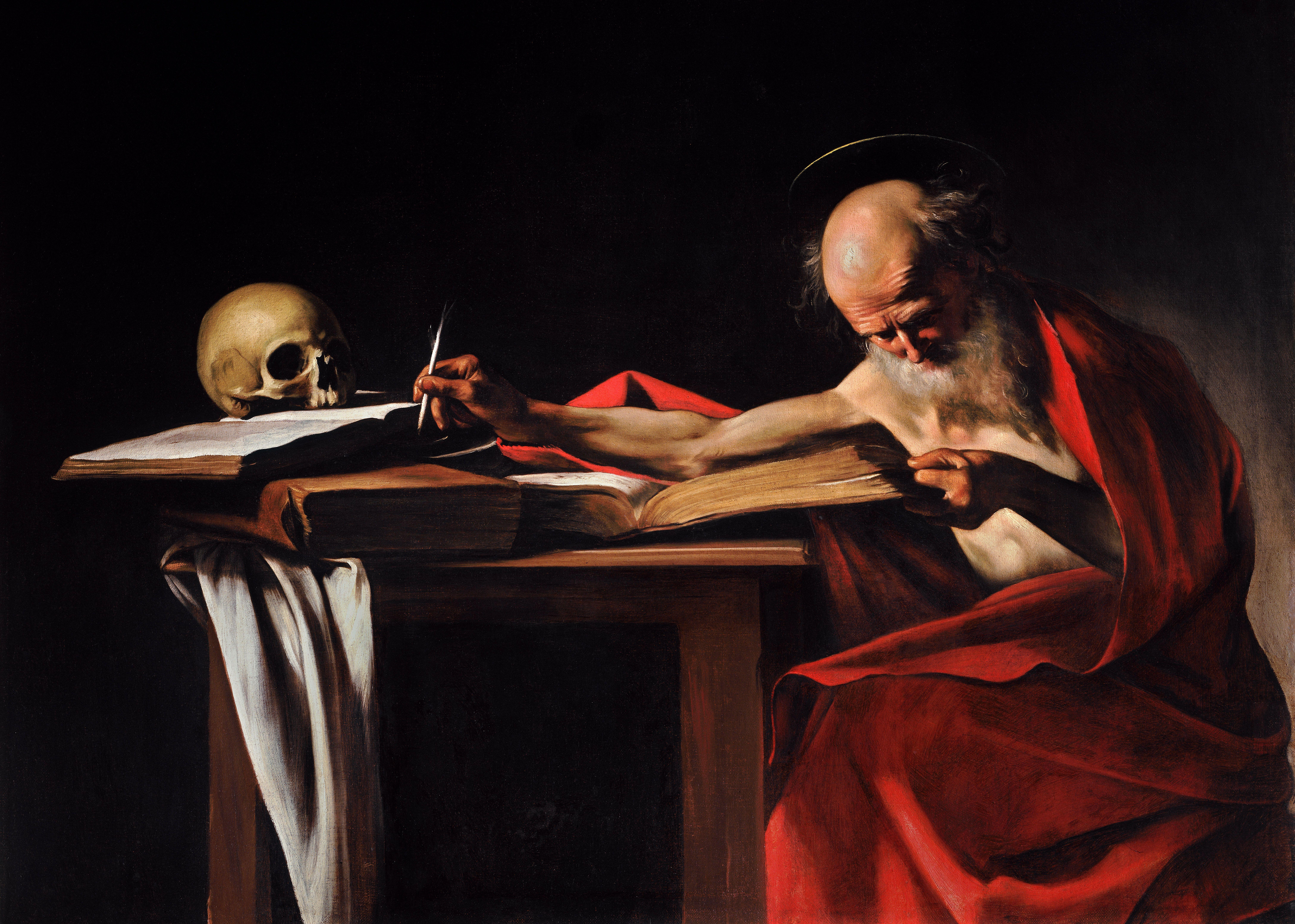
『書斎の聖ヒエロニムス』（1605年 - 1606年頃） ボルゲーゼ美術館（ローマ）

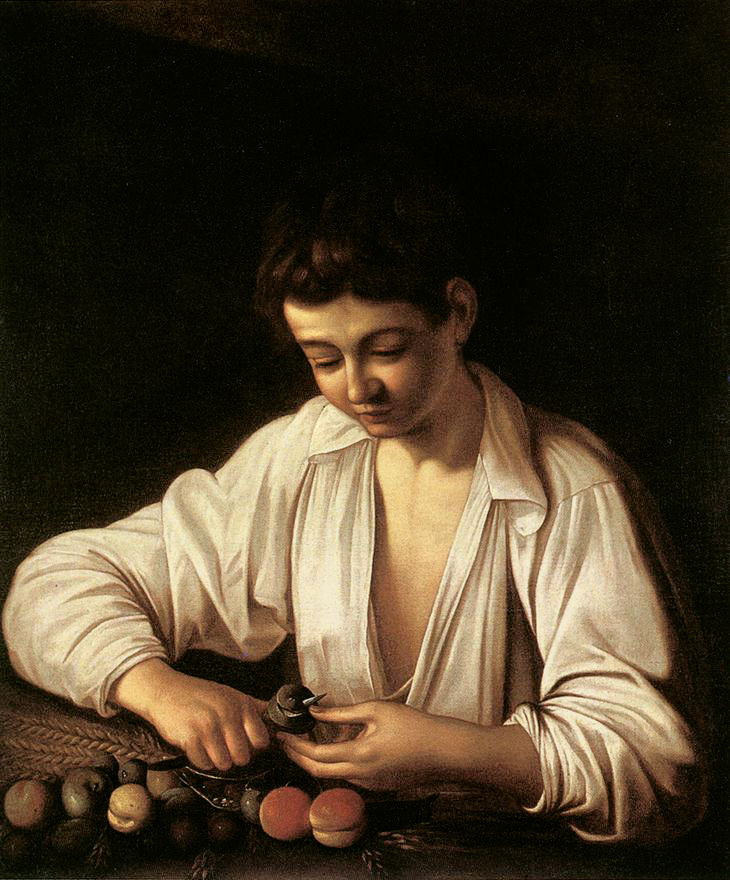
『果物の皮を剥く少年』（1592年頃） ロンギ財団（ローマ）
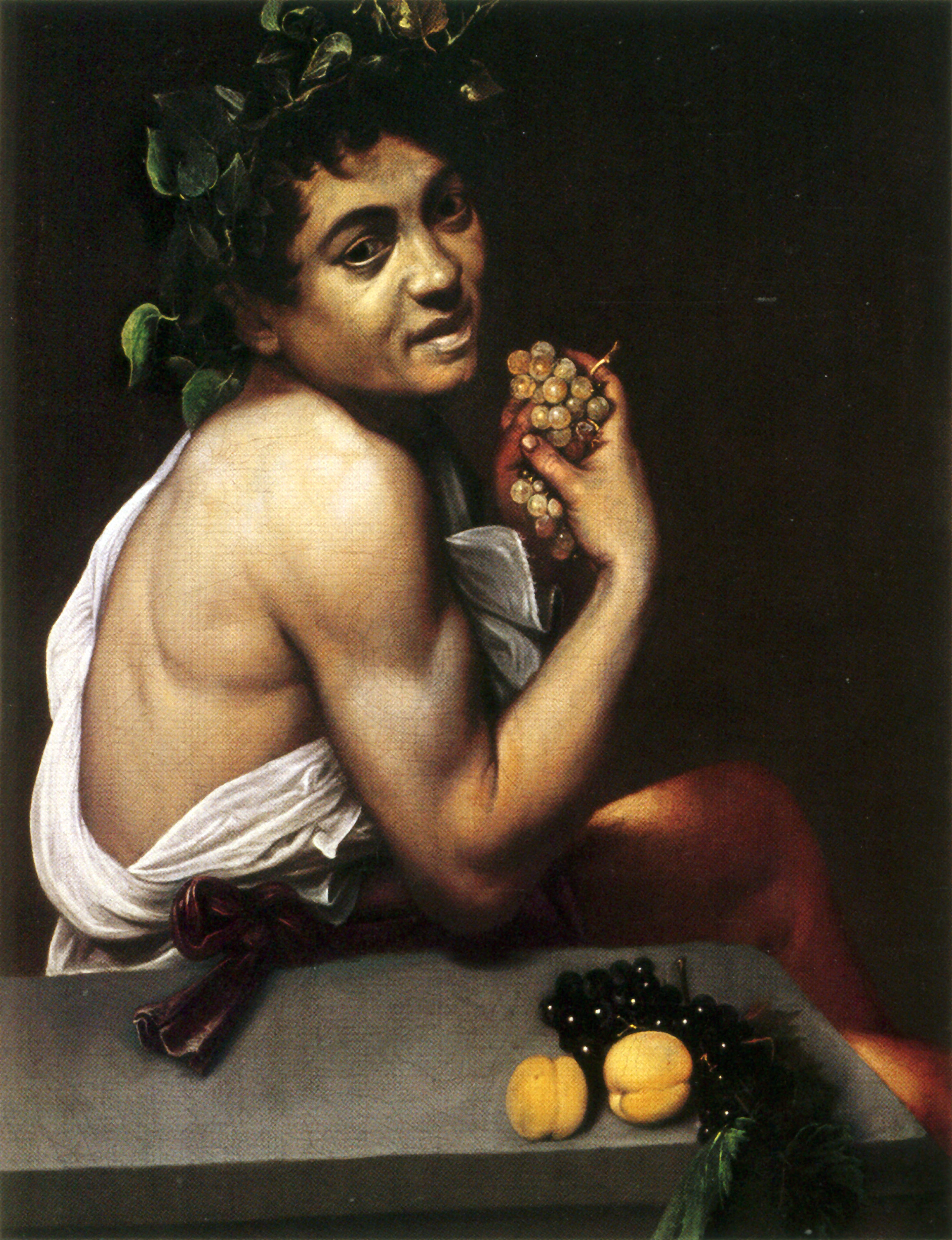
『病めるバッカス』（1593年頃） ボルゲーゼ美術館所蔵（ローマ）
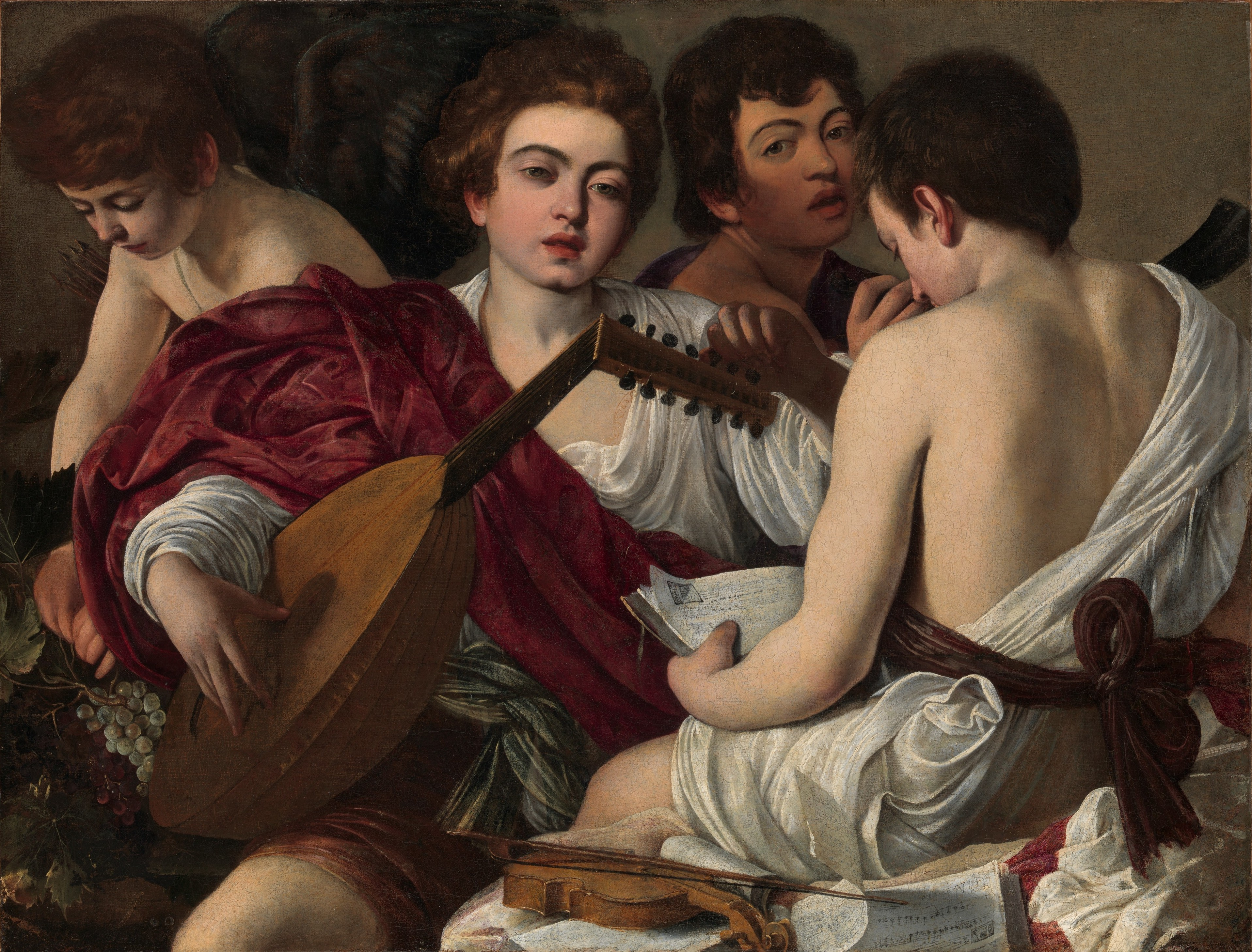
『奏楽者たち』（1595年 - 1596年） メトロポリタン美術館（ニューヨーク）
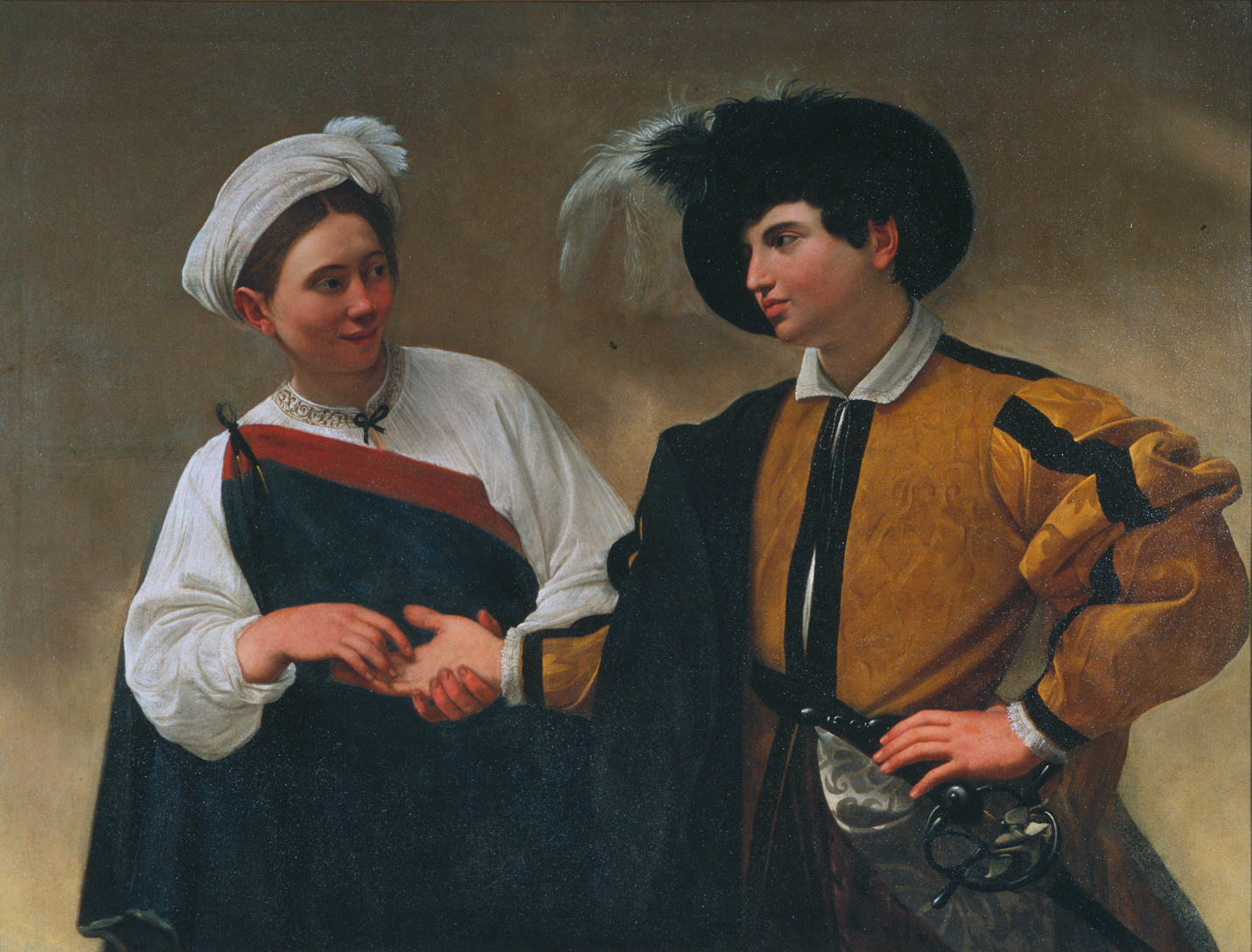
『女占い師』（1594年頃） カピトリーノ美術館（ローマ）
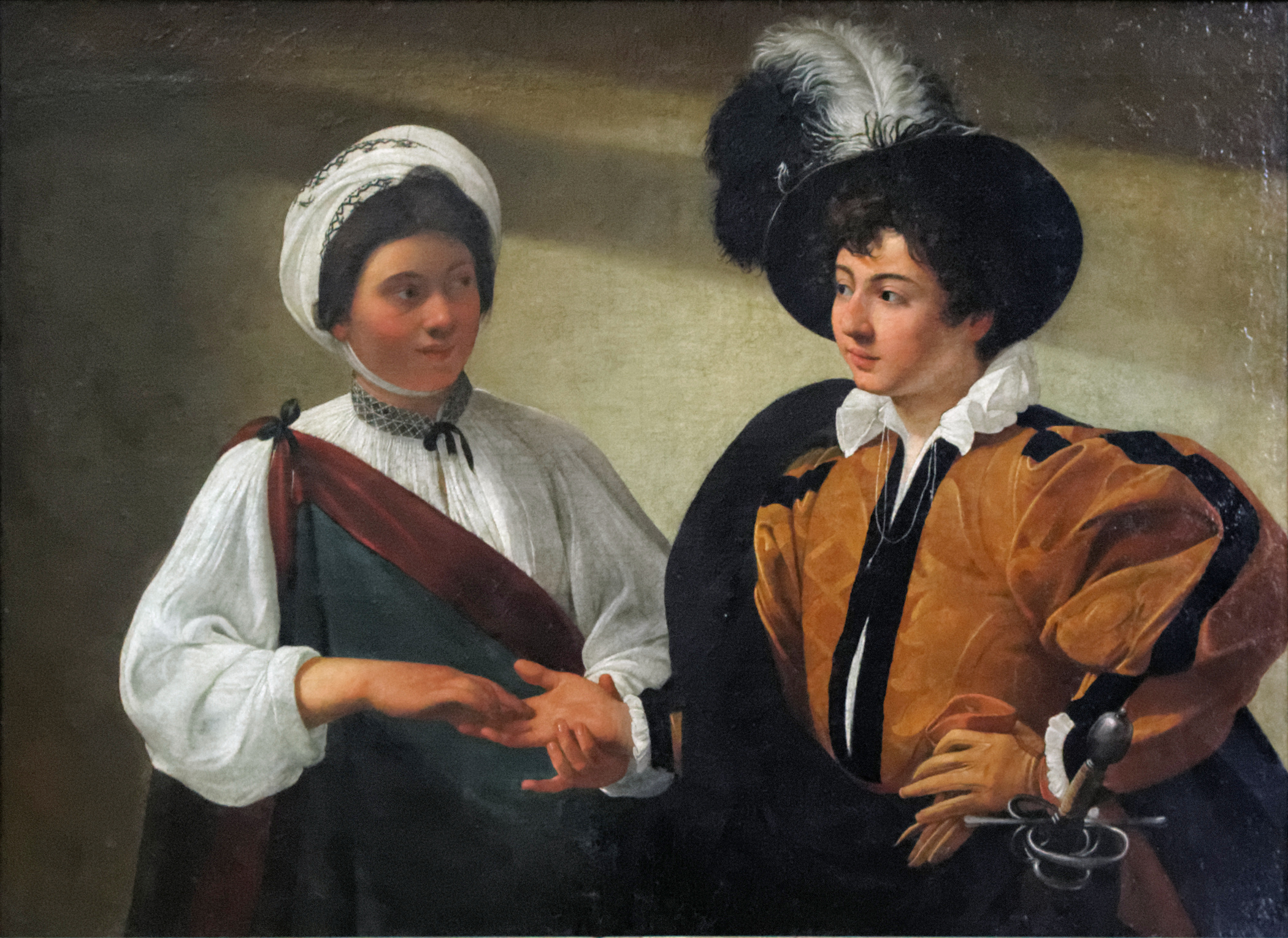
『女占い師』（1595年頃） ルーブル美術館（パリ）
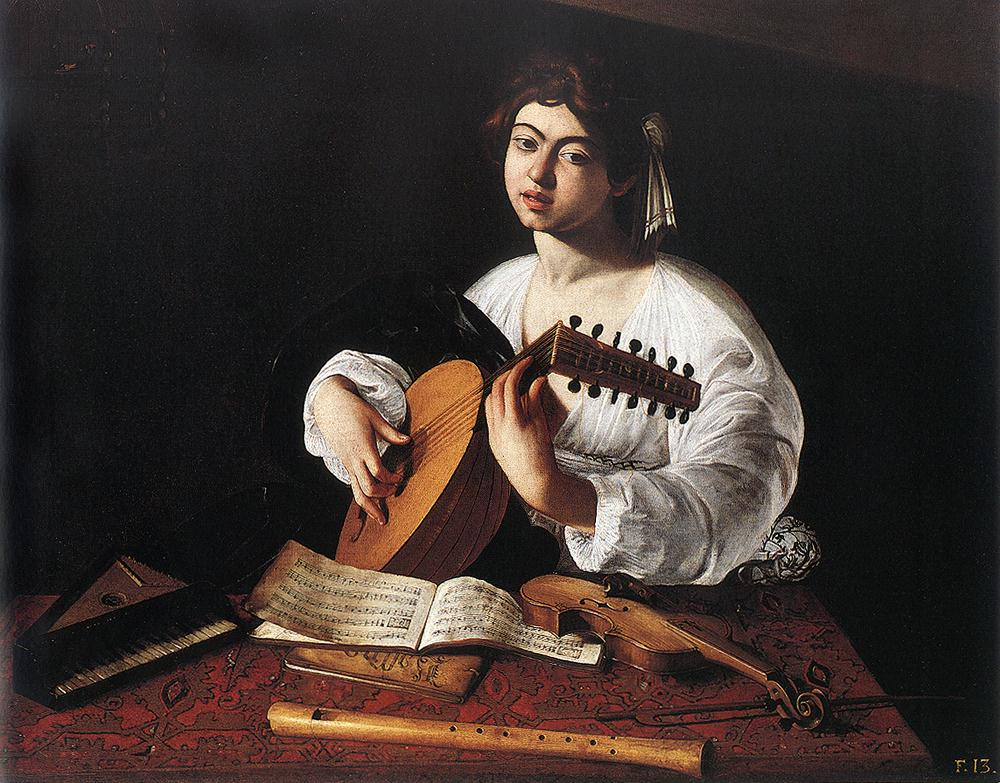
『リュート奏者』（1596年頃） ウィルデンスタイン・コレクション
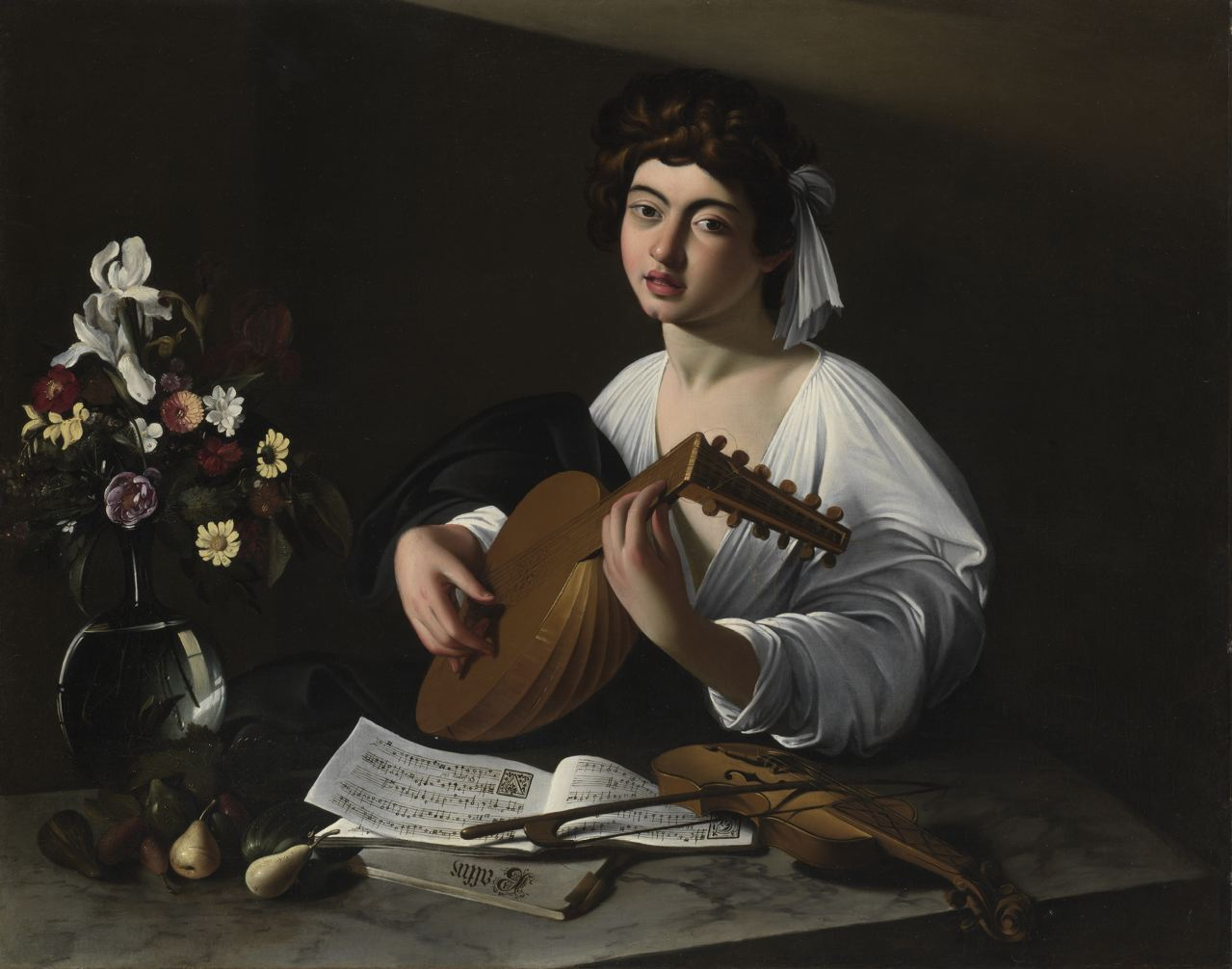
『リュート奏者』（1596年頃） バドミントン・ハウス（グロスタシャー）
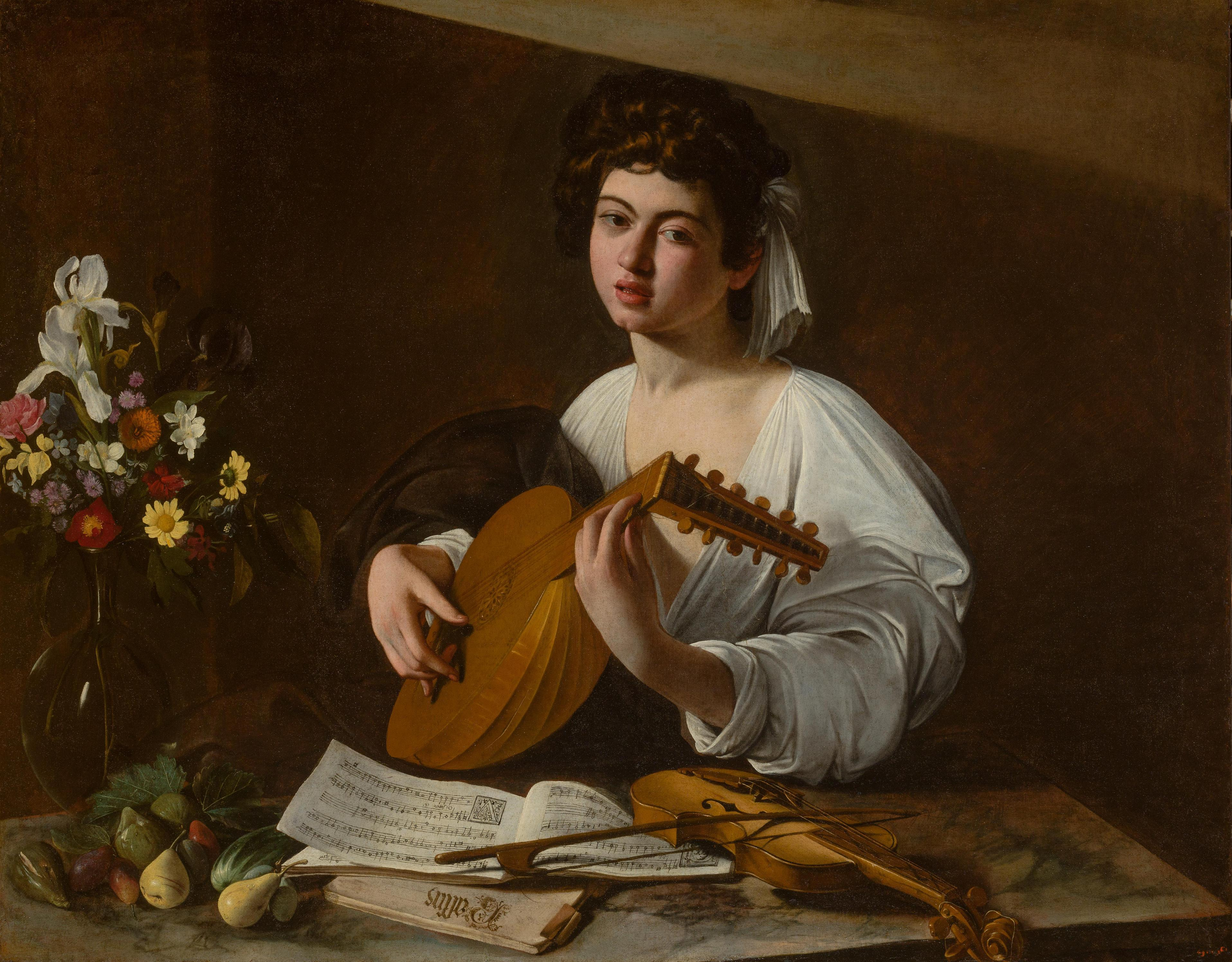
『リュート奏者』（1595-1596年） エルミタージュ美術館（サンクトペテルブルク）
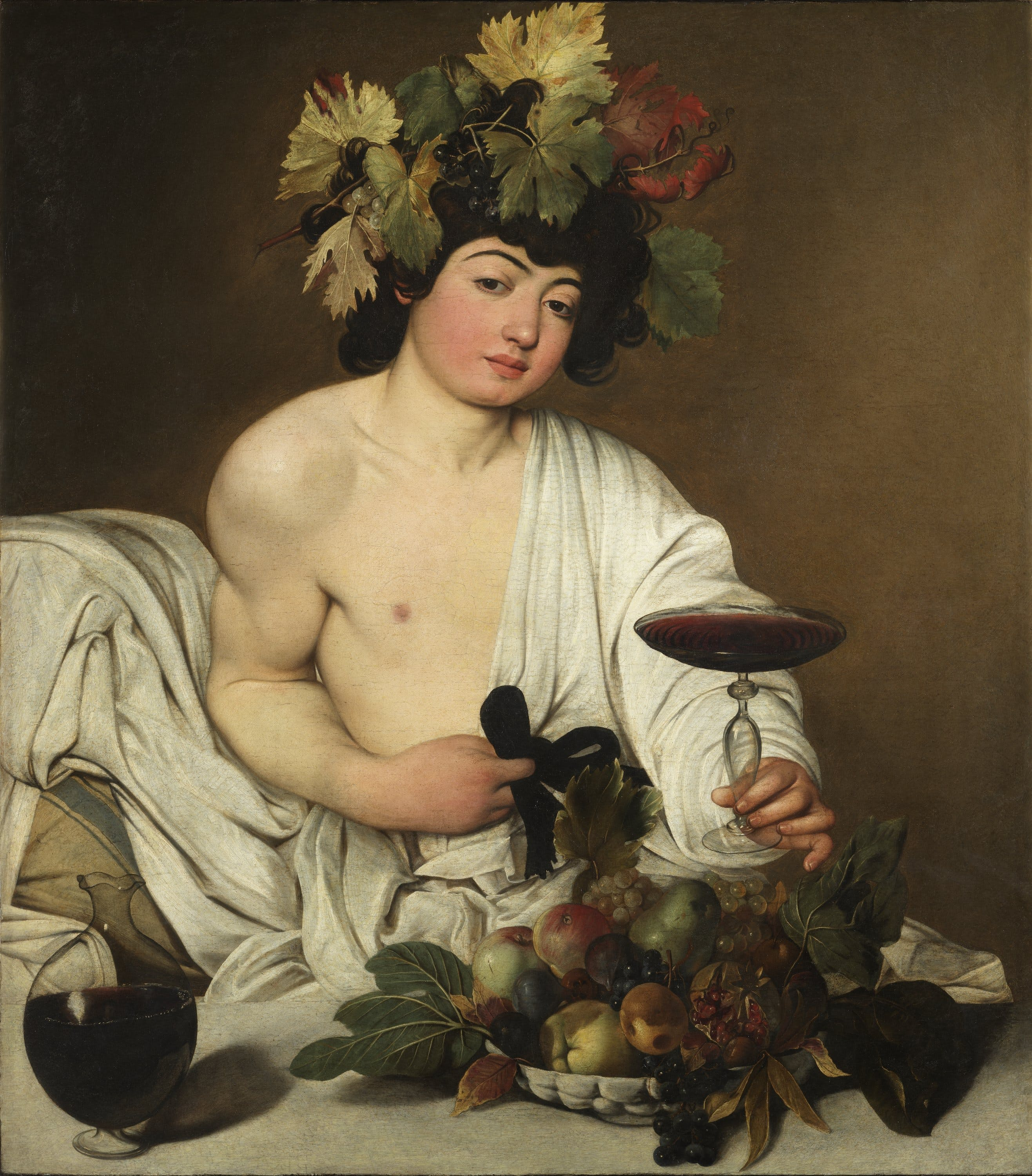
『バッカス』（1595年頃） ウフィツィ美術館（フィレンツェ）
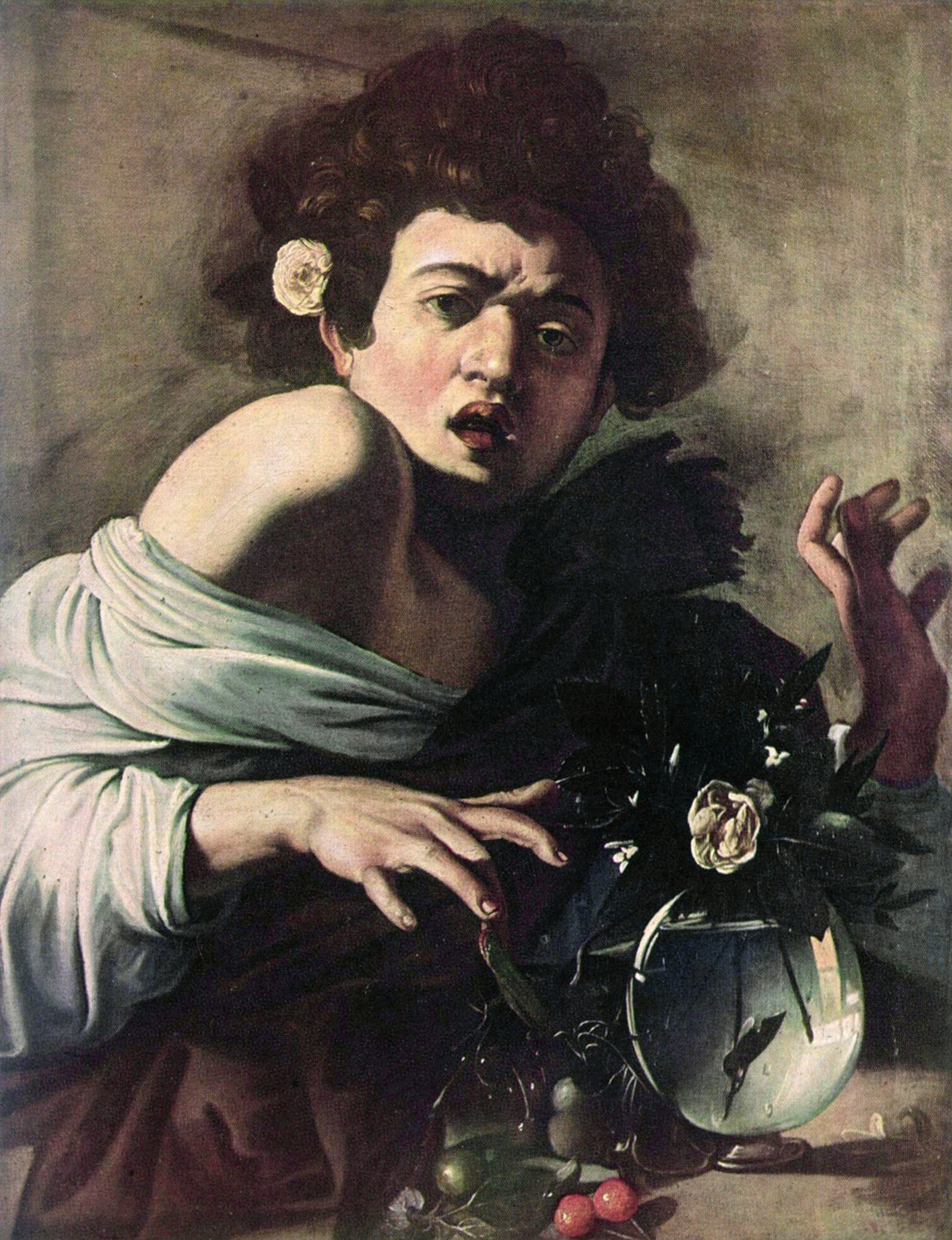
『トカゲに噛まれた少年』（1593年 - 1594年頃） ナショナル・ギャラリー（ロンドン）
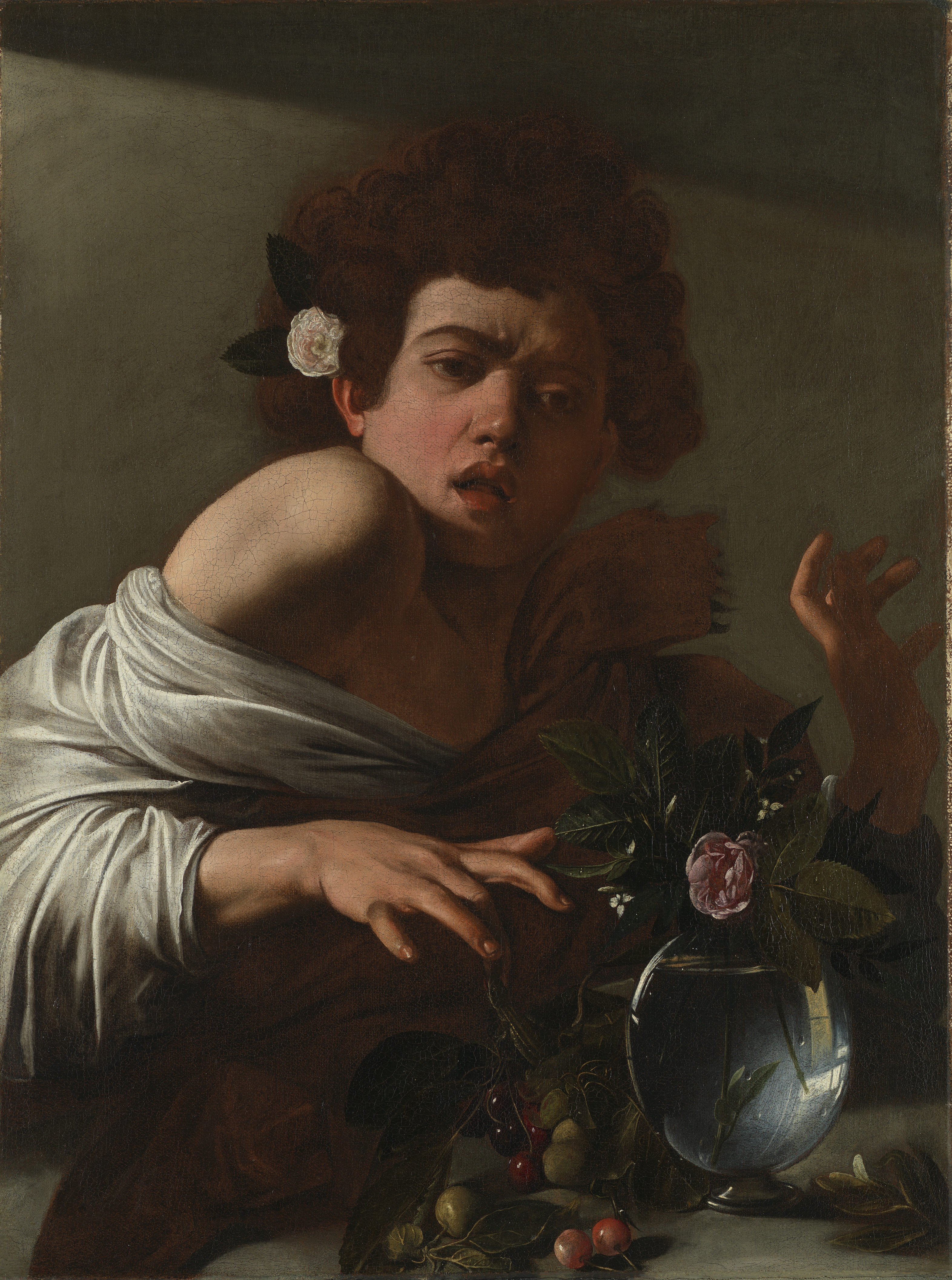
『トカゲに噛まれた少年』（1594年 - 1596年頃） ロベルト・ロンギ財団（フィレンツェ）
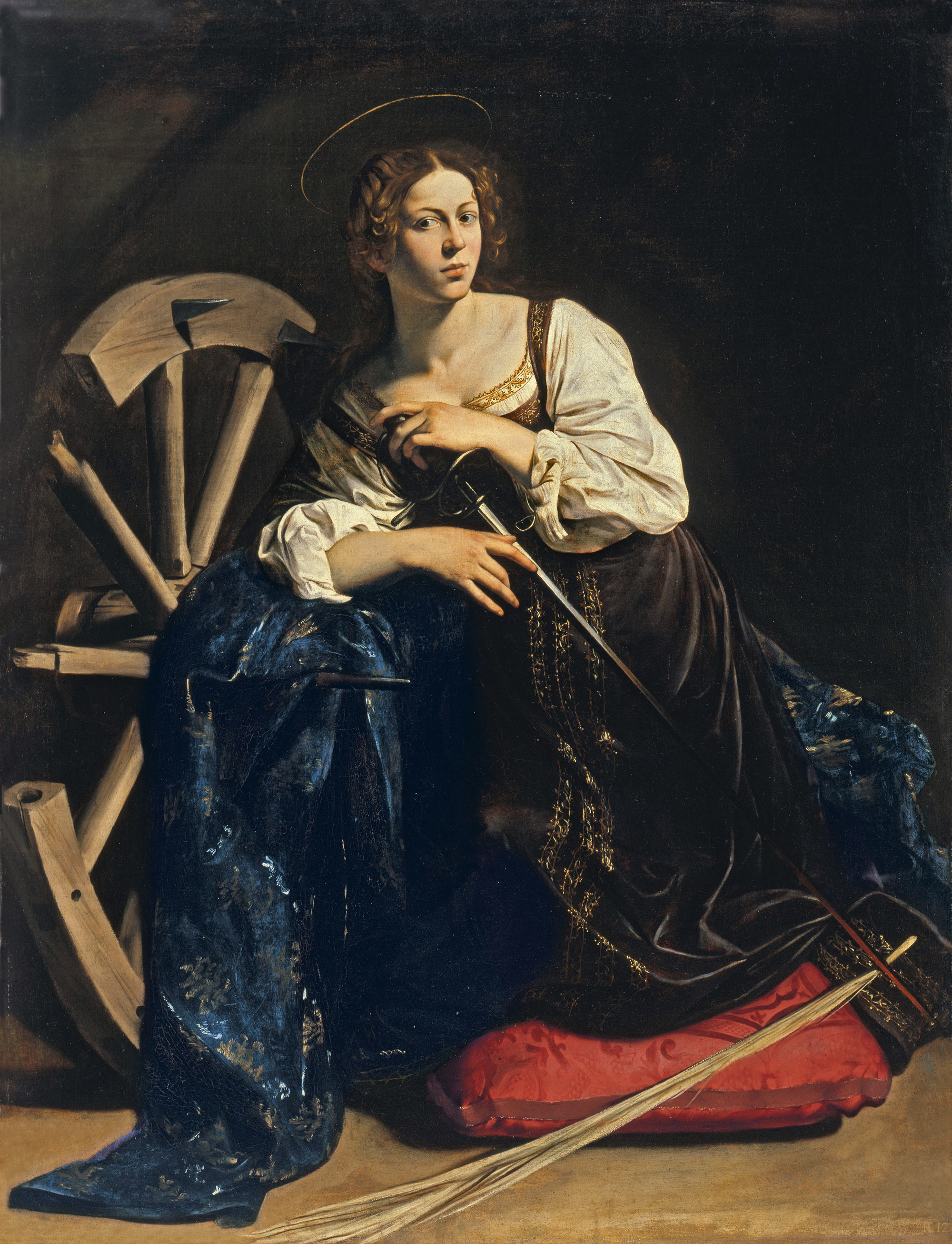
『アレクサンドリアの聖カタリナ』（1598年頃） ティッセン＝ボルネミッサ美術館（マドリード）
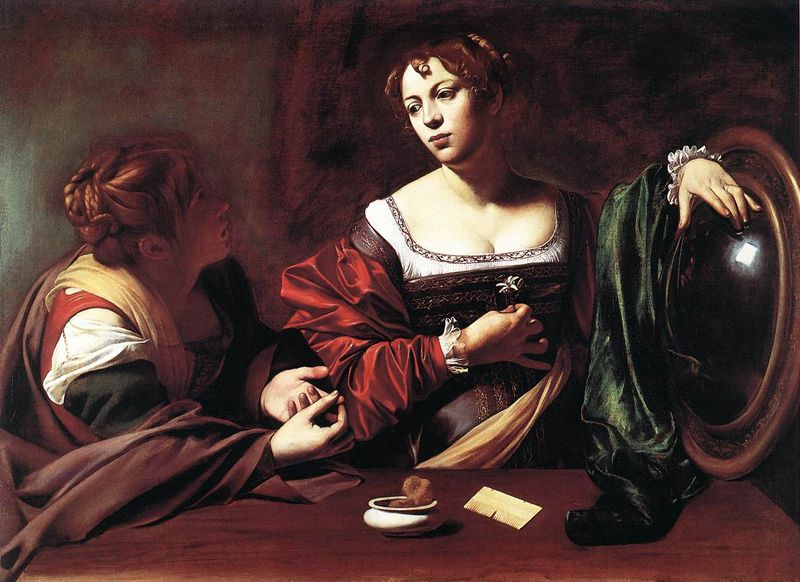
『マルタとマグダラのマリア』（1598年頃） デトロイト美術館（デトロイト）
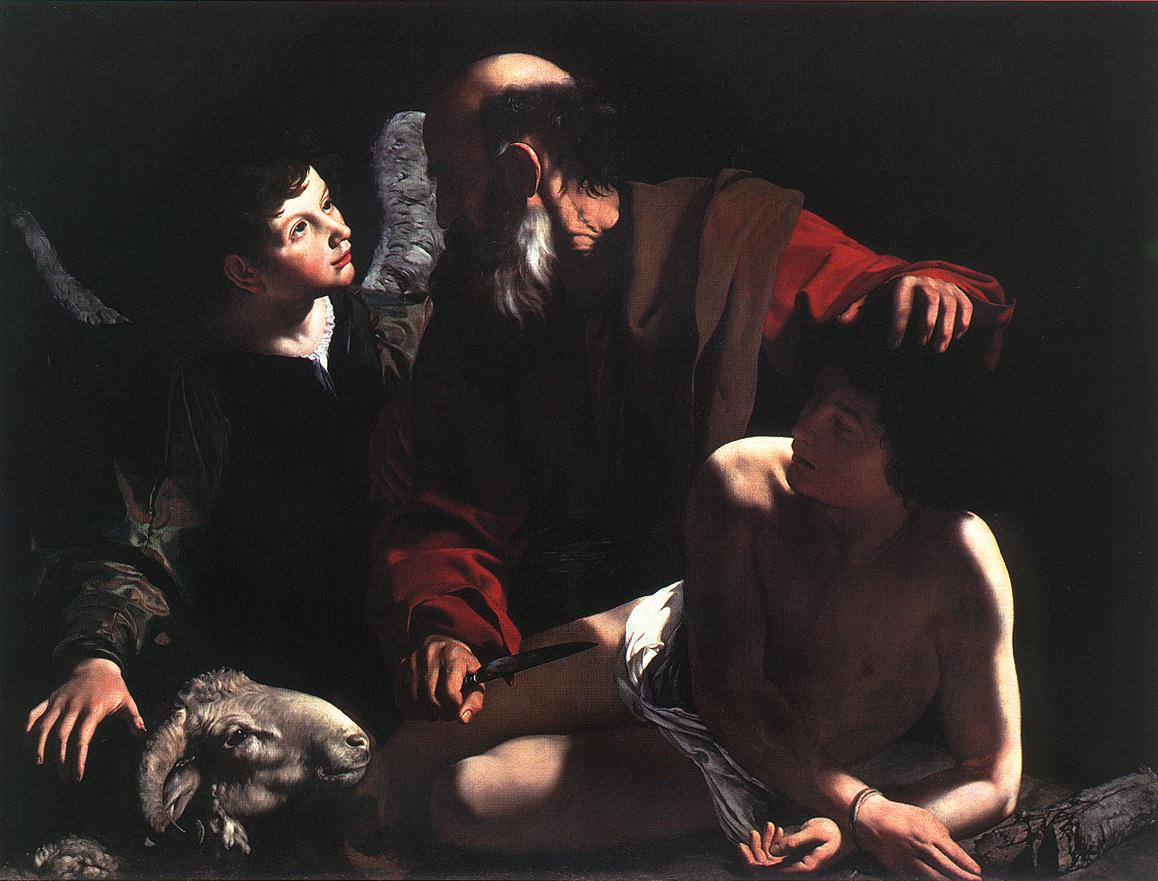
『イサクの犠牲』（1598年頃） ピエセッカ・ジョンソン・コレクション（ニュージャージー、プリンストン）
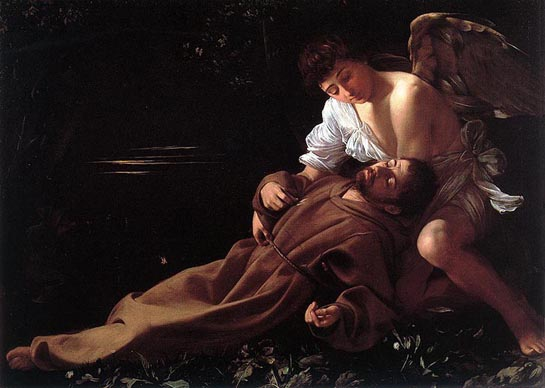
『法悦の聖フランチェスコ』（1595年頃） ワズワース・アテネウム美術館（ハートフォード、コネチカット）
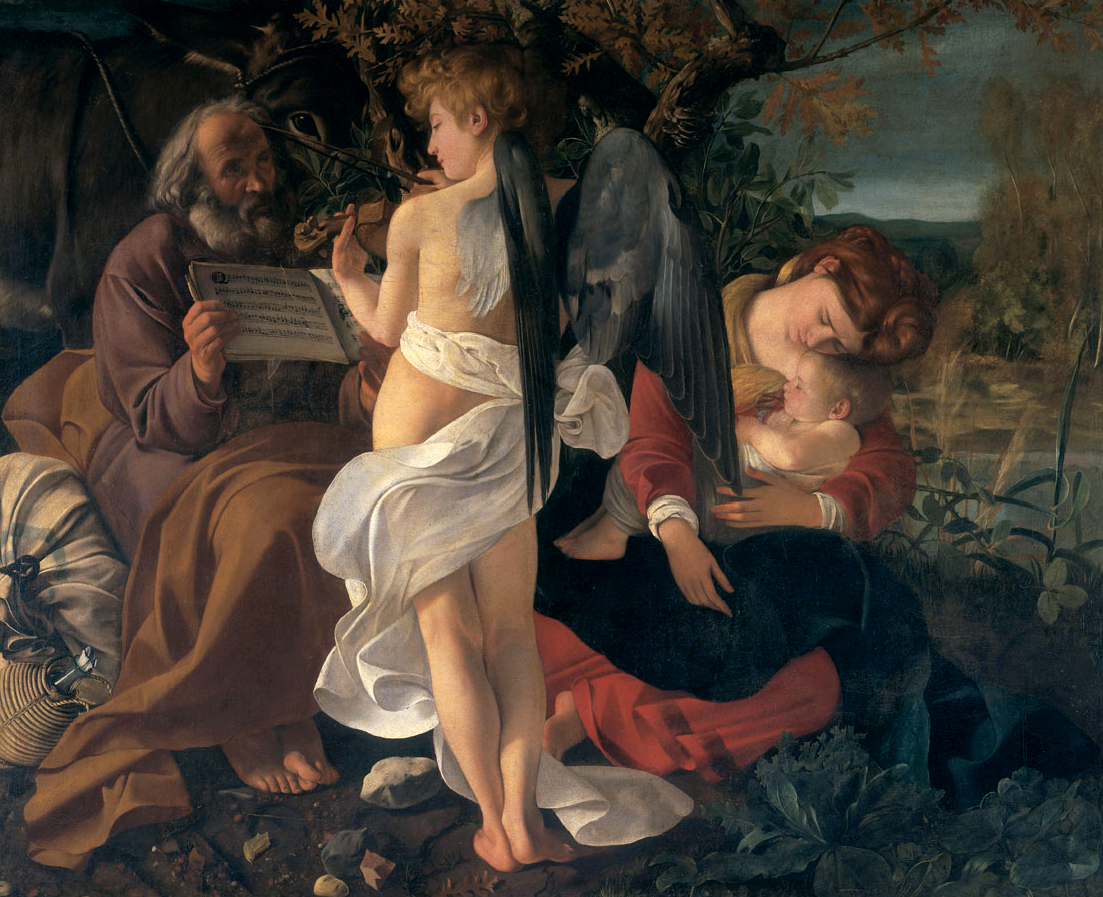
『エジプト逃避途上の休息』（1597年頃） ドーリア・パンフィーリ美術館（ローマ）
『ユピテル、ネプトゥヌスとプルート』（1597年頃） ヴィッラ・ルドヴィーシ（ローマ）
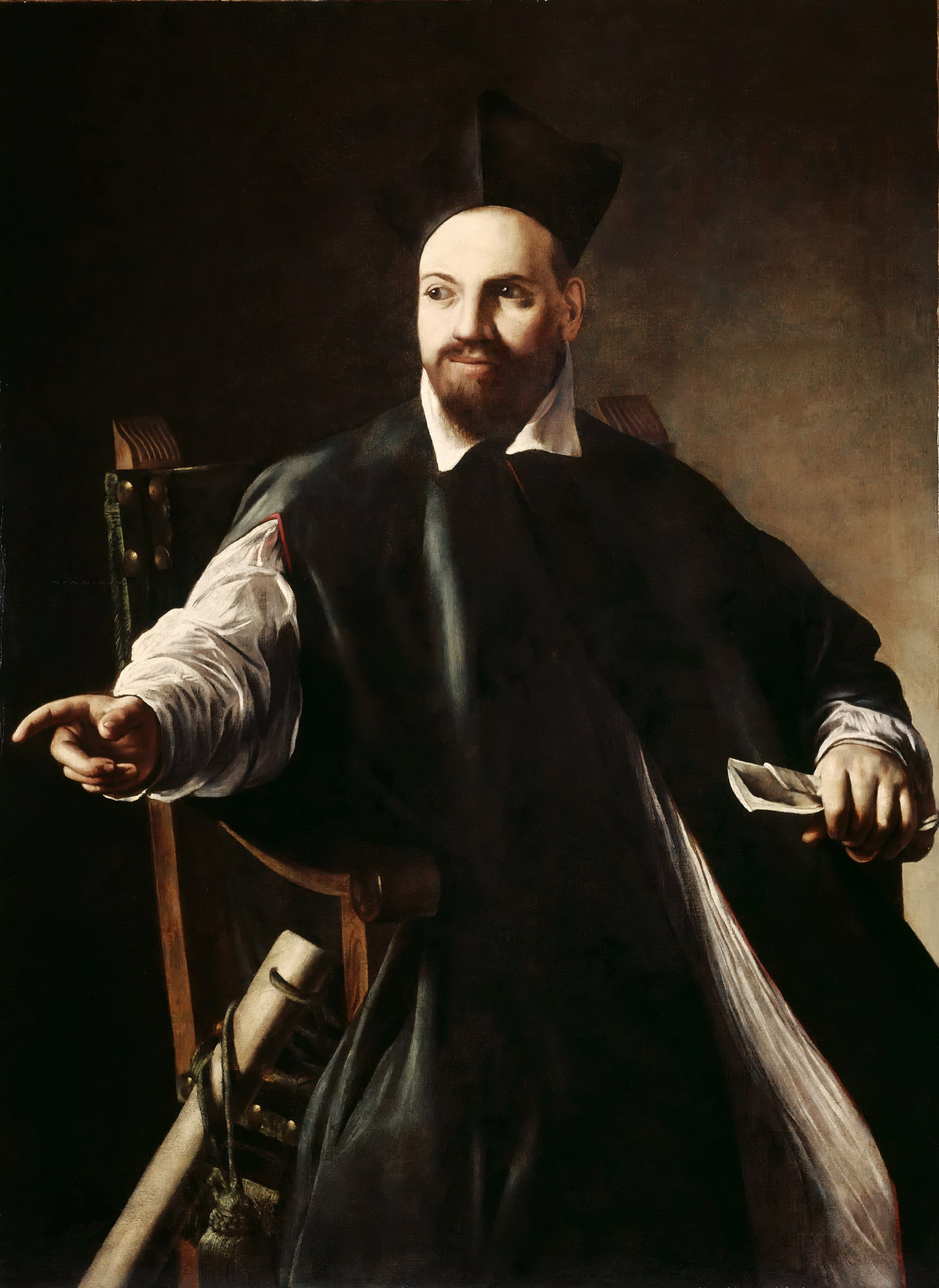
『マッフェオ・バルベリーニの肖像』 (1598年頃) 個人蔵（フィレンツェ）
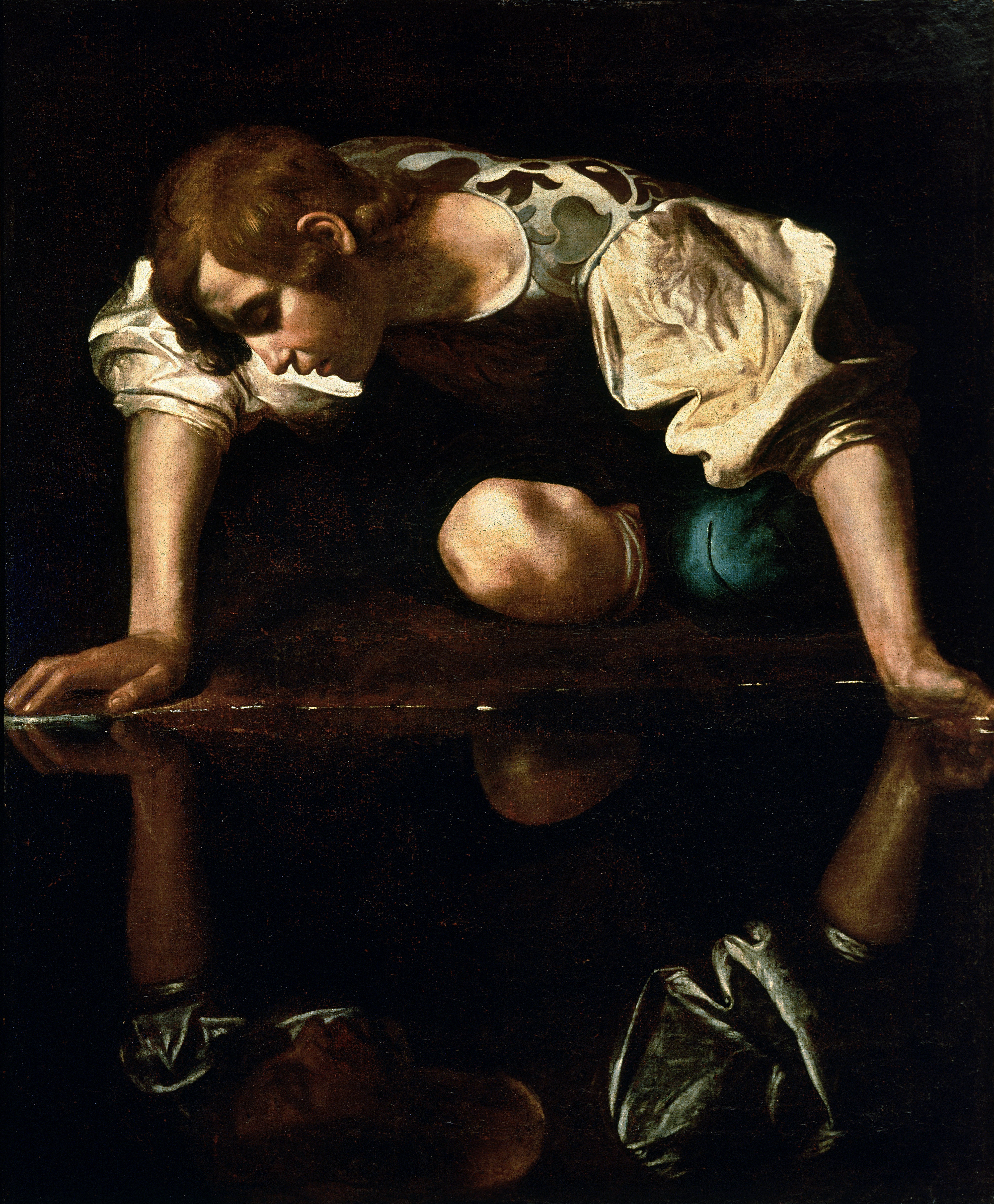
『ナルキッソス』（1597-1599年頃） バルベリーニ宮国立古典絵画館（ローマ）
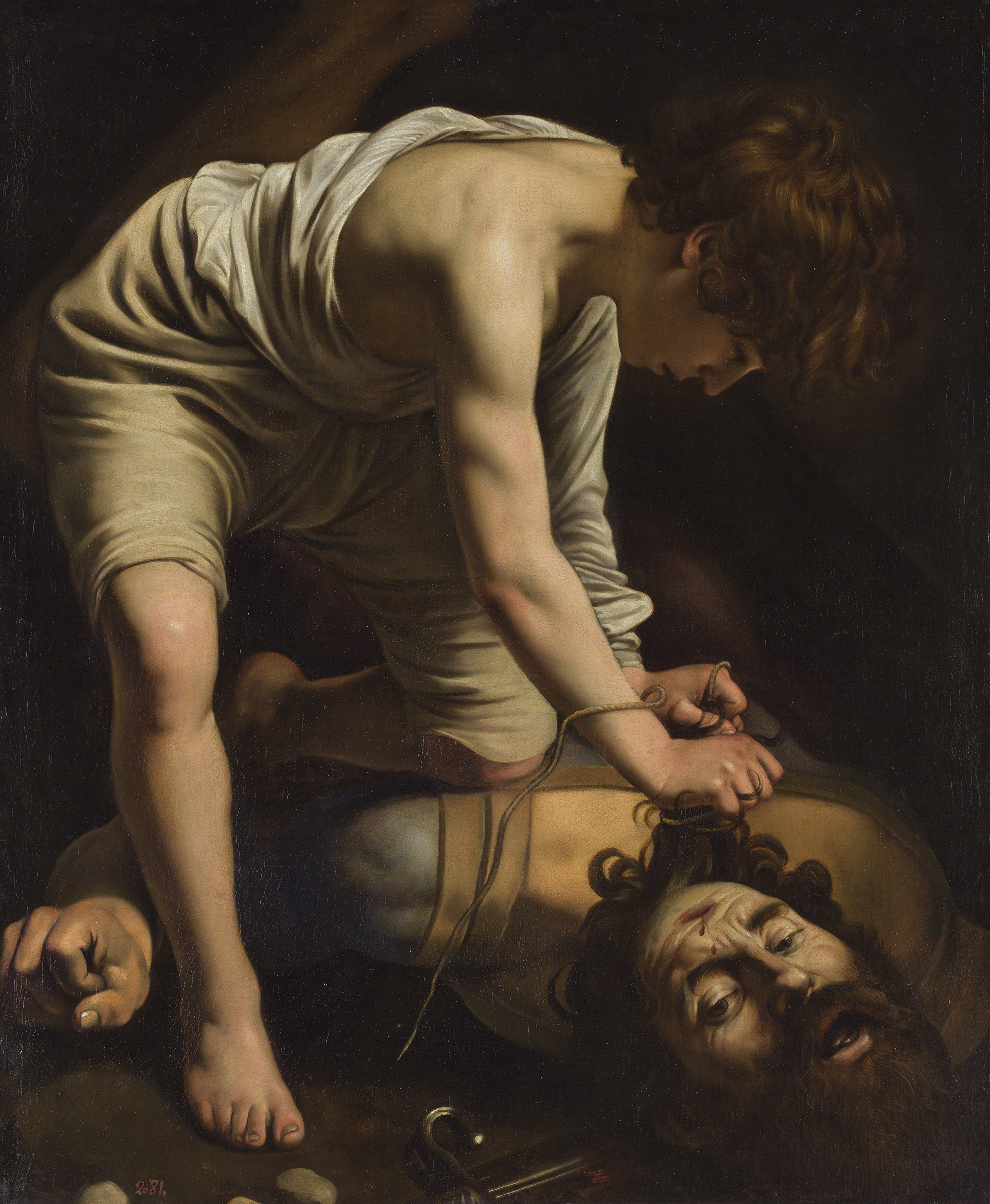
『ダヴィデとゴリアテ』（1599年頃） プラド美術館（マドリード）

### ローマ時代後期 - ローマでもっとも有名な画家（1600年 - 1606年）

『聖マタイの召命』（1599年 - 1600年）
サン・ルイジ・デイ・フランチェージ教会コンタレッリ礼拝堂（ローマ）

1599年におそらく枢機卿デル・モンテの推薦で、カラヴァッジョはサン・ルイジ・デイ・フランチェージ教会コンタレッリ礼拝堂の室内装飾の依頼を受けた。契約では2点の絵画を制作するとなっており、このときに描かれたのが『聖マタイの殉教』と『聖マタイの召命』である。1600年に完成したこれらの絵画は、たちまちのうちに大評判となった。カラヴァッジョはこの絵画でキアロスクーロよりもさらに強い明暗法のテネブリズムを使用し、このことが画面に高い劇的な効果を与え、カラヴァッジョの作品が持つ鋭い写実性に激しい感情表現を加えることになった。当時の画家たちの間ではカラヴァッジョに対する評価は両極端に分かれている。絵画技法上、様々な間違いを犯していると公然と非難するものもいたが、カラヴァッジョを新しい絵画技法の先駆者であると支持するものが多かった。「当時ローマに居た画家たちは、カラヴァッジョの作品が持つ革新性に驚愕した。とくに若い画家たちはカラヴァッジョに共感し、実物をありのままに描くことが出来る比類ない画家であると賞賛して、その作品はほとんど奇跡だとまで考えていた」

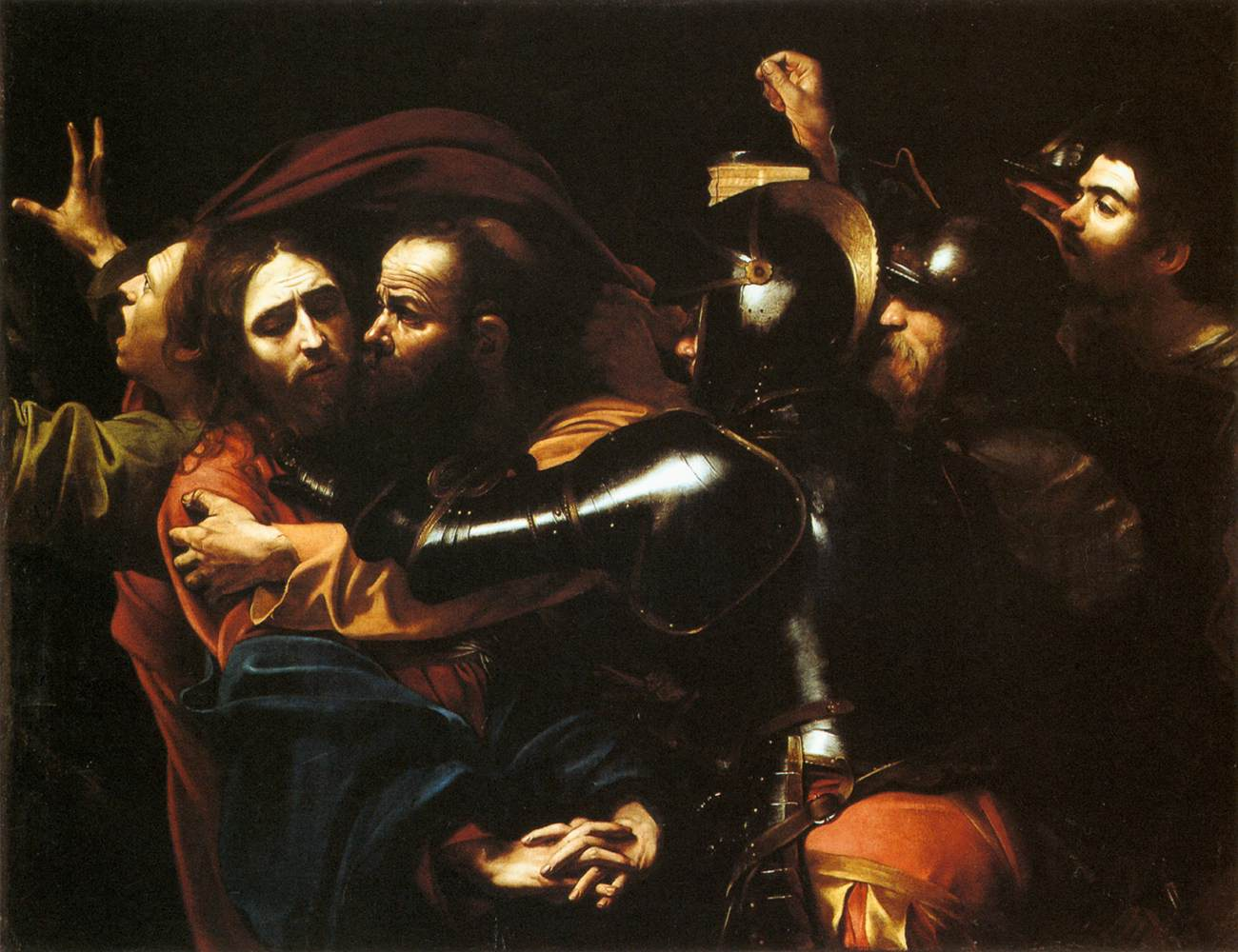
『キリストの捕縛』1602年頃）
アイルランド国立美術館（ダブリン）

カラヴァッジョには有力者たちから大量の絵画制作の依頼が舞い込むようになった。とくに暴力的な表現を伴う宗教画の依頼が多く、グロテスクな断首、拷問、死などが主題となっていた。カラヴァッジョが描いたこのような宗教画のなかでも、もっとも優れた作品といわれているのがイタリア貴族マッテイ家 (House of Mattei) からの依頼で描かれた『キリストの捕縛』（アイルランド国立美術館所蔵、1602年ごろ）である。200年以上にわたって失われた絵画だとされていたが、1990年になってダブリンのイエズス会教会で再発見された作品である。次々と描きあげる絵画によってカラヴァッジョの名声は高まる一方だったが、ときには依頼主に受け取りを拒否されることもあり、描き直すかあるいは別の購入者を探すことになった作品もあった。カラヴァッジョの描く強い明暗法で表現された劇的な作品は高く評価されていたが、逆に通俗的で下品な絵画であるとして忌避されることもあった。サン・ルイジ・デイ・フランチェージ教会の依頼でコンタレッリ礼拝堂のために描かれた、みすぼらしい小作人のように表現された聖マタイが、光り輝く衣装に身を包んだ天使に教えを受けているという構図の『聖マタイと天使)』（第二次世界大戦で消失、1602年）は依頼人の好みに合わず、代替として第2作の『聖マタイと天使』（サン・ルイジ・デイ・フランチェージ教会コンタレッリ礼拝堂所蔵、1602年）が描かれた。有名な『聖パウロの回心』（オデスカルキ・バルビ・コレクション所蔵、1600年ごろ）も当時の依頼人から拒否され、同じ主題の『聖パウロの回心 』（サンタ・マリア・デル・ポポロ教会所蔵、1601年）として描き直されている。『ダマスカスへの途中での回心』は聖パウロが乗馬していた馬のほうがパウロよりも大きく描かれており、このことがカラヴァッジョと絵画を依頼したサンタ・マリア・デル・ポポロ教会 (Santa Maria del Popolo) の間で論争にもなった。

『聖ペテロの磔刑』（1601年）
サンタ・マリア・デル・ポポロ聖堂 (チェラージ礼拝堂)、ローマ

『キリストの埋葬』（バチカン美術館所蔵、1602年 - 1603年）、『ロレートの聖母』（サンタゴスティーノ教会所蔵、1604年 - 1606年）、『聖アンナと聖母子』（ボルゲーゼ美術館所蔵、1605年 - 1606年）、『聖母の死』（ルーブル美術館所蔵、1604年 - 1605年）なども有名なカラヴァッジョの宗教画である。とくに『聖アンナと聖母子』と『聖母の死』の来歴は、カラヴァッジョ存命時の作品が一部の人々からどのような評価を受けていたのかの好例となっている。
『聖アンナと聖母子』は別名『蛇の聖母』とも呼ばれており、もともとはローマ教皇庁の馬丁組合大信心会が依頼し、サン・ピエトロ大聖堂の小さな祭壇に飾るために描かれた作品だった。だが飾られていたのはわずか二日間だけで、すぐさま祭壇から除去されてしまった。当時の枢機卿付書記官が「下品で、神を冒涜する不信心極まりない絵画で、嫌悪感に満ちている…この絵画は優れた技術を持つ画家の作品かも知れないが、その画家の心は邪悪で善行や礼拝などといった信仰心からはかけ離れているに違いない」と書き残している。『聖母の死』は1601年にサンタ・マリア・デッラ・スカラのカルメル会修道院に礼拝堂を個人所有していた裕福な法律家の依頼を受け、その礼拝堂の祭壇画として描かれた作品だったが、1606年に修道院から所蔵を拒絶されている。同時代の著述家ジュリオ・マンチーニが、修道院からこの作品が拒絶されたのは、当時非常によく知られていた娼婦を聖母マリアのモデルにしたためであると記録している。同じく同時代人の画家ジョヴァンニ・バリオーネは、どちらの絵画も聖母マリアのむきだしの足が問題視されたのだとしている。カラヴァッジョの研究者ジョン・ガッシュは、カルメル会修道院が『聖母の死』を拒絶したのは、芸術的評価ではなくカルメル会の教義が影響しているのではないかと推測した。神の母は決して死することなく天国へと召されただけであるという聖母の被昇天の教義を否定している絵画と見なされたとしている。『聖母の死』の代替に描かれたのは、カラヴァッジョの追随者でもあったカルロ・サラチェーニが描いた祭壇画で、カラヴァッジョの『聖母の死』とは違って、聖母マリアは未だ死んではおらず、座して死に行くさまを描いたものだった。しかしながらこの祭壇画も修道院から受け取りを拒否され、さらなる代替作品として、天使たちが聖歌を歌う中でマリアが天界へと昇天していく絵画が描かれている。とはいえ、このような絵画の受入拒否はカラヴァッジョやその作品が嫌われていたことを意味するとは限らない。『聖母の死』は修道院から拒まれた直後にマントヴァ公ヴィンチェンツォ1世・ゴンザーガが購入しており、しかもこのときにマントヴァ公にこの作品の購入を勧めたのはルーベンスだった。その後、1671年にイングランド国王チャールズ1世が購入し、清教徒革命によるイングランド内戦でチャールズ1世が処刑されると、フランスへ売却されてフランス王室コレクションに納められた。

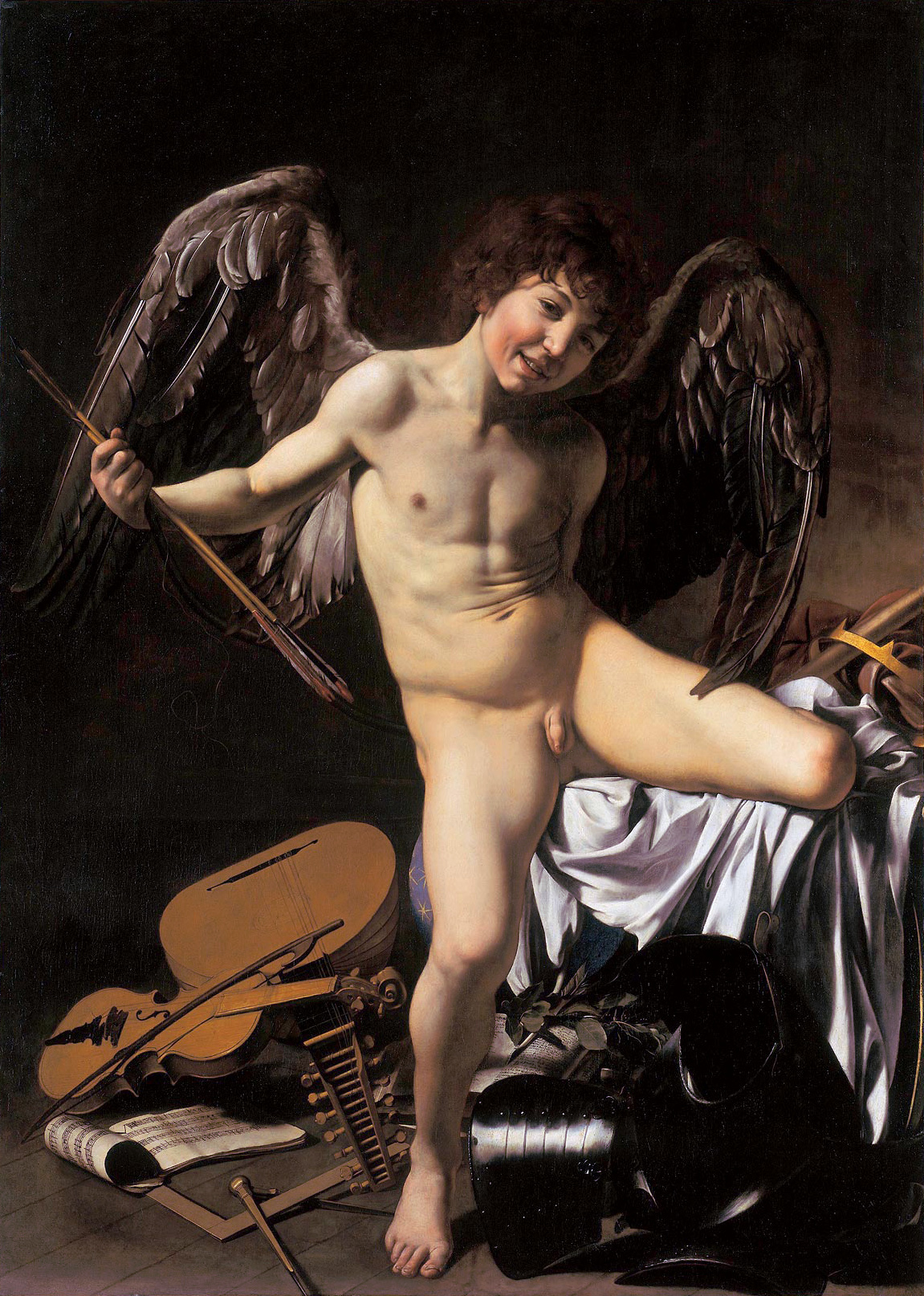
『愛の勝利』（1601年 - 1602年）
絵画館、ベルリン

キリスト教には関係がないこの時期の作品の一つに、1602年にデル・モンテの取り巻きの一人で銀行家・美術本収集家イタリア人ヴィンチェンツォ・ジュスティニアーニ (Vincenzo Giustiniani) の依頼で描かれた『愛の勝利』（ベルリン絵画館所蔵、1601年 - 1602年）がある。描かれているキューピッドのモデルとなったのは、17世紀初頭の記録にフランチェスコの愛称である「チェッコ (Cecco)」と記されている人物である。この人物は後にチェッコ・デル・カラヴァッジョ (Cecco del Caravaggio)と呼ばれ、1610年から1625年ごろに画家として活動したフランチェスコ・ボネリではないかと考えられている。裸身で矢を手にし、好戦、平和、科学などを意味する事物を踏みにじっている様子で描かれ、その歯をむき出しにしてほくそ笑むいたずら小僧のような表現は、ローマ神話の神であるキューピッドを想起することは難しい。カラヴァッジョには他にも半裸の青年として多くのキューピッドを描いた絵画があるが、いずれも芝居の小道具のような翼で描かれており、こちらも神話のキューピッドが描かれているようには見えない。しかしながらカラヴァッジョが意図していたものは、極めて強く写実的に絵画を描くことによって、神たるキューピッドと俗世のチェッコ、あるいは聖母マリアとローマの娼婦という二面性を同時に作品に持たせることだった。

#### ギャラリー
- 『聖パウロの回心』（1600年頃）
オデスカルキ・バルビ・コレクション
- 『聖パウロの回心』（1601年）
サンタ・マリア・デル・ポポロ教会（ローマ）
- 『聖マタイと天使』（1602年）
第二次世界大戦で消失
- 『聖マタイと天使』（1602年）
サン・ルイジ・デイ・フランチェージ教会コンタレッリ礼拝堂（ローマ）
- 『イサクの犠牲』 (1603年頃) 
ウフィツィ美術館 (フィレンツェ)
- 『ロレートの聖母』（1604年 - 1606年頃）
サン・タゴスティーノ聖堂 (ローマ）
- 『聖母の死』（1604年 - 1606年頃）
ルーブル美術館（パリ）
- 『聖アンナと聖母子』（1605年 - 1606年頃）
ボルゲーゼ美術館（ローマ）
- 『瞑想する聖ヒエロニムス』（1605年）
モンセラート美術館（英語版） (モンセラート)
- 『書斎の聖ヒエロニムス』（1605年 - 1606年頃）
ボルゲーゼ美術館（ローマ）

### ローマ追放と死（1606年 - 1610年）

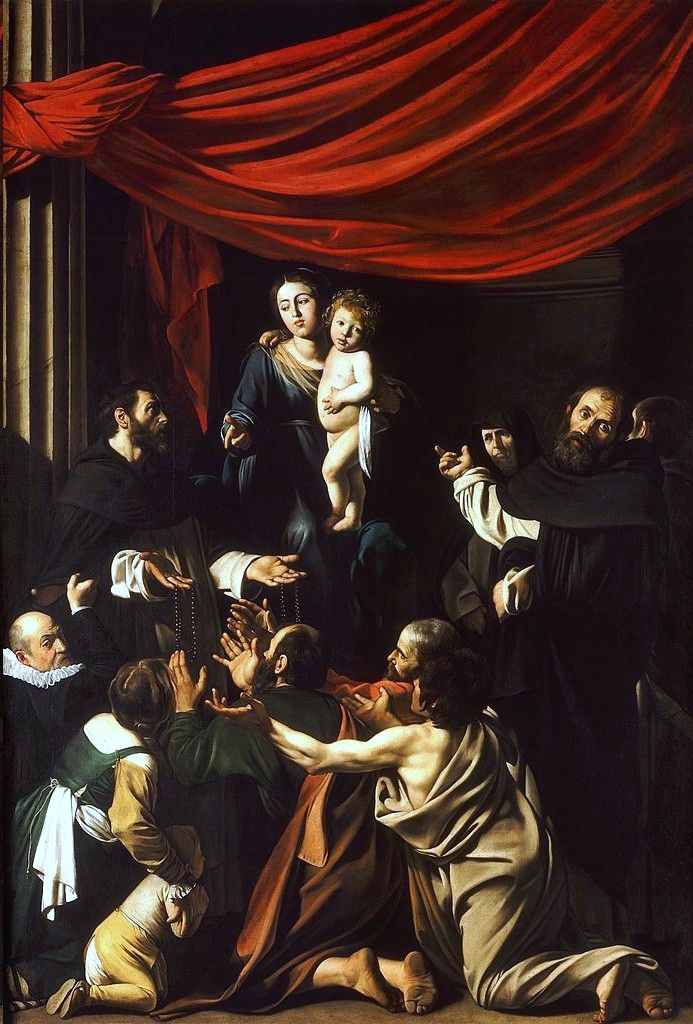
『ロザリオの聖母』（1607年）
美術史美術館（ウィーン）

カラヴァッジョは激動の生涯を送った。裏社会の住人たちの間でさえ喧嘩っ早いという悪評があり、カラバッジョの不品行が当時の警備記録や訴訟裁判記録に数ページにわたって記載されている。そしてカラヴァッジョは、1606年5月29日におそらく故意ではないとはいえ、ウンブリアのテルニ出身のラヌッチオ・トマゾーニという若者を殺害してしまう。それまでのカラヴァッジョの放埓な言動は、有力者に多くパトロンがいたことによって大目に見られていたが、このときはパトロンたちもカラヴァッジョを庇うことはなかった。殺人犯として指名手配されたカラヴァッジョはローマを逃げ出し、ローマの司法権が及ばないナポリで有力貴族コロンナ家の庇護を受けた。カラヴァッジョとコロンナ家との関係は『ロザリオの聖母』（美術史美術館所蔵、1607年）など、主要な教会からの絵画制作依頼に大きく寄与している。
『慈悲の七つの行い』、『キリストの鞭打ち』などの作品によりナポリでも成功を収めたカラヴァッジョだったが、数か月後には、おそらくマルタ騎士団の騎士団総長アロフ・ド・ウィニャクール (en:Alof de Wignacourt) の庇護を求めて、ナポリからマルタへと移った。ド・ウィニャクールは、このイタリア有数の高名な画家を騎士団の公式画家とすることは利益になると判断してカラヴァッジョを騎士団の騎士として迎え入れ、カラヴァッジョを喜ばせた。マルタ滞在時にカラヴァッジョが描いた主要な作品には、唯一カラヴァッジョ自身の署名が残る『洗礼者聖ヨハネの斬首』（聖ヨハネ准司教座聖堂所蔵、1608年）や、『アロフ・ド・ヴィニャクールと小姓の肖像』（ルーブル美術館所蔵、1607年 - 1608年）を始め当時の主要なマルタ聖堂騎士団員を描いた肖像画などがある。
遅くとも1608年8月終わりまでに、カラヴァッジョは逮捕され投獄されている。このマルタ時代のカラヴァッジョを取り巻く急激な環境変化は長く議論の的になっており、近年の研究では、カラヴァッジョがマルタでも喧嘩沙汰を起こし、騎士団宿舎の扉を叩き壊したうえに騎士の一人に重傷を負わせたためだとされている。騎士団員たちによって投獄されたカラヴァッジョは、同年11月に「恥ずべき卑劣な男」であるとして騎士団から除名されたが、脱獄してマルタから逃れた。

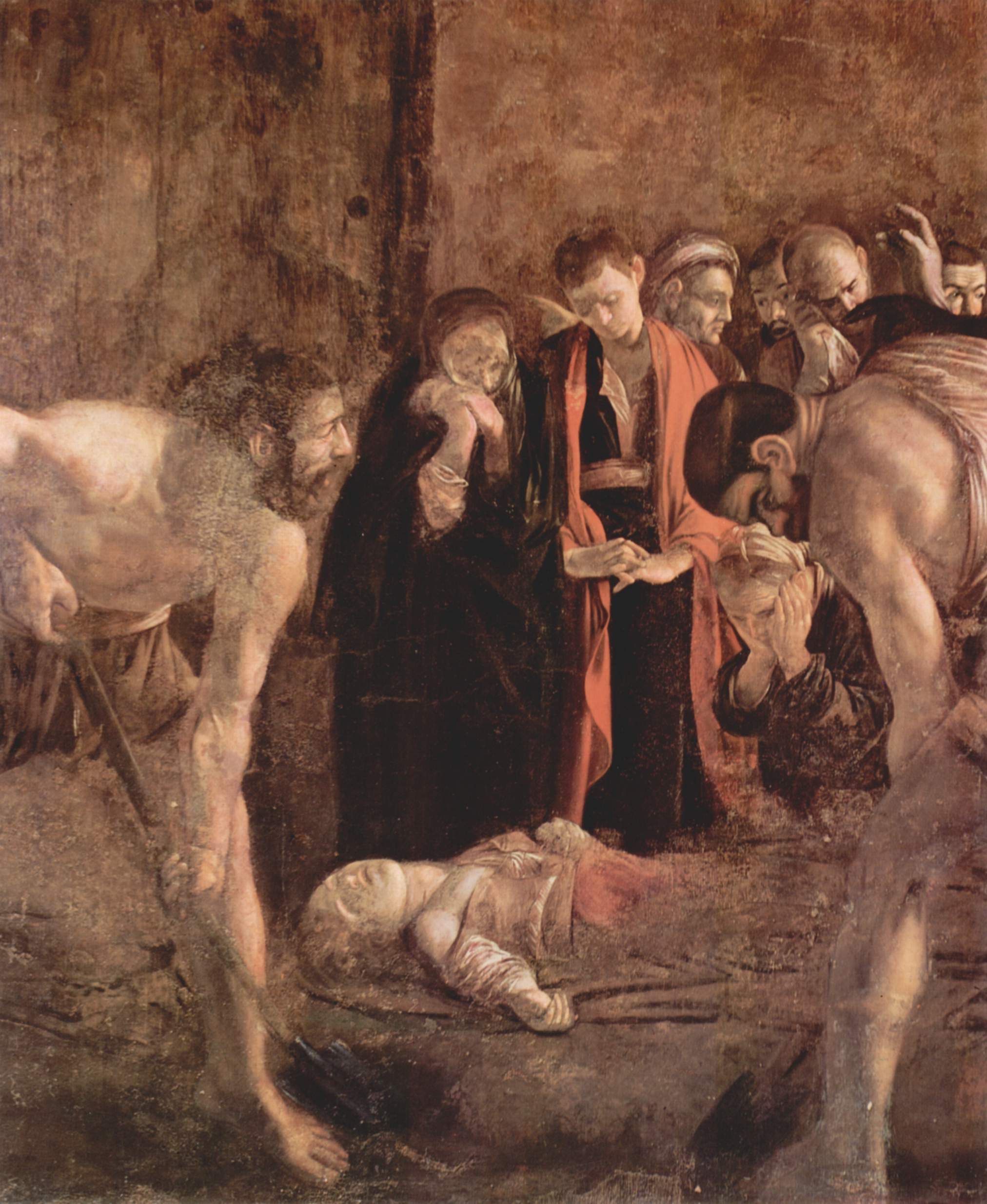
『聖ルチアの埋葬』（1608年）
ベッローモ州立美術館（シラクサ）

マルタを後にしたカラヴァッジョは、昔からの知り合いで結婚後シラクサに住んでいたマリオ・ ミンニーティを頼ってシチリアへと逃れた。二人は共にシラクサを離れてメッシーナへと出発し、最終的にシチリアの首都パレルモに到着している。カラヴァッジョは旅先の各都市でも画家としての名声を勝ち取り、多額の謝礼を伴う絵画制作の依頼を受けたため、この旅はいわば大名旅行ともいえる贅沢なものになった。このシチリア時代の作品には『聖ルチアの埋葬』（ベッローモ州立美術館所蔵、1608年）、『ラザロの復活』（メッシーナ州立美術館所蔵、1609年ごろ）、『羊飼いの礼拝』（メッシーナ州立美術館所蔵、1609年）があげられる。カラヴァッジョの作風は進化し続けており、このころの作品は描かれている人物が身にまとう織りの粗い衣服が、何も描かれていない広い背景から浮き出て見えるかのように表現されている。「カラヴァッジョがシチリアで描いた素晴らしい祭壇画は陰になっている部分が多く、薄暗く広い背景に数人のみすぼらしい人物が描かれている構図という他にあまり例のない作品になっている。人間の絶望的なまでの不安と心の弱さを表現すると同時に、人間が代々受け継いできた優しさ、謙虚さ、柔和さなどが未だ失われていないさまを描き出している」といわれている。一方でカラヴァッジョの不品行は改まってはおらず、眠っているときでさえ完全武装し、他人の作品を根拠なく誹謗してその絵画を引き裂いたり、地元の画家たちを嘲笑していたという当時の記録が残っている。
カラヴァッジョはシチリアに9か月滞在した後に再びナポリへと戻っている。ナポリ帰還は、最初期の伝記によればカラヴァッジョがシチリアで常に敵対者に付け狙われており、ローマ教皇の許しを得てローマに戻れるようになるまでは、知己である有力貴族コロンナ家が大きな権力を持つナポリがもっとも安全であると考えためである。ナポリ帰還後の作品として『聖ペテロの否認』（メトロポリタン美術館所蔵、1610年ごろ）、『洗礼者ヨハネ』（ボルゲーゼ美術館所蔵、1610年ごろ）、そして遺作となった『聖ウルスラの殉教』（インテーザ・サンパオロ銀行所有、1610年）がある。特に『聖ウルスラの殉教』は、フン族の王が放った矢が聖ウルスラの胸を貫く瞬間を描いた奔放かつ印象的な筆使いの絵画で、それまでの絵画が持ち得なかった躍動感にあふれた作品になっている。

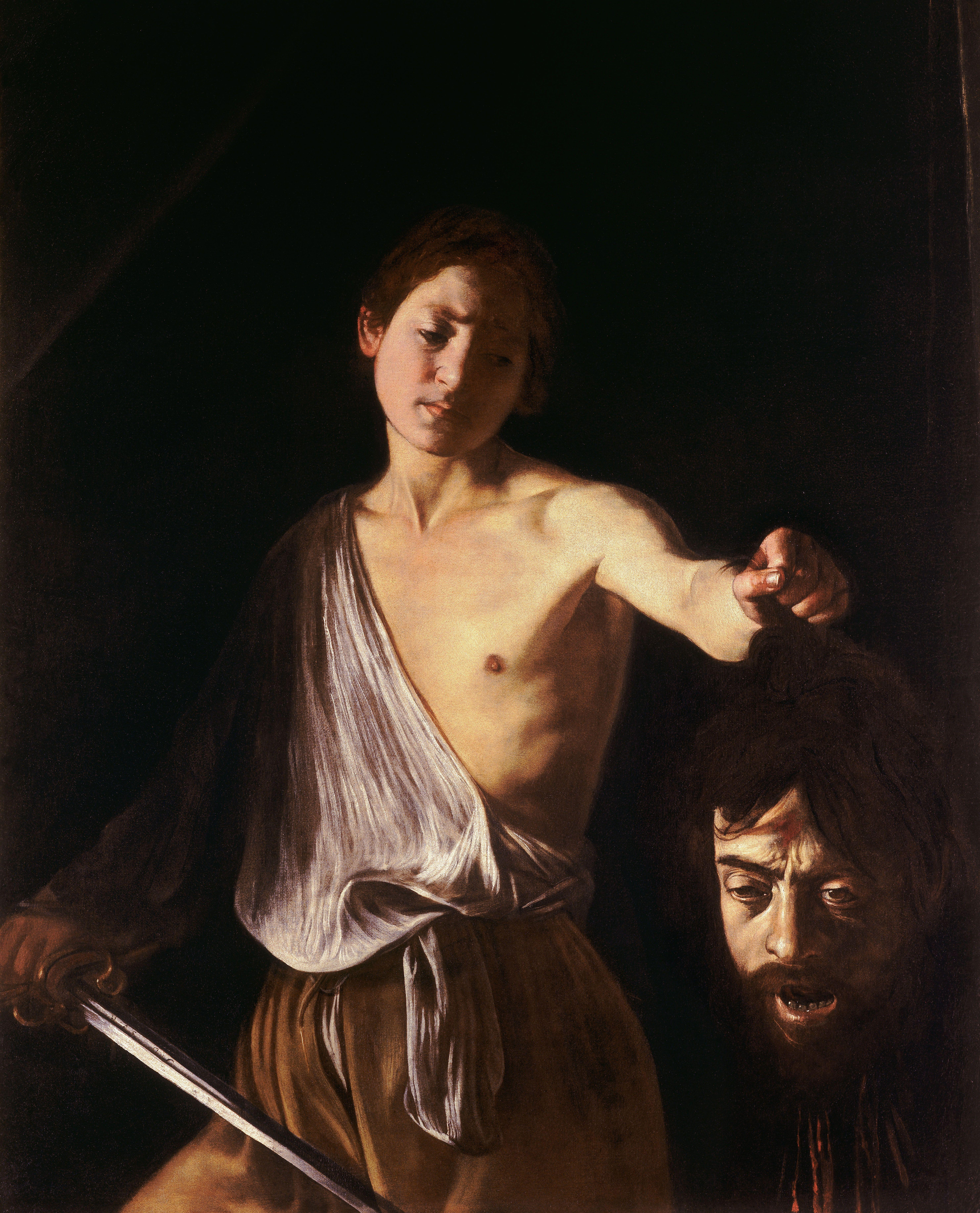
『ゴリアテの首を持つダヴィデ』（1609年 - 1610年）
ボルゲーゼ美術館（ローマ）

カラヴァッジョは安全な場所だと思っていたナポリで襲撃を受けた。犯人は不明で、ローマでは「有名な芸術家」カラヴァッジョが殺されたという記録が残っているが、これは誤報でありカラヴァッジョは顔に重傷を負ったものの生命に別状はなかった。『洗礼者ヨハネの首を持つサロメ)』（王室コレクション美術館、マドリード、1609年ごろ）の大皿に乗った生首は自身の頭部を描いたもので、カラヴァッジョはこの作品をマルタでの不品行への許しを請うためにマルタ騎士団長ド・ウィニャクールへと贈っている。『洗礼者ヨハネの首を持つサロメ』とおそらく平行して『ゴリアテの首を持つダヴィデ』（ボルゲーゼ美術館、1609-1610年）も描いている。若きダビデが不思議な悲しみの表情で巨人ゴリアテの切断された頭部を見つめている作品で、この絵画に描かれているゴリアテの頭部もカラヴァッジョ自身の自画像である。カラヴァッジョはこの『ゴリアテの首を持つダビデ』をローマ教皇パウルス5世の甥で、罪人への恩赦特権を持つ悪名高き美術愛好家の枢機卿シピオーネ・ボルゲーゼ (en:Scipione Borghese) への贈答絵画にするつもりだった。
1610年の夏にカラヴァッジョは、奔走してくれたローマの有力者たちのおかげで近々発布される予定だった恩赦を受けるために北方へと向かう船に乗り込んだ。このときカラヴァッジョは枢機卿シピオーネへの返礼品として3点の絵画を持参していた。この後カラヴァッジョに何があったのかの記録が非常に混乱、錯綜しており、いずれも推測の域を出ない。わずかに事実だといえることは、7月28日のローマからウルビーノ公爵家へ宛てた速報手記 (en:Avviso) にカラヴァッジョが死去したという記事が掲載されており、3日後の別の速報手記にカラヴァッジョがナポリからローマへと向かう旅の途中で熱病のために死去したというものである。カラヴァッジョの友人の詩人が後に7月18日をカラヴァッジョの命日であるとしており、近年の研究で同じく7月18日にトスカーナ大公国のポルト・エルコレで熱病により死去したという証拠が見つかったと主張する美術史家もいる。
2010年にポルト・エルコレの教会で人骨が発見され、この骨はまずカラヴァッジョのものに間違いないだろうと考えられている。この発見から1年以上かけてDNA鑑定、放射性炭素年代測定など様々な科学的鑑定が行われた。発見された人骨からは高濃度の鉛が検出されており、この人骨がカラヴァッジョのものであるならば鉛中毒で死去した可能性が高い。当時の顔料には多くの鉛が含まれ、鉛中毒はいわば画家の職業病だった。さらにカラヴァッジョは非常に放埓な生活を送っており、このことも鉛中毒に悪影響を及ぼしたと考えられる。

#### 墓碑銘
カラヴァッジョの墓碑銘は、友人のマルツィオ・ミレージによるものである。

#### ギャラリー

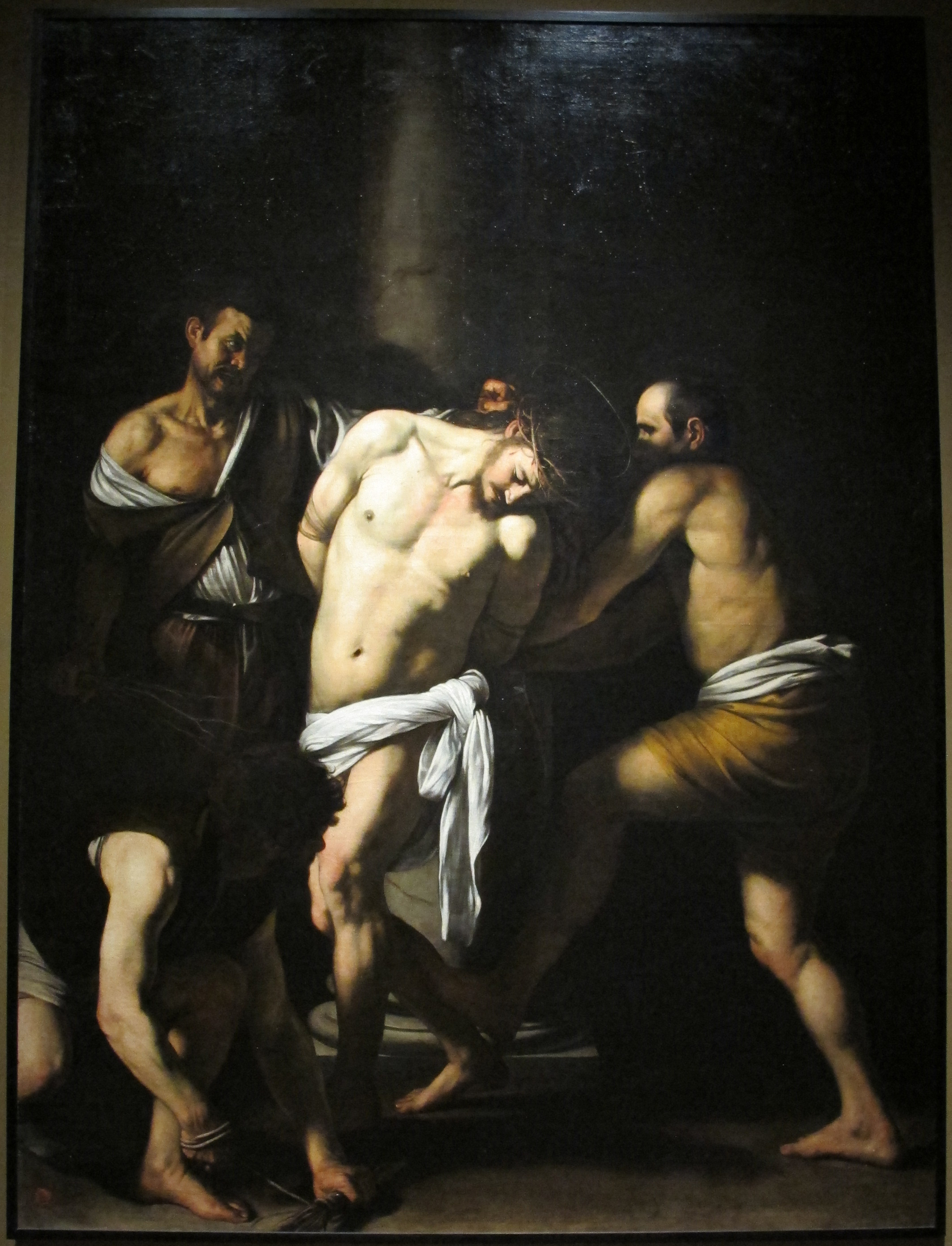
『キリストの鞭打ち』(1607年) カポディモンテ美術館 (ナポリ)
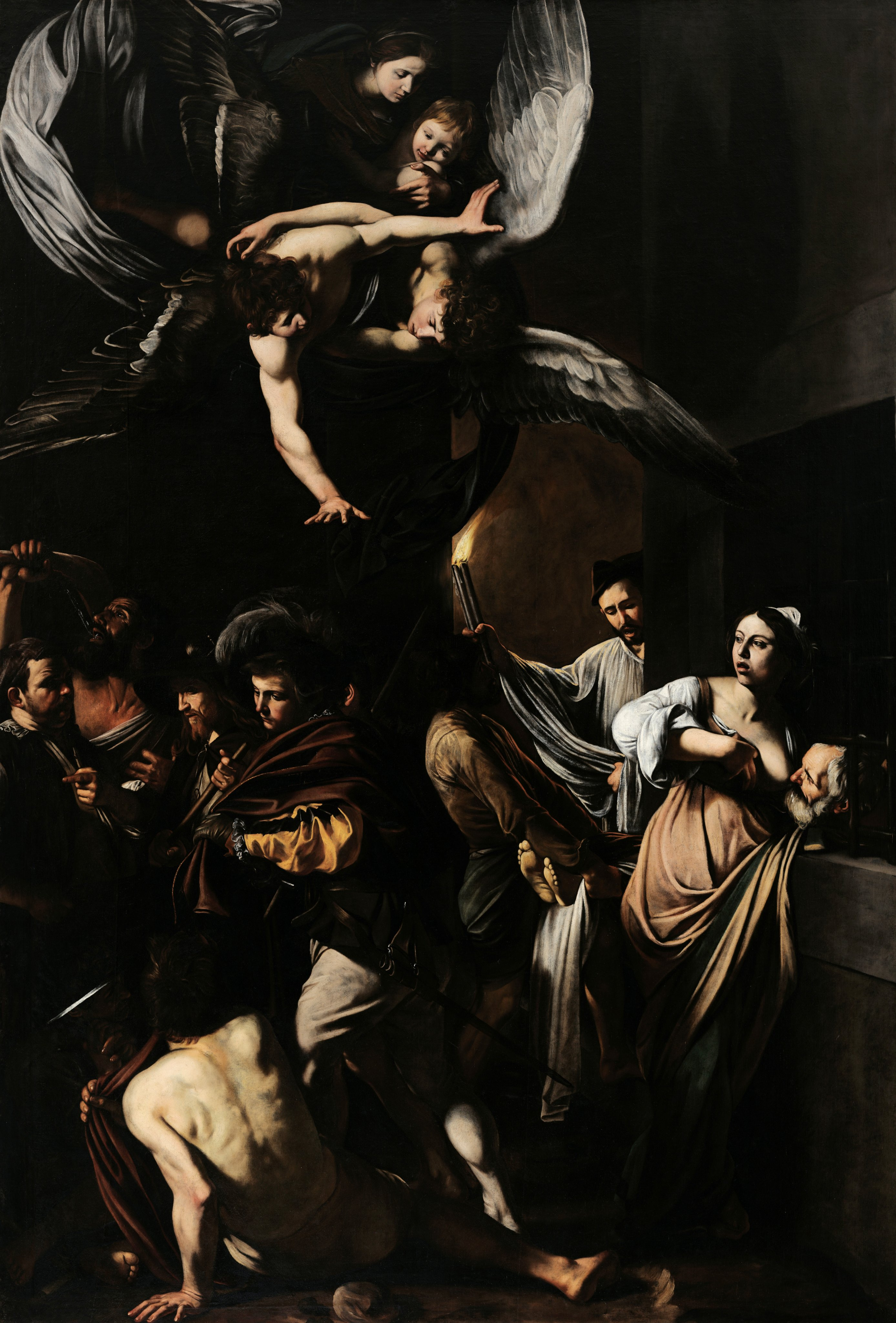
『慈悲の七つの行い』(1607年) ピオ・モンテ・デッラ・ミゼリコルディア教会 (ナポリ)
『聖アンデレの磔刑』(1607年) クリーブランド美術館 (米、オハイオ州)
『アロフ・ド・ヴィニャクールと小姓の肖像』(1607-1608年)　ルーヴル美術館 (パリ)
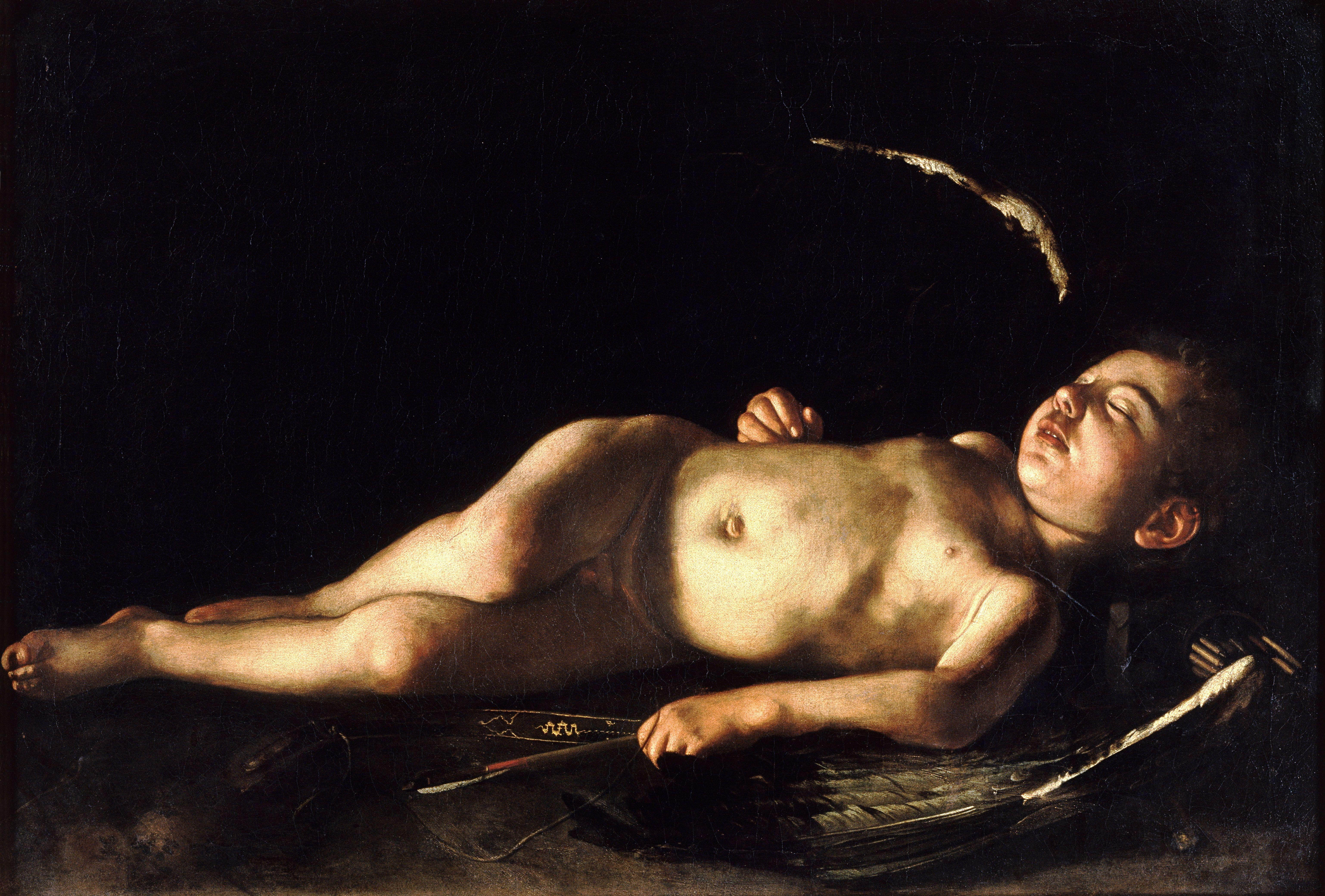
『眠るアモール』(1608年) パラティーナ美術館 (フィレンツェ)
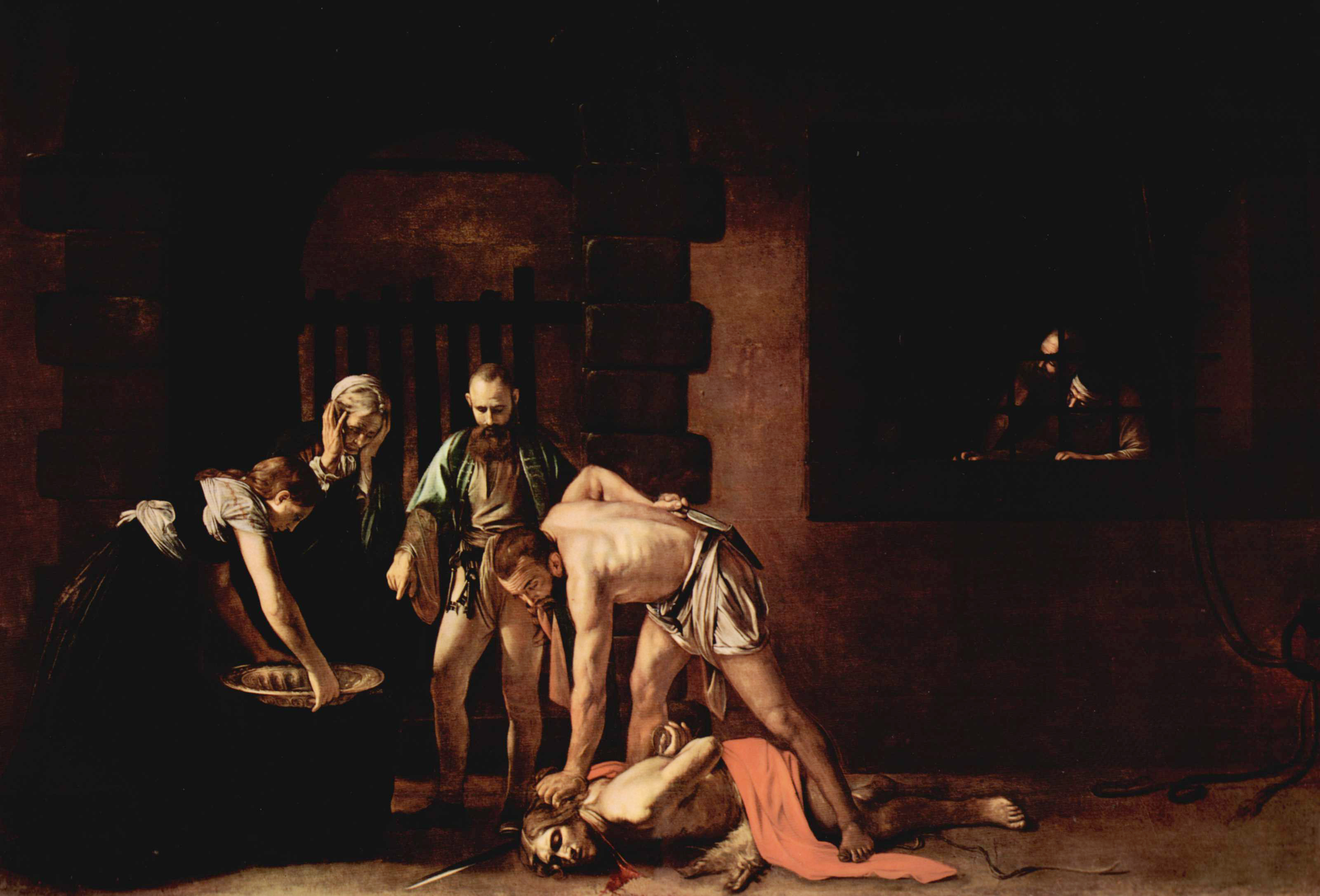
『洗礼者聖ヨハネの斬首』（1608年） 聖ヨハネ准司教座聖堂（マルタ、バレッタ）
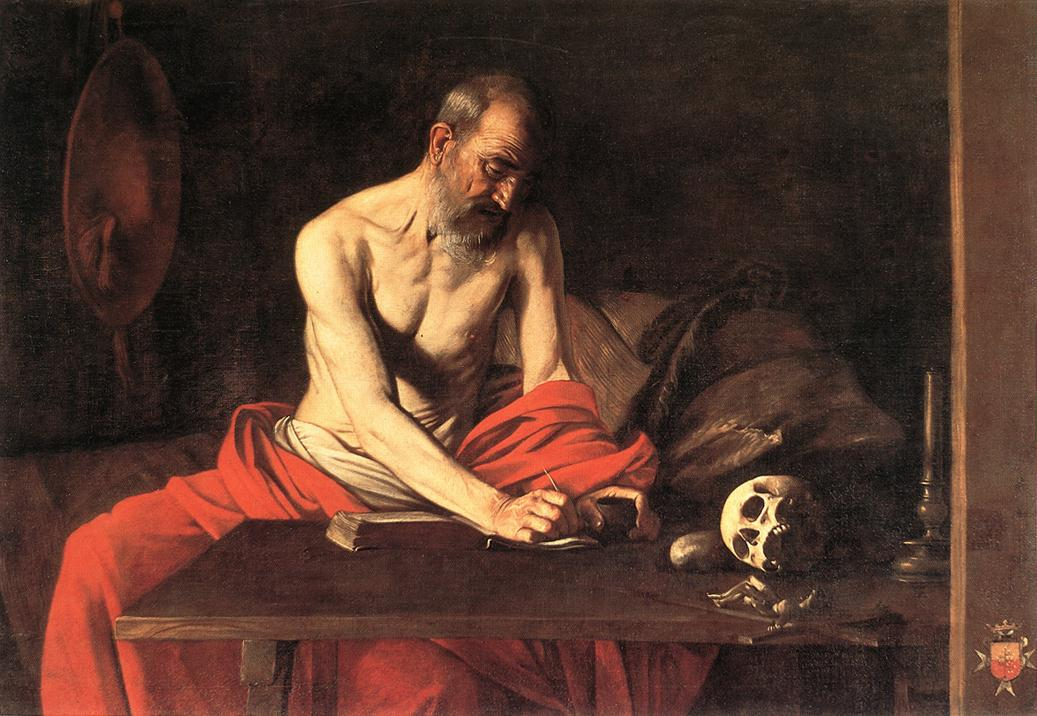
『執筆する聖ヒエロニムス』 (1608年) 聖ヨハネ准司教座聖堂（マルタ、バレッタ）
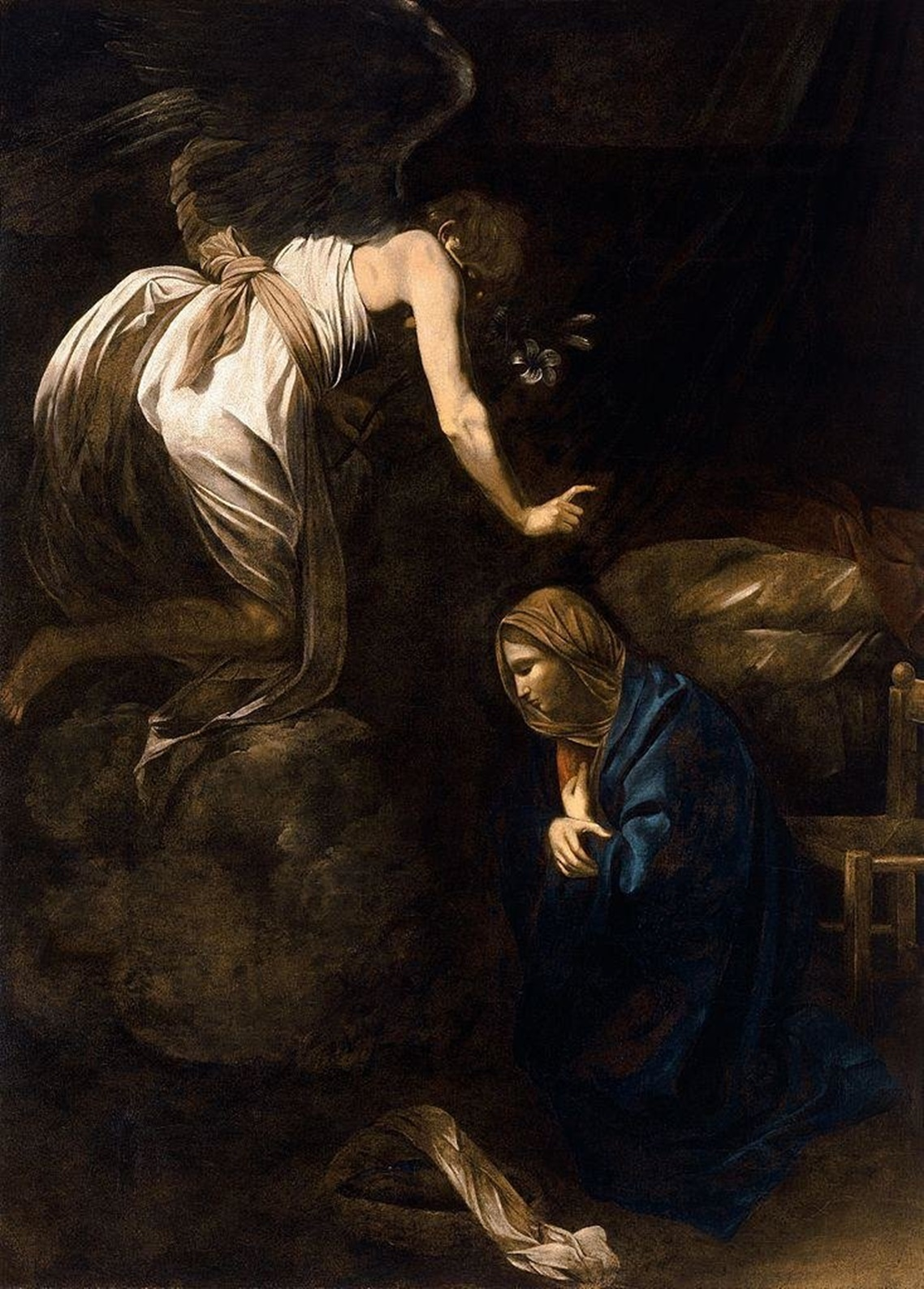
『受胎告知』(1608年頃) ナンシー美術館（ナンシー）
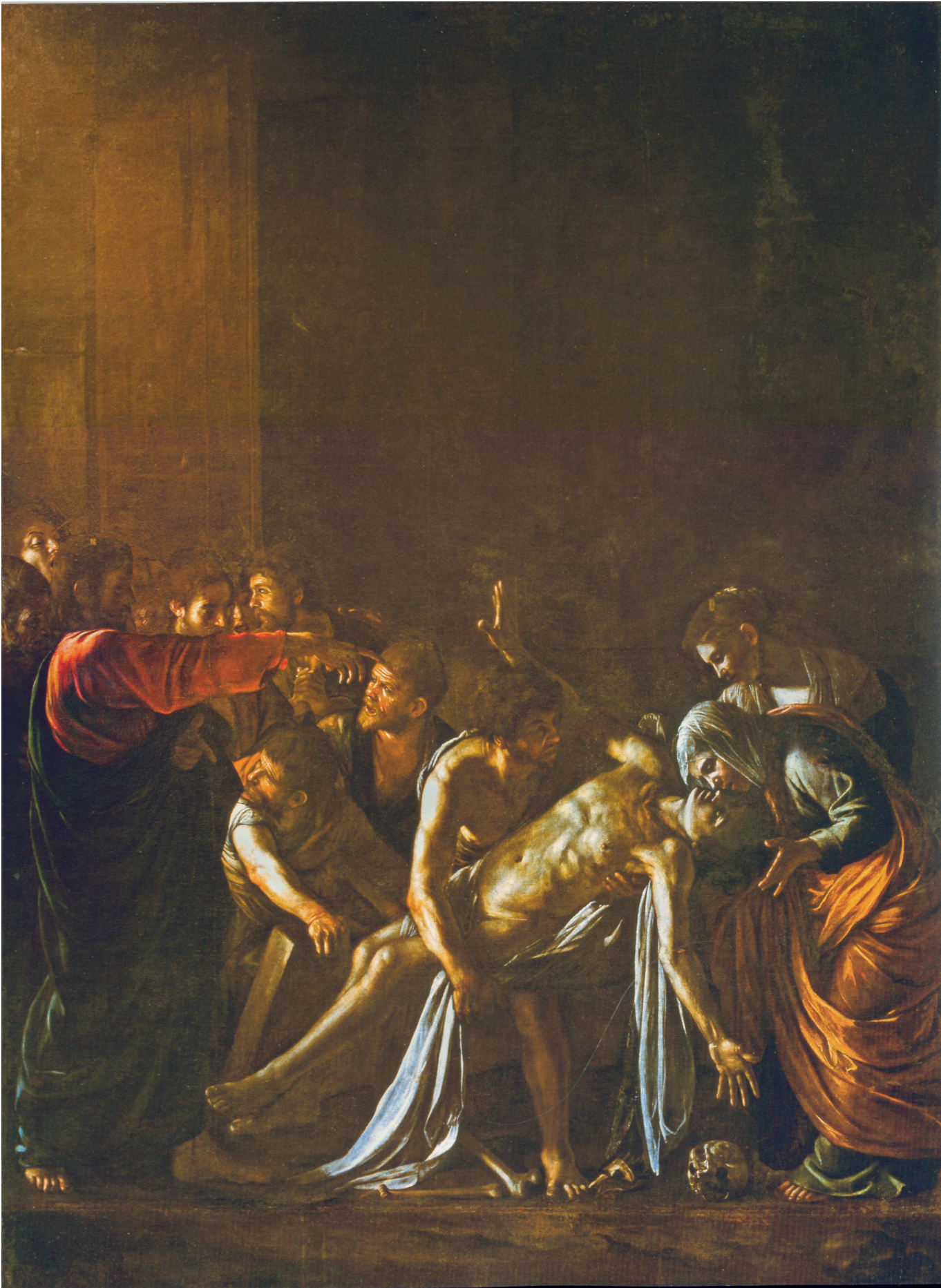
『ラザロの復活』（1609年頃） メッシーナ州立美術館（メッシーナ）
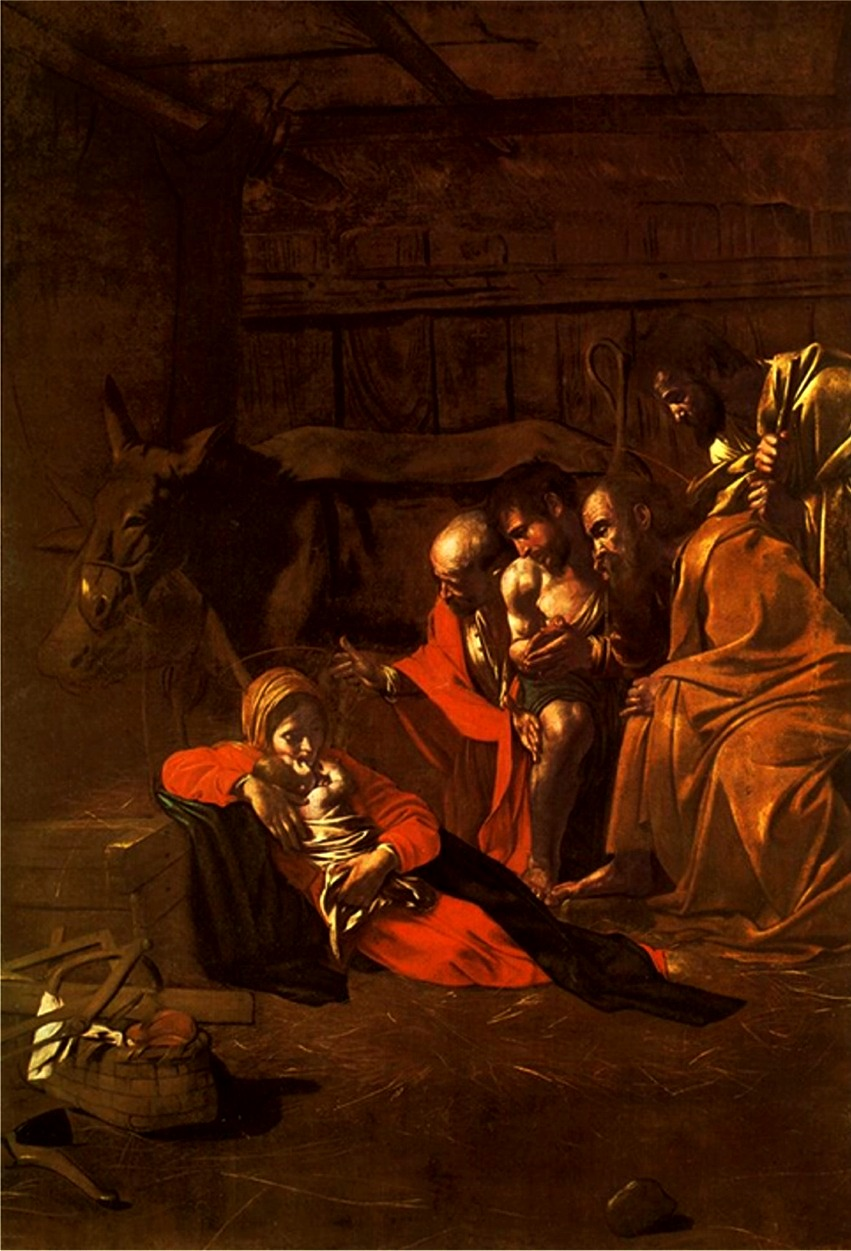
『羊飼いの礼拝』（1609年） メッシーナ州立美術館（メッシーナ）
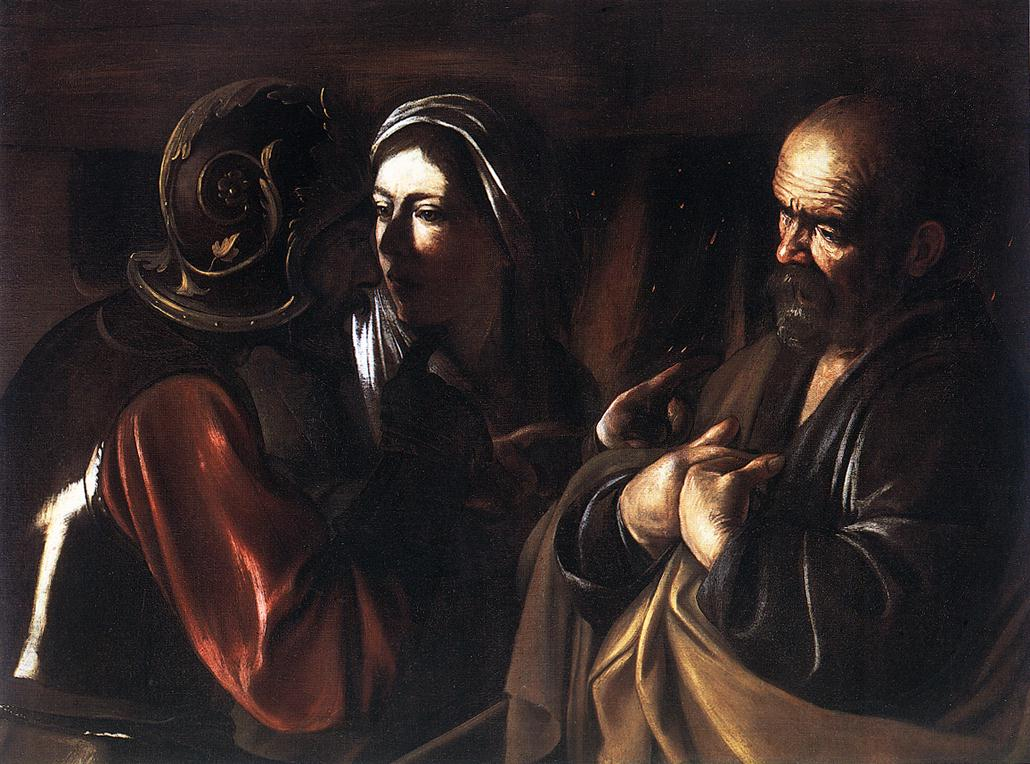
『聖ペテロの否認』（1610年） メトロポリタン美術館（ニューヨーク）
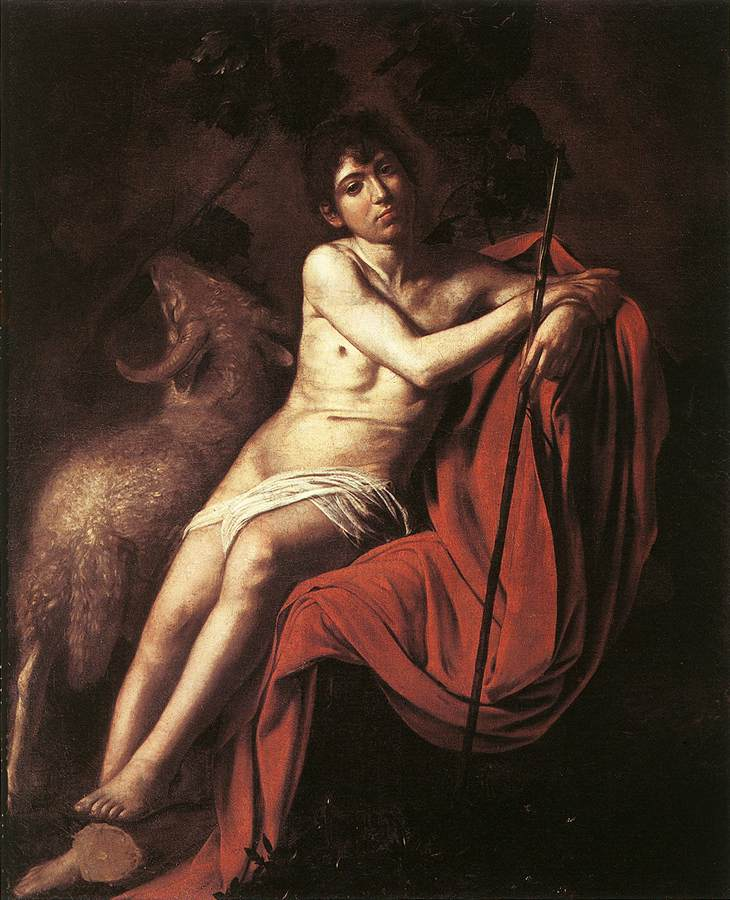
『洗礼者ヨハネ』（1610年頃） ボルゲーゼ美術館（ローマ）
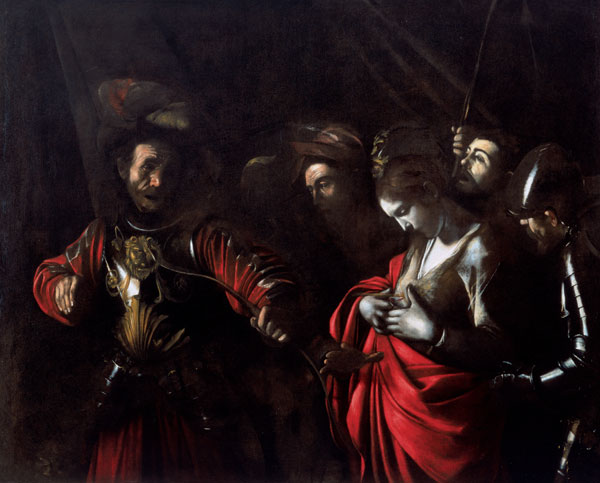
『聖ウルスラの殉教』（1610年） インテーザ・サンパオロ銀行所有（ナポリ）

## 画家としての評価

### バロック芸術の成立

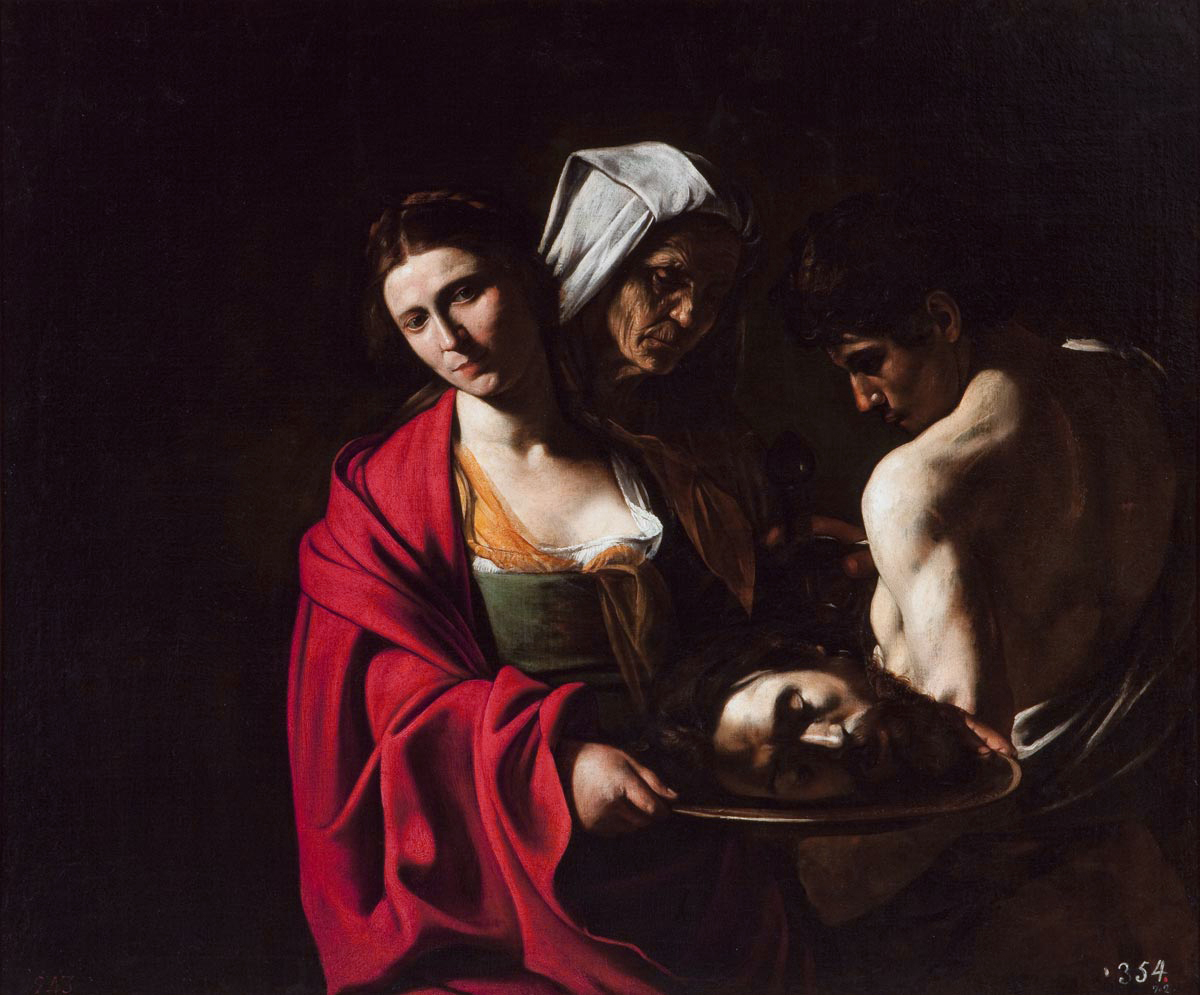
『洗礼者ヨハネの首を持つサロメ』（1609年頃、王室コレクション美術館、マドリード蔵）

カラヴァッジョは「陰 (oscuro) をキアロスクーロ (chiaroscuro) へと昇華した」といわれる。キアロスクーロ自体はカラヴァッジョ以前から長らく使われてきた手法だが、一方向からまばゆく射す光を光源として段階的な陰影をつけて描かれた対象物を浮かび上がらせる表現はカラヴァッジョが絵画技法として確立したものである。カラヴァッジョが持っていた肉体面、精神面両方に対する鋭い写実的な観察眼によって成立したもので、とくに宗教絵画においてカラヴァッジョが直面した数々の課題を通じて形成されていった。カラヴァッジョの絵画制作速度は非常に速く、モデルを前にしたまま基本的な部分を最後まで描き上げることが出来た。カラヴァッジョが描いた下絵（ドローイング）はほとんど現存しておらず、このことはカラヴァッジョが紙などに下絵を描くことなく、キャンバスにいきなり描き始める手法を好んでいたためと考えられている。これは当時の熟練した画家たちからは忌み嫌われていた手法で、旧来の画家からはカラヴァッジョが下絵から描き始めないことと、人物像を理想化して描かないことを声高に非難された。しかしながら、人物を理想化することなく写実的に描くことはカラヴァッジョにとってはごく当然のことだった。

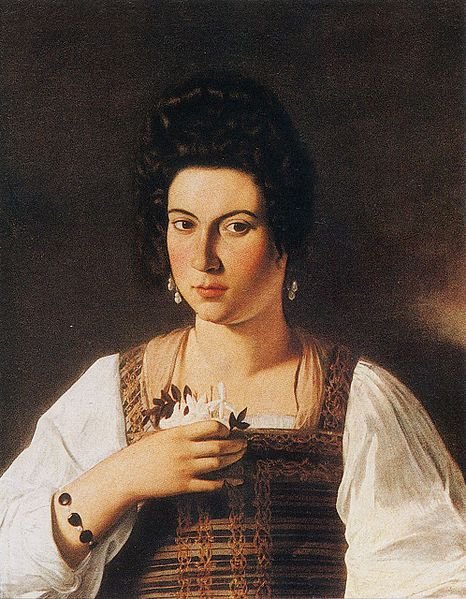
『フィリデの肖像』（1597年頃、第二次世界大戦中に焼失）

写実的に絵画に描かれた人物像のモデルが誰なのかが判別している者もいる。よく知られているのは後にカラヴァッジョの作風を受け継いだ画家となったマリオ・ ミンニーティとフランチェスコ・ボネリで、ミンニーティは初期の世俗的な作品に、ボネリは天使、洗礼者ヨハネ、ダビデとしてカラヴァッジョ後期の作品にそれぞれ描かれている。女性モデルには『フィリデの肖像 (Portrait of Fillide)』（1597年 - 1599年）に描かれているフィリデ・メランドローニ、『聖マタイとマグダラのマリア』に描かれているアンナ・ビアンキーニ、法廷記録の「アーティチョーク事件」にレナという名前で記載されているカラヴァッジョの愛人マッダレーナ・アントネッティらがいるが、全員が当時有名だった娼婦であり、カラヴァッジョは彼女たちを聖母マリアなど様々な聖人のモデルとして多くの宗教絵画に描いた。カラヴァッジョは自身の肖像も数枚の絵画に登場人物として描いている。最後の自画像は『聖ウルスラの殉教 (The Martyrdom of Saint Ursula)』の右端に描かれている男性像である。

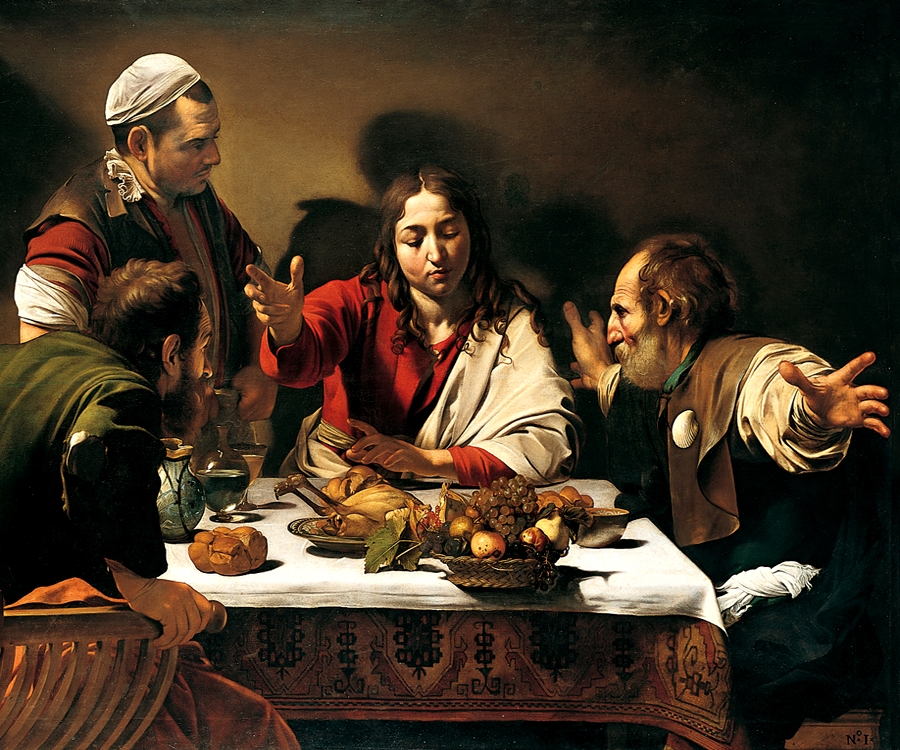
『エマオの晩餐』（1601年、ロンドン・ナショナル・ギャラリー蔵）

カラヴァッジョは決定的な瞬間を誰にも真似できないほどに鮮やかに切り取って描く優れた能力を持っていた。『エマオの晩餐』はキリストの弟子だったクレオパが、夕食をともにしている人物が復活したキリストだと気がつく場面を描いた絵画で、直前までメシアの死を嘆く旅人であり宿屋の主人が目もくれていなかった人物だったものが、突然救世主として再臨したその瞬間を劇的に表現した作品である。『聖マタイの召命』ではマタイが自分を指差して「私ですか？」と問いかけているかのように描かれているが、その両目はキリストに注がれ「私は貴方のしもべです」と応えており、マタイが自分の使命に目覚めた瞬間を描き出した絵画である。『ラザロの蘇生』では死人が復活する瞬間を捉えたさらに進んだ表現がなされている。ラザロの胴体は断末魔の死後硬直の状態にあるが、手はすでに復活しキリストのほうを向いている。

### カラヴァジェスティ

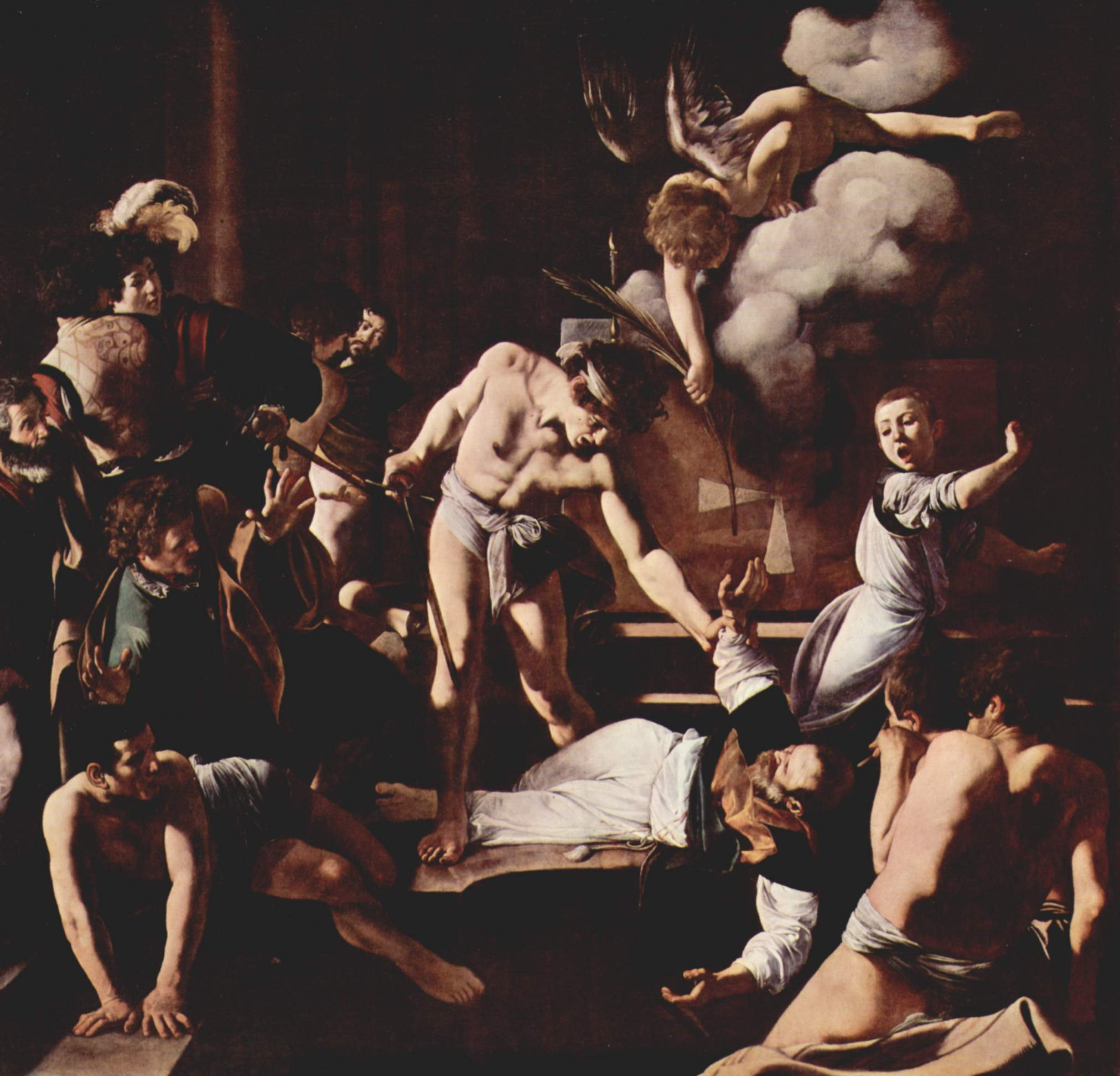
『聖マタイの殉教』（1599年 - 1600年頃）
サン・ルイジ・デイ・フランチェージ教会コンタレッリ礼拝堂（ローマ）

カラヴァッジョの絵画を研究し、その作風を真似た追随者はカラヴァジェスティ (Caravaggisti) と呼ばれることがある（カラヴァッジョ派、カラヴァジェスキとも）。1600年にコンタレッリ礼拝堂に納められた『聖マタイの殉教』と『聖マタイの召命』はローマの若手芸術家の間で大評判になり、カラヴァッジョは野心的な若手画家たちの目標となっていった。カラヴァジェスティと呼ばれる最初期の画家にカラヴァッジョの友人でもあったオラツィオ・ジェンティレスキやジョヴァンニ・バリオーネがあげられる。ただし、バリオーネがカラヴァッジョ風の絵画を描いた時期は短く、カラヴァッジョがバリオーネの絵画は自分の作品からの盗作だと糾弾したこともあって二人は長く反目しあっていたが、後にバリオーネはカラヴァッジョに関する伝記を最初に書いた人物となった。次世代のカラヴァジェスティとしてカルロ・サラチェーニ (Carlo Saraceni)、バルトロメオ・マンフレディ (Bartolomeo Manfredi)、オラツィオ・ボルジャンニ (Orazio Borgianni)らがいる。1563年生まれのジェンティレスキはこの3名よりもかなり年長だったが、長命な画家でこの3名よりも長生きし、最後はイングランド王チャールズ1世の宮廷画家になり1639年にロンドンで死去している。ジェンティレスキの娘アルテミジアも父の縁でカラヴァッジョとは面識があり、カラヴァジェスティの画家の中ではもっとも才能があった一人だった。
ナポリではカラヴァッジョは短期間しか滞在していないにもかかわらず、バッティステッロ・カラッチョロ、カルロ・セッリート (en:Carlo Sellitto)ら、重要なカラヴァジェスティの画家を輩出した。ナポリでのカラヴァジェスティの活動は1656年のペスト流行によって終焉したが、当時のナポリはスペインの支配下だったこともあって、カラヴァッジョの影響はスペイン絵画へも波及していった。
オランダでも17世紀初頭に画学生としてローマを訪れ、カラヴァッジョの作品に多大な影響を受けたユトレヒト・カラヴァッジョ派 (en:Utrecht Caravaggism) と呼ばれる宗教画家たちが存在した。これら画学生たちが自国へ持ち帰ったカラヴァッジョの作風の流行は短かったとはいえ、1620年代にはヘンドリック・テル・ブルッヘン、ヘラルト・ファン・ホントホルスト、アンドリエス・ボト、ディルク・ファン・バビューレン らによって全盛期を迎えている。以降の世代のオランダ人画家たちにはカラヴァッジョの影響は薄れていったが、マントヴァ公ゴンザーガ家の依頼でカラヴァッジョの『聖母の死』を購入し、『キリストの埋葬 (Entombment of Christ)』の模写も行ったルーベンスを初め、フェルメール、レンブラント、さらにはイタリア滞在時にカラヴァッジョの作品を目にしているベラスケスの作品にもカラヴァッジョの影響が見られる。

### 死後の評価と20世紀の再評価

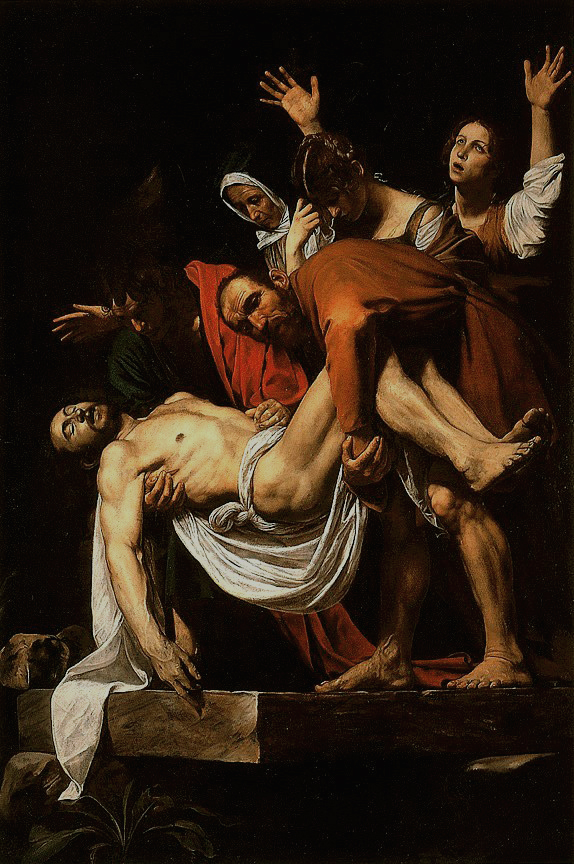
『キリストの埋葬』（1602年 - 1603年）
バチカン美術館（ローマ）

カラヴァッジョの名声はその死後間もなく急速に廃れてしまった。カラヴァッジョの革新性はバロック芸術のきっかけになったとはいえ、バロック絵画はキアロスクーロを用いた劇的な効果のみを取り入れて、カラヴァッジョの特性といえる肉体的な写実主義には目を向けようとはしなかった。上述した画家以外では、イタリアからは距離があるフランスのジョルジュ・ド・ラ・トゥール、シモン・ヴーエ、スペインのホセ・デ・リベーラらが直接カラバッジョの影響を受けた画家だが、カラヴァッジョの死後数十年でその作品は単なる醜聞にまみれた画家が描いた絵画とみなされるか、あるいは単に忘れ去られてしまった。カラヴァッジョの死後バロック美術は発展し作風も変化していったが、その成立に多大な貢献をしたカラヴァッジョはバロック美術の発展に多大な貢献をしたアンニーバレ・カラッチとは違って工房も弟子も持たず、自身の絵画技術を広めるための努力はしていない。自身の作品の根幹ともいえる理性的な自然主義絵画製作手法について何も語ってはおらず、その写実的な心理描写の技法は残された作品から推測するしかなかった。それゆえに、後世のカラヴァッジョの評価は、ジョヴァンニ・バリオーネ (Giovanni Baglione) とジョヴァンニ・ピエトロ・ベッローリ (Giovanni Pietro Bellori) がそれぞれ書いたカラヴァッジョに極めて否定的な初期の伝記に大きく左右された。バリオーネはカラヴァッジョと長く確執があった画家で、ベッローリは直接カラヴァッジョとは面識がなかったが、その作品を嫌っていた画家であり、かつ17世紀に影響力があった批評家でもあった。
しかし、1920年代になってからイタリア人美術史家ロベルト・ロンギ (Roberto Longhi) がカラヴァッジョを再評価し、西洋美術史のなかに確固たる地位を与えた。それは、ロンギとL.Venturiが主導した1951年のミラノでの「カラヴァッジョとカラヴァッジョ派展」で確立された(アンドレ・シャステル)。　ロンギは「ホセ・デ・リベーラ、フェルメール、ラ・トゥール、レンブラントは、もしカラヴァッジョがいなければ存在しえない画家だっただろう。また、ドラクロワ、クールベ、マネらの芸術も全く異なったものになっていたに違いない」とし、著名な美術史家バーナード・ベレンソンも、「ミケランジェロを除けば、カラヴァッジョほど絵画界に大きな影響を及ぼしたイタリア人画家はいない」と同様の意見を述べている。
カラヴァッジョはイタリアの10万リラ紙幣に肖像が採用された。このときには「人殺しを紙幣の顔に採用するとはどういうことか」と一部から批判の声があがった。しかし、画家としての業績や時代背景などを考慮して採用されることになった。

### 絵画作品

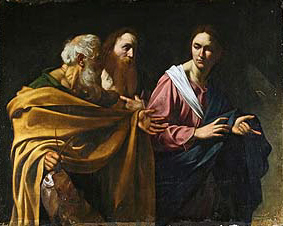
『聖ペテロと聖アンデレの召命』（1603年 - 1606年）
ロイヤル・コレクション

現存しているカラヴァッジョの作品で、まず真作であろうと考えられているのは80点程度にすぎず、なかには時代を経てからカラヴァッジョの作品であると同定された、あるいはカラヴァッジョの作品らしいと見なされた作品も多い。『聖ペテロと聖アンデレの召命 (The Calling of Saints Peter and Andrew)』（ロイヤル・コレクション、1603年 - 1606年）は1637年にイギリス国王チャールズ1世が購入し、清教徒革命でフランスに売却されたものをさらに王政復古で戴冠したチャールズ2世が取り戻した絵画である。長くカラヴァッジョのオリジナル絵画の複製画と見なされ、ハンプトン・コート宮殿に所蔵されていたが、6年間にわたる修復と調査の結果、2006年にカラヴァッジョの真作であると認定された。一方でリチャード・フランシス・バートンがカラヴァッジョの作品として書き残した「トスカーナ大公家のギャラリーが所蔵する、30人の男たちが描かれた聖ロザリアの絵画」は現在行方不明となっている。ローマのサン・ルイジ・デイ・フランチェージ教会コンタレッリ礼拝堂から受け取りを拒否された『聖マタイと天使』は、第二次世界大戦中のドレスデン爆撃で失われ、現在は白黒の写真が残るのみである。2011年6月にはそれまで知られていなかったカラヴァッジョが1600年頃に描いた『聖アウグスティヌス』がイギリスのプライベート・コレクションから発見されたという発表があった。この「重要な発見」によってもたらされた絵画はローマ時代のパトロンだったヴィンチェンツォ・ジュスティニアーニが秘密裏に依頼した作品であると考えられている。本来はサン・ドメニコ聖堂のために制作されたが、保存のために現在はナポリの国立カポディモンテ美術館が所蔵する『キリストの鞭打ち 』（Flagellazione）（1607年頃　Oil on canvas, 390 x 260 cm）は、カラヴァッジョがナポリ滞在時に残した代表作のひとつ。本作の主題はユダヤの民を惑わしたとして捕らえられたイエスが、総督ピラトの命によって鞭打ちの刑に処される場面。　

## カラヴァッジョを題材とした大衆文化作品
- 『カラヴァッジオ』－1986年にイギリスの映画監督デレク・ジャーマンが、カラヴァッジョの生涯や創作スタイルを描いた映画。ベルリン映画祭で銀熊賞を受賞したこともあり、カラヴァッジョの絵画を多くの人が知るきっかけとなった。
- 『カラヴァッジョ 天才画家の光と影』－2007年にイタリアで放送された全2話のテレビ・ミニシリーズ。日本では2010年に、1本の映画作品として公開された。
- 『カラヴァッジオ』 - 2008年にベルリン国立バレエ団により発表されたバレエ作品。カラヴァッジョをウラディミール・マラーホフが演じた。

## 日本語文献
入門書
- 『カラヴァッジョ巡礼』 宮下規久朗編（新潮社〈とんぼの本〉、2010年） ISBN 978-4-1060-2200-5
- 『もっと知りたいカラヴァッジョ 生涯と作品』 宮下規久朗編（東京美術〈アート・ビギナーズ・コレクション〉、2009年） ISBN 978-4-8087-0870-2
- 『カラヴァッジョ　アート・ライブラリー』 ティモシー・ウィルソン＝スミス（宮下規久朗訳、西村書店、2003年、新装版2009年） ISBN 978-4-8901-3627-8
- 『カラヴァッジョ　西洋絵画の巨匠』（小学館アーカイヴス、2019年） ISBN 978-4-09-105470-8
- 『一枚の絵で学ぶ美術史　カラヴァッジョ《聖マタイの召命》』 宮下規久朗（筑摩書房〈ちくまプリマー新書〉、2020年） ISBN 978-4-480-68369-4
- 『1時間でわかるカラヴァッジョ』 宮下規久朗（カラー版宝島社新書、2021年） ISBN 978-4-299-00439-0

伝記
- 『カラヴァッジョへの旅　天才画家の光と闇』 宮下規久朗（角川選書、2007年） ISBN 978-4-0470-3416-7
- 『闇の美術史　カラヴァッジョの水脈』 宮下規久朗（岩波書店、2016年） ISBN 4-00-025356-5
- 『カラヴァッジョ　灼熱の生涯』 デズモンド・スアード（石鍋真澄・石鍋真理子訳、白水社、2000年、新装版2010年） ISBN 978-4-5600-8059-7
- 『カラヴァッジョ伝記集』（石鍋真澄編訳、平凡社ライブラリー、2016年） ISBN 978-4-582-76838-1
- 『カラヴァッジョの秘密』 コスタンティーノ・ドラッツィオ（上野真弓訳、河出書房新社、2017年） ISBN 978-4-309-25584-2

大著
- 『カラヴァッジョ　聖性とヴィジョン』- サントリー学芸賞（文学・芸術部門）受賞　
宮下規久朗（名古屋大学出版会、2004年） ISBN 978-4-8158-0499-2
- 『カラヴァッジョ鑑』 岡田温司編（人文書院、2001年、復刊2009年）- 17名の論考。ISBN 978-4-4091-0014-1
- 『カラヴァッジオ　生涯と全作品』 ミア・チノッティ解説（森田義之訳、岩波書店、1993年） ISBN 978-4-0000-8057-6
- 『カラヴァッジョ　ほんとうはどんな画家だったのか』 石鍋真澄（平凡社、2022年） ISBN 978-4-582-65211-6

画集
- 『カラヴァッジォ　ギャラリー世界の巨匠』 アルフレッド・モワール解説（若桑みどり訳、美術出版社、新装版1994年）
- 『カラヴァッジョ　西洋絵画の巨匠⑪』 宮下規久朗編（小学館、2006年） ISBN 978-4-0967-5111-4
- 展覧会図録『カラヴァッジョ 光と影の巨匠─バロック絵画の先駆者たち』、朝日新聞社 編
宮下規久朗ほか解説、東京都庭園美術館：2001年9月-12月／岡崎市美術博物館：2001年12月-02年2月
- 展覧会図録『カラヴァッジョ展』、NHK・読売新聞社 編。日伊国交樹立150周年記念
川瀬佑介・渡辺晋輔ほか解説、国立西洋美術館、2016年
- 『カラヴァッジョ　全作品集』 ゼバスティアン・シュッツェ、明瀬一裕訳（TASCHEN（タッシェン・ジャパン）、2010年） ISBN 978-4-88783-401-9
- 『カラヴァッジョ原寸美術館』 宮下規久朗解説（小学館、2021年） ISBN 978-4-09-682359-0